# 東武東上本線
東上本線（とうじょうほんせん）は、東京都豊島区の池袋駅から埼玉県大里郡寄居町の寄居駅までを結ぶ、東武鉄道の鉄道路線。ラインカラーは紺色●、駅ナンバリングの路線記号はTJ。一般的には東上線（とうじょうせん）と呼ばれ、旅客案内上や東武鉄道路線系統名称では東武東上線と呼称される（後述を参照）。
以下、本項では特記事項がない限り、この路線（東上本線）自身の一般的な呼称である「東上線」と表記する。

## 概要
東上線は、東京都区部の副都心である池袋から板橋区、埼玉県和光市、川越市、小川町などを経由して埼玉県北西部の寄居町を結ぶ、首都圏北西部の通勤・通学路線である。東武の鉄道網としては、浅草駅を起点に首都圏東部から北関東にかけて延びる伊勢崎線（東武スカイツリーライン）・日光線などとともに基幹路線となっている。小川町駅以南は沿線の宅地化が進み東京のベッドタウンとなっており、運行系統も小川町駅（日中時間帯は森林公園駅）を境に分かれている。
「小江戸」として知られる川越、長瀞渓谷や秩父地方といった観光地へのアクセス路線としての性格もある。通勤・通学を含めた東京都区部との旅客輸送において、川越までは西武新宿線や西武池袋線（所沢駅乗り換え）、JR東日本川越線と競合関係にあるが、これら他社路線と比べて東上線は直線的なルートを通っている。また、長瀞・秩父方面に関しては西武池袋線・西武秩父線と競合している。
当路線は東武鉄道の姉妹会社である東上鉄道によって建設されて開業し、その後に東武鉄道と合併して東武鉄道の路線となった。路線名は、起点の「東京」と当初路線を延ばす予定であった現在の群馬県の旧国名「上野国（上州）」に由来する。最終的には新潟県長岡市まで路線を延伸する構想であった（詳細は後述）。
和光市駅から東京地下鉄（東京メトロ）有楽町線および副都心線と相互直通運転を行っており、副都心線系統は渋谷駅から東急東横線に直通して、神奈川県内の横浜駅を経て横浜高速鉄道みなとみらい線の元町・中華街駅、東急新横浜線・相鉄新横浜線を経由して相鉄本線の海老名駅、相鉄いずみ野線の湘南台駅まで至る。日中の時間帯に副都心線系統（小川町駅 - 元町・中華街駅）を走る列車のうち、各線内を特別料金不要で最速で結ぶ列車（東武線内は快速急行運転）に対しては「Fライナー」の愛称が付く。和光市駅 - 池袋駅間は東京メトロ有楽町線・副都心線と並行しており、特に和光市駅 - 下赤塚駅（地下鉄赤塚駅）間は両鉄道事業者の駅が近接している。
伊勢崎線や日光線と異なり、「りょうもう」や「けごん」「きぬ」といった特別料金が必要な特急は運行されていないが、2008年より池袋駅 - 小川町駅間で有料着席保証列車（通勤ライナー）の「TJライナー」が運行を開始した。クロスシートとロングシート両方に転換が可能なデュアルシート採用の50090型電車が用いられ、その後複数の関東大手私鉄で採用されるデュアルシート車両による通勤ライナーの走りとも言える。当初は座席定員制で座席の指定は出来なかったが2019年より座席指定制に変更となった。

### 一般的な呼称と旅客案内上および路線系統名称
東上線の正式名称「東上本線」は、東武鉄道公式路線名称および国土交通省監修『鉄道要覧』上での名称であるが、東武鉄道の公式路線系統および旅客案内上では「東武東上線」と呼称されており、一般的に「東上本線」と呼ばれることは滅多にない。ただ、東武鉄道のウェブサイトで配信される運行情報では「東武東上本線」として案内されており、「東武東上線」の呼称は後述する東上線系統全体を指して用いられている。
路線系統名としての「東武東上線」は、東上本線に越生線と廃止線の啓志線・根古屋線、未成線の高島平線を加えたものと定義される。一般的には東上線系統（とうじょうせんけいとう）と呼ばれ、浅草駅を起点とする伊勢崎線や東武動物公園駅起点の日光線、大宮駅起点の野田線（東武アーバンパークライン）などは、東武鉄道の路線系統名称では東武本線（とうぶほんせん）と呼称、一般的には本線系統と呼ばれる。なお、東上線系統と本線系統とは線路が直接繋がっておらず、越生線とともに独立した運転系統となっている。

## 歴史

### 東上鉄道発起
川越と東京を結ぶ交通手段は、江戸時代から入間川や新河岸川を通じた水運が発達していたが、明治維新後、日本に導入・普及されつつあった鉄道を建設しようという機運が、明治20年代以降ひときわ高まった。
1895年（明治28年）、川越鉄道（現・西武国分寺線・新宿線）が川越駅まで開通し、甲武鉄道（現・JR東日本中央線）に乗り入れて飯田町駅 - 川越駅間を直通した。その後1900年代（明治30年代から40年代）にかけて、日本興業鉄道（小石川下富坂町 - 高崎間）・京越鉄道（池袋 - 川越間）（ともに未成線）など、川越の周辺で数多くの鉄道が企図・発起されたが、申請却下や免許失効などで実現しなかった。
日本興業鉄道の発起人には、後に東上鉄道の発起人になる内田三左衛門や千家尊賀が名を連ねていた。内田は川越の豪商、千家は出雲大社の宮司の家柄で、兄千家尊福が貴族院に4回当選して、埼玉県や静岡県、東京府の知事（官選）を歴任し、1906年（明治39年）に第一次西園寺内閣の司法大臣に推されている。
一方、京越鉄道の発起人には川越電気鉄道（後の西武大宮線）創業者の綾部利右衛門や、新河岸川・福岡運河（現・埼玉県ふじみ野市）の回漕店福田屋の星野仙蔵らが名を連ねていた。星野は川越商業銀行・黒須銀行（どちらも現・埼玉りそな銀行）を経て1904年（明治37年）に衆議院議員に当選し、この時同じく当選した初代根津嘉一郎から東上鉄道の計画を聞き、協力を惜しまなかった。東上鉄道創業当初は監査役に就任したようである。
日本興業鉄道計画が絶たれた後、千家と内田ほか数名は新たに東上鉄道を発起した。1903年（明治36年）12月23日、鉄道を当時所管していた逓信省にて東上鉄道の仮免許申請書を提出した。途中出資者が集まらず、紆余屈折を経て、後に東武鉄道社長となった根津に会社創立を託すことになった。
後述の通り、発起人たちは東京から新潟県長岡へ至る建設構想を有していたが、当面の終点目標（仮免許申請区間終点）である渋川町（現・渋川市）が属する群馬県の旧国名が上野国（上州）であることに基づき、会社名は東京と上野国（上州）それぞれの頭文字を取って「東上」とした。
東上鉄道は1908年（明治41年）10月6日、東京府北豊島郡巣鴨町字氷川（現・東京都豊島区巣鴨） - 埼玉県入間郡川越町（現・川越市） - 埼玉県比企郡松山町（現・東松山市） - 埼玉県児玉郡児玉町（現・本庄市）および群馬県高崎市を経て群馬県群馬郡渋川町に至る鉄道の敷設仮免許を受けた。
ついで1911年（明治44年）11月11日に東上鉄道創立総会が開かれ、取締役社長に根津が就き、本社を東京府東京市本所区小梅瓦町（現・東京都墨田区押上一丁目）の東武鉄道本社に置いた。資本金は450万円。実際の東上鉄道本社は川越に置かれたが、根津が東上鉄道の経営に乗り出すと、本社登記地のみが東京市の東武鉄道本社に変更された。

#### 東上鉄道創立当初の路線敷設計画
仮免許段階では、高崎と新潟を結ぶ国有鉄道信越線は既に開通していたが、上越線は着工すらしておらず、東上鉄道の計画では渋川から先新潟県方面への延伸構想も盛り込まれていた。
経由地は「氷川 - 池袋 - 練馬 - 白子（現・和光市） - 膝折（現・朝霞市） - 大和田（現・新座市） - 竹間沢（現・入間郡三芳町） - 大井（現・ふじみ野市） - 川越 - 小坂 - 松山（現・東松山市） - 菅谷（現・嵐山町） - 能増（現・小川町） - 今市 - 小前田（現・寄居町） - 児玉（現・本庄市） - 藤岡 - 山名 - 飯塚（現・高崎市） - 金古 - 渋川 - 棚下 - 沼田 - 真庭 - 湯原 - 綱子 - 万太郎 - 土樽 - 湯沢 - 塩沢 - 六日町（現・南魚沼市） - 浦佐 - 小出（現・魚沼市） - 堀内 - 十日市 - 長岡」とし、氷川 - 渋川間を第一期線、渋川 - 長岡間を第二期線と位置づけていた。東京 - 高崎間は川越街道と児玉道（往還としての名称は川越児玉往還）、高崎以遠は三国街道（現・国道17号）と旧街道筋に沿って敷設する計画であったことが分かる。
この計画当時の予定と現路線とで経路が多少異なっているのは、地域住民から様々な誘致活動があったためである。たとえば志木付近の商人による誘致により、計画では白子（和光市）から川越街道沿いに敷設する予定であった路線が、大きく北にカーブを描く形で朝霞へと至るルートに変更されている。
また川越以北の延伸では、宿場町でなく人口が多い周辺の町を経由するように計画が見直され、坂戸、小川、寄居など当初の敷設計画になかった町を経由したため、路線は数ヶ所においてうねった曲線を描いている。

### 本免許・池袋 - 坂戸町間開通

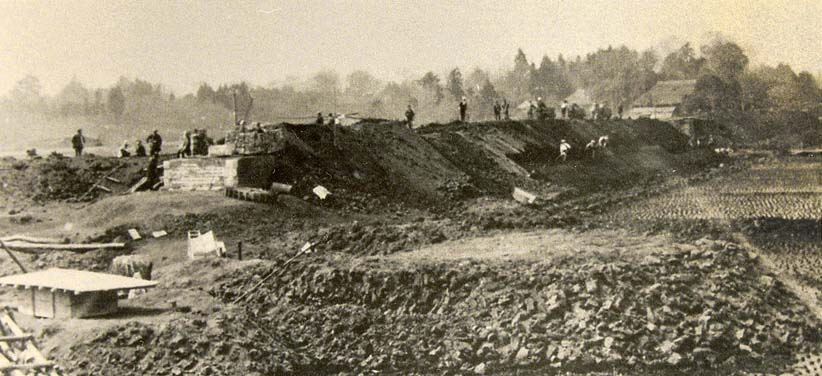
東上鉄道水谷地内敷設工事（1914年）

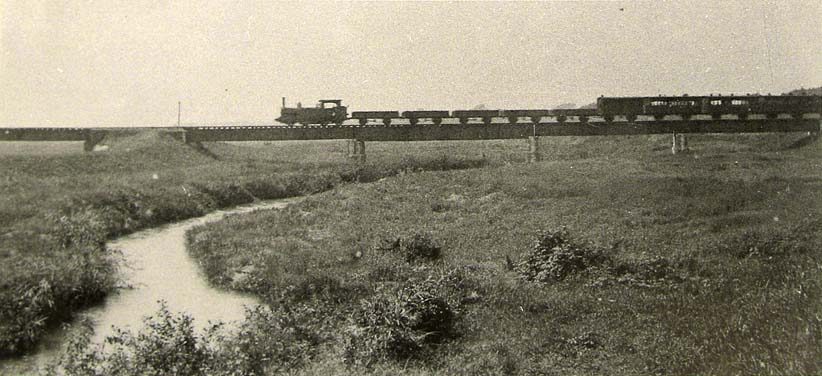
柳瀬川鉄橋を渡る上り汽車（1914年）

東上鉄道の路線は、根津嘉一郎のほか原邦造（愛国生命保険社長→東上鉄道取締役）など投資家の手により着工・開業した。
会社設立後直ちに本免許を申請し、1912年（大正元年）11月16日、東京府東京市小石川区大塚辻町（現・東京都文京区大塚）から群馬県群馬郡渋川町に至る鉄道の本免許状が下付された。さらに同月30日に東京府北豊島郡巣鴨村大字池袋字宮ノ下から同村大字巣鴨字向原（現・東京都豊島区東池袋）に至る軽便鉄道、1914年（大正3年）4月18日に埼玉県入間郡川越町から田面沢村に至る軽便鉄道の敷設がそれぞれ免許された。以上の免許に基づき、1914年（大正3年）5月1日に池袋駅 - 田面沢駅間（池袋駅 - 下板橋駅間2.2 kmおよび川越市駅 - 田面沢駅間2.3 kmは軽便鉄道、下板橋駅 - 川越町駅間29 kmは私設鉄道）が開通し、旅客・貨物運輸営業を開始した。開業にあたり鉄道省から蒸気機関車3両、高野登山鉄道から蒸気機関車2両、客車13両、貨車を35両をそれぞれ購入し、東武鉄道から機関車を借り入れた。
その後の延長工事のため、1916年（大正5年）2月27日に田面沢駅 - 川越町駅間の軽便鉄道の旅客営業を廃止し、同年10月27日の川越町駅（現・川越市駅） - 坂戸町駅（現・坂戸駅）間5.7マイル (9.2 km) 開通と同時に川越町駅 - 田面沢駅間は廃止された。坂戸町駅までの開通に伴い、東武鉄道から客車3両が譲渡された。

### 東武鉄道との合併・寄居までの全通
1918年（大正7年）3月、それまでの私設鉄道法によって運営された区間は以後、軽便鉄道法による旨が指定され、また第一次世界大戦の影響に伴う物価急騰により東武・東上両鉄道の営業費が増加したため、両社を合併し、営業上の経費節減と車両の運用諸設備の更新などを図る方針が固められた。
1920年（大正9年）4月7日に両社長間で合併の仮契約を結び、同年4月27日に合併を決議、翌4月28日に東武鉄道社長の根津が鉄道院総裁床次竹二郎宛で「東武東上合併認可申請書」を提出し、同年7月22日までに開業線池袋 - 坂戸町間40.6 kmと、未開業線坂戸町 - 高崎間62.8 kmの一切をもって東武鉄道と合併する旨の業務引き継ぎが行われ、同年7月27日の東武鉄道による会社合併登記をもって両鉄道が合併すると同時に東上鉄道が解散した。これにより、東上鉄道路線は東武鉄道東上本線となった。合併に際しては、東上鉄道の1株当たり東武鉄道の1株を割り当てる5:5の対等合併が行われた。
池袋 - 寄居間の現路線は全て東上鉄道時代に開業、もしくは着工されている。東武鉄道合併後の1923年（大正12年）に坂戸町駅 - 武州松山駅（現・東松山駅） - 小川町駅間、1925年（大正14年）7月に小川町駅 - 寄居駅間が開通して、現路線の全線が完成した。
東武鉄道と東上鉄道の合併時点（1920年）では寄居駅以北の延伸についても準備が進められ、用地買収中であったが、鉄道省（現・国土交通省）が国直轄で八高線を建設する方針を固めたため中断された。その後1924年（大正13年）の寄居 - 高崎間免許失効により延伸計画は撤回され、東武東上本線は池袋駅 - 寄居駅間の路線として確定した。

### 年表
- 1908年（明治41年）10月6日：仮免許状下付（巣鴨-渋川間）[官報 1]。
- 1911年（明治44年）11月：東上鉄道株式会社が設立[14]（本社川越町）。
- 1912年（大正元年）
  - 11月16日：本免許状下付（小石川区大塚辻町-群馬郡渋川町間）[官報 2]。
  - 11月30日：免許状下付（北豊島郡巣鴨村大字池袋字宮ノ下-同郡同村大字池袋字向原間）[官報 3]。
- 1914年（大正3年）
  - 4月18日：免許状下付（入間郡川越町-同郡西沢村間）[官報 4]。
  - 5月1日：東上鉄道、池袋駅 - 田面沢駅（現・川越市駅 - 霞ヶ関駅間）間開通。開業当初の駅は池袋駅、下板橋駅、成増駅、膝折駅（現・朝霞駅）、志木駅、鶴瀬駅、上福岡駅、川越町駅（現・川越市駅）、田面沢駅の9駅[官報 5]。
  - 6月17日：上板橋駅と高階駅（現・新河岸駅）が開業[官報 9][注 7]。
- 1915年（大正4年）4月1日：川越西町駅（現・川越駅）が開業[官報 10]。
- 1916年（大正5年）
  - 3月1日：川越町駅 - 田面沢駅間旅客運輸営業廃止[官報 6]。
  - 10月27日：川越町駅 - 坂戸町駅（現・坂戸駅）間が開通。同時に的場駅（現・霞ヶ関駅）が開業。田面沢駅が廃止[官報 7]。高階駅を新河岸駅に改称。
- 1918年（大正7年）3月27日：軽便鉄道指定[官報 8]
- 1920年（大正9年）
  - 6月1日：免許一部取消（小石川区大塚辻町-北豊島郡板橋町間、高崎市-群馬郡渋川町間）[官報 11]
  - 7月27日：東上鉄道と東武鉄道が対等合併（存続会社は東武鉄道）。
- 1922年（大正11年）12月1日：川越町駅を川越市駅に改称。
- 1923年（大正12年）
  - 10月1日：坂戸町駅 - 武州松山駅（現・東松山駅）間が開通。同時に高坂駅が開業[官報 12]。
  - 11月5日：武州松山駅 - 小川町駅間が開通。同時に菅谷駅（現・武蔵嵐山駅）が開業[官報 13]。
- 1924年（大正13年） 
  - 5月5日：免許状下付（南足立郡西新井村-北豊島郡上板橋村間）[官報 14]
  - 5月7日：免許一部取消（大里郡寄居町-高崎市間 工事竣工期限超過）[官報 15]
- 1925年（大正14年）7月10日：小川町駅 - 寄居駅間が開通（池袋駅 - 寄居駅間全線が開通）。同時に男衾駅・鉢形駅が開業[官報 16]。
- 1926年（大正15年）：中板橋仮停留所を設置（夏期のみの営業）。1933年の正式開業まで毎年夏期に臨時停留所が開設される[注 8]。
- 1929年（昭和4年）
  - 10月1日：池袋駅 - 川越市駅間が電化[21]。
  - 12月29日：川越市駅 - 寄居駅間が電化（池袋駅 - 寄居駅間全線が電化）[21]
- 1930年（昭和5年）
  - 1月14日：的場駅を霞ヶ関駅に改称。
  - 12月29日：下赤塚駅が開業。
- 1931年（昭和6年）
  - 8月25日：大山駅が開業。
  - 9月27日：金井窪駅（現・下板橋駅 - 大山駅間）が開業。
  - 12月29日：東武練馬駅が開業。
- 1932年（昭和7年）
  - 2月17日：越生鉄道が開通。
  - 4月10日：鶴ヶ島駅が開業。
  - 5月10日：膝折駅を朝霞駅に改称。
  - 7月22日：起業廃止許可（1924年5月5日免許 東京府北足立郡江北村-北豊島郡上板橋村間）[官報 17]
  - 7月23日：竹沢駅（現・東武竹沢駅）が開業。
- 1933年（昭和8年）7月12日：中板橋駅が開業。
- 1934年（昭和9年）
  - 2月1日：にいくら駅（現・和光市駅）が開業[注 9]。
  - 4月1日：玉淀駅が開業。
  - 5月1日：東武堀之内駅（現・北池袋駅）が開業。
  - 7月1日：竹沢駅を東武竹沢駅に改称。
  - 7月12日：にいくら駅を新倉駅に改称[注 9]。
- 1935年（昭和10年）
  - 3月13日：池袋駅 - 上板橋駅間が複線化。
  - 10月1日：菅谷駅を武蔵嵐山駅に改称。
  - 10月20日：武蔵常盤駅（現・ときわ台駅）が開業。
  - 12月29日：上板橋駅 - 成増駅間が複線化。
- 1937年（昭和12年）5月5日：成増駅 - 志木駅間が複線化。
- 1940年（昭和15年）7月22日：川越西町駅を川越駅に改称。
- 1943年（昭和18年）
  - 7月1日：越生鉄道（坂戸町駅 - 越生駅間）を買収。
  - 12月26日：玉淀駅休止。
- 1945年（昭和20年）
  - 1月17日：武州松山駅（現・東松山駅） - 武蔵嵐山駅間が陸軍松山飛行場建設のため経路変更。
  - 4月13日：太平洋戦争下の東京大空襲により池袋地区で被災。特に東武堀之内駅は被災により駅が崩壊し、金井窪駅とともにそのまま消滅。
  - 4月15日：金井窪駅を廃止。
  - 5月20日：東武堀之内駅を休止。
  - 7月：川越駅が機銃掃射による攻撃を受ける。
- 1947年（昭和22年）
  - 5月1日：西山信号所開設。
  - 8月29日：東武堀之内駅、玉淀駅が廃止。
- 1949年（昭和24年）4月3日：秩父鉄道への片乗り入れを開始。
- 1950年（昭和25年）7月24日：越生線電化。
- 1951年（昭和26年）
  - 9月1日：東武堀之内駅が北池袋駅として再開業。みずほ台信号所（現・みずほ台駅）、ききょう原信号所（現・ふじみ野駅）開設。
  - 9月7日：玉淀駅が再開業。
  - 10月1日：武蔵常盤駅をときわ台駅に、新倉駅を大和町駅に改称。
- 1953年（昭和28年）
  - 7月21日：川越駅 - 川越市駅間が複線化。
  - 8月21日：上福岡駅 - 新河岸駅間が複線化。
- 1954年（昭和29年）
  - 3月1日：鶴瀬駅 - 上福岡駅間・新河岸駅 - 川越駅間が複線化。ききょう原信号所廃止。
  - 6月15日：みずほ台信号所 - 鶴瀬駅間が複線化。
  - 6月26日：みずほ台信号所が廃止。
  - 10月1日：武州松山駅を東松山駅に改称。
  - 11月1日：志木駅 - 旧・みずほ台信号所間が複線化。
- 1959年（昭和34年）4月1日：蒸気機関車の運転終了。
- 1964年（昭和39年）9月14日：西山信号所を廃止。
- 1965年（昭和40年）5月2日：川越市駅 - 坂戸町駅間が複線化。
- 1967年（昭和42年）
  - 9月9日：坂戸町駅 - 高坂駅間が複線化[報道 1]。
  - 12月1日：一部8両運転開始。
- 1968年（昭和43年）
  - 4月1日：池袋駅 - 志木駅間にATS地上装置（地上子）を導入、使用開始[報道 2][22]（貨物列車は車上装置取り付け後の1969年8月15日から使用開始[22]）。
  - 9月6日：高坂駅 - 東松山駅間が複線化。
  - 10月1日：志木 - 川越市駅間にATS地上装置（地上子）を導入、使用開始[22][23]。
- 1969年（昭和44年）4月1日：川越市駅 - 東松山駅間にATS地上装置（地上子）を導入、使用開始[22][23]。その後、1971年（昭和46年）3月1日に東松山駅 - 武蔵嵐山駅間、1973年（昭和48年）12月28日に武蔵嵐山駅 - 小川町駅間、1977年（昭和52年）5月1日に小川町 - 寄居駅間に導入し、東上線全線へのATS地上装置（地上子）導入が完了する[22][23]。
- 1970年（昭和45年）12月20日：大和町駅を和光市駅に改称。
- 1971年（昭和46年）3月1日：森林公園駅が開業。
- 1972年（昭和47年）7月11日：東武鉄道初の冷房車が運転開始[24]（8000系6両編成1本、同時に伊勢崎線にも2編成導入[24]）。
- 1973年（昭和48年）8月21日：北坂戸駅が開業。
- 1974年（昭和49年）8月6日：朝霞台駅開が業。
- 1976年（昭和51年）
  - 9月1日：坂戸町駅を坂戸駅に改称。
  - 11月1日：一部列車を10両編成で運転開始。
- 1977年（昭和52年）10月21日：みずほ台駅が開業。東松山駅 - 森林公園駅間複線化。
- 1979年（昭和54年）
  - 4月2日：若葉駅が開業[25]。
  - 11月8日：柳瀬川駅が開業[25]。
- 1981年（昭和56年）7月1日 - 列車無線を使用開始[23]。
- 1986年（昭和61年）10月21日：貨物営業を全廃[26]。
- 1987年（昭和62年）8月25日：和光市駅 - 志木駅間が複々線化[27]。これに伴い埼玉県内の成増駅 - 志木駅間で完全立体化とし同区間の踏切を除去。営団地下鉄（現・東京地下鉄）有楽町線営団成増駅（現・地下鉄成増駅） - 和光市駅間開通、相互直通運転開始（森林公園駅 - 和光市駅 - 新富町駅間）[27]。通勤急行を新設し、急行とともに和光市駅に停車[27]。日中の急行が毎時4本、準急が毎時2本となる。
- 1988年（昭和63年）6月8日：有楽町線新富町駅 - 新木場駅間の開業に伴い、相互直通運転区間を延長。
- 1991年（平成3年）12月9日：ダイヤ改正を実施。土曜ダイヤを導入。平日の志木駅 - 川越市駅間の下り終電を約29分、成増駅 - 志木駅間の下り終電を約24分繰り下げて、池袋駅0:44発の準急を新設。平日の池袋駅 - 成増駅間の下り終電を約10分繰り下げて、池袋駅0:45発とする。
- 1992年（平成4年）
  - 3月1日：自動改札機を設置開始（当初は池袋、みずほ台、川越、高坂の4駅に設置）。
  - 3月31日：秩父鉄道への片乗り入れを廃止。
  - 6月：池袋駅に当路線で初めて発車メロディを導入[注 10]。
- 1993年（平成5年）11月15日：ふじみ野駅が開業[報道 3][28]。最高速度を95 km/hから100 km/hに向上[報道 3][28]。以下の内容でダイヤ改正を実施[報道 3]。
  - 朝ラッシュ時の列車が全て10両編成となる[報道 3]。
  - 日中の準急が毎時2本増発されて、急行と準急がそれぞれ毎時4本になる[報道 3]。
  - 森林公園駅 - 小川町駅間の下り終電を約25分繰り下げて、池袋駅23:00発の急行を新設。
- 1994年（平成6年）12月7日：有楽町線新線（現・副都心線）小竹向原駅 - 新線池袋駅（現・副都心線池袋駅）間の開業に伴い、相互直通運転区間を延長。土曜ダイヤを廃止し休日ダイヤと統合。
- 1998年（平成10年）3月26日：ダイヤ改正を実施[報道 4]。急行が朝霞台駅に停車[報道 4]。特急が志木駅を通過し、小川町駅 - 寄居駅間の各駅に停車するようになる[報道 4]。
- 2001年（平成13年）4月1日：全線に運行管理システムを導入。
- 2002年（平成14年）3月26日：森林公園駅 - 武蔵嵐山駅間複線化、つきのわ駅が開業[広報 1][29]。
- 2005年（平成17年）3月17日：中板橋駅の上りホームに当路線内の中間駅で初めて発車メロディを導入。嵐山信号場を開設し、武蔵嵐山駅 - 嵐山信号場間複線化[広報 2]。あわせて以下の内容でダイヤ改正を実施[広報 2]。
  - 小川町駅 - 寄居駅間でワンマン運転を開始[広報 2]。
  - 土曜・休日に残っていた池袋駅 - 寄居駅間直通列車を廃止。終日、小川町駅での分断ダイヤとなる。
  - 平日の特急を廃止[広報 2]。
  - 特急が和光市駅に停車[広報 2]。
  - 平日朝の8両編成運用廃止[広報 2]。
  - 6両編成運用廃止。
- 2007年（平成19年）4月5日：和光市駅に発車メロディを導入。中間駅の下りホームでは初めての導入となる。
- 2008年（平成20年）6月14日：東京メトロ副都心線の開業に伴い、同線との相互直通運転開始[報道 5][広報 3]。あわせて以下の内容でダイヤ改正を実施。
  - 座席定員制新ライナー「TJライナー」を新設[報道 5][広報 3]。
  - 特急を廃止、快速急行を新設[広報 3]。
  - 平日朝ラッシュ時に上り急行を2本新設[広報 3]。上板橋駅および中板橋駅で待避を行うダイヤとなり、成増駅 - 池袋駅間の上り列車で優等列車の所要時間を3分程度短縮。
  - 朝ラッシュ時の本数を毎時27本から毎時24本に減便。
  - 日中の急行が毎時5本に増発し、準急を毎時3本に減便。川越市駅 - 森林公園駅間で毎時4本から5本に増発。
  - 日中のふじみ野駅における緩急接続を廃止し、準急が全区間で先着列車となる。
  - 池袋駅に発着する全列車を10両編成化[広報 3]。池袋駅 - 和光市駅間および志木駅 - 小川町駅間で全列車が10両編成となる。
- 2011年（平成23年）
  - 3月5日：以下の内容でダイヤ改正を実施[広報 4]。
    - TJライナー、土曜・休日朝間時の快速急行、朝ラッシュ時の急行を増発[広報 4]。
    - 日中の急行と準急のダイヤを等間隔化。急行は12分間隔、準急は20分間隔となる[広報 4]。
    - 日中のふじみ野駅における緩急接続を一部の急行で実施。

  - 3月12日：1枚のPASMO定期券で和光市駅 - 池袋駅間と東京メトロ有楽町線・副都心線和光市駅 - 小竹向原駅 - 池袋駅間が利用できる二区間定期券の販売が開始される[30]。2015年2月28日に「二東流」という愛称が付く[30]。
  - 4月21日：坂戸駅に発車メロディを導入。これにより、池袋 - 小川町間の全駅に発車メロディが導入される。
- 2013年（平成25年）3月16日：東京メトロ副都心線を介して東急東横線・横浜高速鉄道みなとみらい線との相互直通運転開始。あわせて以下の内容でダイヤ改正を実施[広報 5]。
  - 快速を新設。日中の急行が毎時4本に、快速と準急がそれぞれ毎時2本になる。
  - 日中のふじみ野駅における緩急接続を全ての快速と急行で実施。
  - TJライナーの増発、上り朝間時の快速急行の新設および増発などを実施。
  - 準急と快速急行のシンボルカラーを変更。
  - 地下鉄直通列車の志木発着、および副都心線方面に設定されていた8両編成での運用が、土休日は廃止・平日も大幅に縮小された。
- 2014年（平成26年）5月1日：前身の東上鉄道を含め東上本線が開業して100周年を迎える。これを記念して、かつて東上本線を走行していたセイジクリーム塗装の車両の復元やイベントなど100周年を記念したイベントを実施[広報 6]。
- 2015年（平成27年）
  - 1月31日：ATSに代わる新しい運転保安システムとしてT-DATC（東武型デジタルATC）を川越市駅 - 小川町駅間で使用開始[注 11][広報 7]。これに伴い、池袋駅 - 小川町駅間での8000系電車の運用終了。また8000系の運用終了によって東上本線から2両編成を使用した定期列車が終了する。
  - 6月13日：和光市駅 - 川越市駅間にT-DATCを導入[広報 8]。
  - 7月1日：東上業務部を廃止[広報 9]。
  - 9月26日：池袋駅 - 和光市駅間にT-DATCを導入[広報 8]。これに伴い、寄居駅-小川町駅間を除く東武形ATSと地上信号機の使用終了。
- 2016年（平成28年）
  - 1月27日：東武練馬駅と高坂駅に副駅名を導入[31]。
  - 2月1日：霞ヶ関駅に副駅名を導入。
  - 3月26日：以下の内容でダイヤ改正を実施[広報 10]。また、和光市駅において可動式ホーム柵（ホームドア）の使用が東上線としては初めて開始される。
    - 上りTJライナー新設（平日朝の森林公園駅発の2本のみ）。下りTJライナーを平日、土曜・休日ダイヤそれぞれ3本増発。
    - 東京メトロ副都心線・東急東横線・みなとみらい線直通列車の東上線内急行（土休日の朝夕の一部は快速急行）運転開始。東上線内急行、副都心線内急行、東急東横線・みなとみらい線内特急で運転される列車は相互直通運転5社共通「Fライナー」の愛称で運転。
    - 日中の池袋発着の急行が毎時2本に、準急が毎時4本になる。準急のうち2本を川越市発着から森林公園発着に延長。
    - 川越市駅 - 森林公園駅間の下り終電を約14分繰り下げて、池袋駅0:02発とする。
    - 川越市駅 - 志木駅間の上り初電を約7分繰り上げて種別を準急に変更し、川越市駅4:50発とする。
    - 平日朝ラッシュ時の通勤急行を廃止し、準急に全て置き換え。

  - 5月18日：成増発池袋行き上り普通列車の先頭から5両目が、中板橋駅を出発直後に脱線する事故が発生[報道 6][32]。池袋駅 - 上板橋駅間が終日不通となったが、翌19日始発に復旧[報道 7]。
- 2018年（平成30年）4月：ふじみ野駅に副駅名を導入。
- 2019年（平成31年）
  - 3月16日：以下の内容でダイヤ改正を実施[広報 11]。また、TJライナーの着席方式が「座席定員制」から「座席指定制」に変更となる。
    - 川越特急を新設[広報 12]。
    - 下りTJライナーを平日ダイヤで1本、土曜・休日ダイヤで2本増発。
    - 土曜・休日ダイヤにおいて、以下の最終列車の発車時刻繰り下げを実施。
      - 志木駅 - 川越市駅間の下り終電を約15分、成増駅 - 志木駅間の下り終電を約9分繰り下げて、池袋駅を0:30発とする。
      - 川越市駅 - 池袋駅間の上り終電を約7分繰り下げて、川越市駅を23:42発とする。
      - 小川町駅 - 森林公園駅間から川越市駅 - 池袋駅間への上り終電を約10分繰り下げ、小川町駅22:53発の森林公園駅行きとした上で、森林公園駅にて池袋駅行き最終列車と接続する形をとる。

    - 東京メトロ副都心線直通列車のうち、土曜・休日ダイヤの午前中に運行される下り快速急行3本を小川町行きに延長。あわせて折り返しとなる上り急行（Fライナー）3本を小川町始発に延長。これに伴い、東京地下鉄・東急電鉄所有車両による小川町駅への定期乗り入れを開始。
- 2020年（令和2年）10月31日：東武竹沢駅 - 男衾駅間にみなみ寄居駅が開業[広報 13]。
- 2021年（令和3年）
  - 1月20日：新型コロナウイルス感染症の拡大に伴う緊急事態宣言の発出および国・関係自治体からの要請に伴い、池袋駅を0時44分以降に発車する下り列車を運休。平日ダイヤの終電が池袋駅 - 成増駅までの区間で10分程度、成増駅 - 川越市駅間で14分程度繰り上げ[広報 14]。
  - 3月13日：ダイヤ改正を以下の内容で実施[広報 15]。
    - 平日ダイヤの上りTJライナーを2本増発。
    - 平日ダイヤの池袋駅 - 成増駅間の下り終電を約10分繰り上げ、池袋駅を0:35発とする。
    - 平日ダイヤの成増駅 - 川越市駅間の下り終電を約14分繰り上げ、池袋駅を0:30発とする。
    - 土休日は繰り上げされなかったため、平日の上記2本の下り列車の終電繰り上げによって池袋駅発の下り最終列車は全行き先の時刻が全日で統一された（寄居駅行き接続小川町駅22時32分、小川町駅23時02分〈坂戸駅での越生線最終列車の接続も兼ねる〉、森林公園0時02分、川越市0時30分、成増0時35分）。
    - 平日ダイヤの志木駅 - 池袋駅間の上り終電を約7分繰り上げ、志木駅を0:01発とする。

  - 3月18日 - 31日：埼玉県東松山市のJA埼玉中央東松山農産物直売所で売れ残った農産物を池袋駅へ鉄道輸送して販売する「TABETEレスキュー直売所」の実証実験を実施[33]。
  - 8月2日：企業向けの有料手回り品料金制度を導入[34]。同日、2回の実証実験を経て、株式会社コークッキング、東松山市、JA埼玉中央、大東文化大学と提携し、「TABETEレスキュー直売所」の本格的な運用をスタート[35]。
  - 12月20日：大山駅付近の連続立体交差事業に着手[広報 16]。
- 2022年（令和4年）
  - 3月12日：平日の一部の地下鉄直通列車の行き先および時刻を変更[36]
- 2023年（令和5年）
  - 3月18日：東京メトロ副都心線を介して東急東横線・東急新横浜線経由で相鉄線との相互直通運転開始。あわせて以下の内容でダイヤ改正を実施[広報 17]。
    - 快速急行、急行、準急の停車駅を以下のとおり変更。
      - 快速急行は朝霞台駅が停車駅、志木駅が通過駅となり、川越駅 - 森林公園駅間が各駅停車となる。
      - 急行は朝霞駅が停車駅となり、成増駅から志木駅まで5駅連続停車となる。
      - 準急は上板橋駅が停車駅となる。

    - 快速を廃止。
    - Fライナーの種別を急行から快速急行に変更。
    - 日中の志木始発/終着列車、土休日に志木を始発/終着とする地下鉄直通列車が10年ぶりに復活。
    - TJライナーの増発（平日朝上り1本、夕方1本/休日朝上り3本）。
    - 川越特急を増発（平日下り4本に増発、休日下り3本に増発、上り平日16時 - 22時まで毎時2本、休日16時 - 20時まで毎時2本）。
    - 志木駅 - 寄居駅間の下り初電を約6分繰り上げ、志木駅4:47発とする。
    - 川越市駅 - 寄居駅間の上り終電を約50分繰り下げ、寄居駅0:08発とする。
    - 朝ラッシュ時の本数を毎時22本に減便。
    - 日中時間帯の川越市駅 - 森林公園間駅はおおよそ10分間隔（毎時6本）とする。
    - 夕方ラッシュ以降（17時30分 - 終電まで）の本数見直し（越生線も含む）。
    - ワンマン運転区間を森林公園駅 - 寄居駅間に拡大（森林公園駅 - 小川町駅間は一部列車のみ）。

### 大規模災害時の対応

#### 東日本大震災
2011年3月11日の発生当日は、即日で運行停止を決め、駅のシャッターを閉めた。なお西武池袋線、都営三田線は共に同3月11日21時過ぎに運転を再開し、他の私鉄も深夜には運転を再開した。
東上線は翌3月12日の朝5時54分に池袋駅 - ふじみ野駅間で運行を再開した。同日7時までに全線で運行を再開した。

#### 令和元年東日本台風
2019年10月12日、令和元年東日本台風（台風19号）接近に備え、13時から全線を運休。翌10月13日の6時30分に池袋駅 - 川越市駅間、8時に川越市駅 - 坂戸駅間、8時5分に森林公園駅 - 小川町駅間、8時23分に小川町駅 - 寄居駅間、16時49分に坂戸駅 - 森林公園駅間の運転を再開した。

## 沿線概況
池袋駅はJR東日本山手線や東京メトロ各線と乗り換えできるターミナル駅であり、周辺の池袋地区は東京の副都心の一つである。東京メトロには和光市駅で相互直通運転が行なわれている。このため東上線は、通勤・通学に利用する乗客が多い。小川町駅以南の沿線は市街地や住宅地が連なり、近年はマンションも増えている。

### 池袋駅 - 和光市駅
この区間は、豊島区および板橋区の密集市街地を通過するためカーブが多い。池袋駅は東武百貨店の1階に位置し、JR線と並行した3面3線のホームを持つ。池袋駅から北池袋駅まではJR埼京線と並行して走行する。北池袋駅を過ぎたところで大きくカーブし埼京線と分かれて進路を西に変える。カーブの途中に下板橋駅の相対式ホームがあり、カーブの先には本線南側に留置線群がある。大山駅構内で再びカーブし、副本線を有する中板橋駅へ至る。環七通りと石神井川を越え島式ホームのときわ台駅、副本線を有する上板橋駅を経て、東武練馬駅、下赤塚駅へと至る。下赤塚駅南側の川越街道直下には地下鉄赤塚駅があり、ここから有楽町線・副都心線と並行する区間となり、2面4線の成増駅へ至る。成増駅は和光市駅方の本線南側に引き上げ線を1線有している。南側の川越街道直下には地下鉄成増駅がある。引き上げ線の終端部のすぐ先で有楽町線・副都心線の線路が地上に顔を出し、このまま和光市駅まで並走する。白子川を渡る手前に都県境があり、東京都から埼玉県に入る。和光市駅の手前で地下鉄線が東上線の下り線をオーバークロスし、方向別複々線となって和光市駅に到着する。和光市駅の朝霞駅方には地下鉄線の引き上げ線を兼ねた和光検車区への回送線がある。

### 和光市駅 - 川越市駅
和光市駅から志木駅までは複々線となっており、和光市駅、朝霞駅、朝霞台駅、志木駅はいずれも内側線と外側線の間に島式ホーム配置した2面4線構造である。この複々線区間は踏切がなくカーブも比較的緩やかなため、高速走行が可能な区間となっている。内側線は主に地下鉄線直通の列車に使われる。志木駅から先は再び複線区間となり、川越駅まではほぼ直線となっている。志木駅の所在地は新座市本町であり、隣の柳瀬川駅が志木市内の唯一の駅となっている。
柳瀬川駅の先で柳瀬川を渡り、志木市から富士見市に入る。みずほ台駅、鶴瀬駅、ふじみ野駅はいずれも地平駅で富士見市内の駅である。ふじみ野駅の所在地は富士見市ふじみ野東であり、隣の上福岡駅がふじみ野市内唯一の駅となっている。
新河岸駅から川越市内に入る。国道16号と交差する付近でJR川越線をアンダークロスし、西側に川越線が並行した川越駅に至る。
川越駅と川越市駅のほぼ中間地点で、西武新宿線と交差し川越線と分かれるとすぐに、川越工場と留置線が併設された川越市駅に到着する。

### 川越市駅 - 森林公園駅
川越市駅を過ぎると列車の本数が減って駅間の距離も長くなり、車窓も人家が減り農地が増えてくる。
川越市駅の留置線を過ぎカーブを曲がった先に、入間川がある。入間川を渡った先に霞ヶ関駅がある。霞ヶ関駅を出て、東京国際大学のキャンパスを左手に過ぎたところで、小畔川を渡り、右手に東洋大学のキャンパスを過ぎると、川越市と鶴ヶ島市の境界上に位置する鶴ヶ島駅に到着する。鶴ヶ島駅の先で圏央道と交差したのち、鶴ヶ島市と坂戸市の境界上に位置し、ワカバウォークに隣接した若葉駅に到着する。次の坂戸駅は越生線との分岐駅であるが、建設の経緯から同駅の前後は大きくカーブしている。
坂戸駅付近から東松山駅付近までは北に向けてルートをとる。北坂戸駅の先で越辺川を渡って東松山市に入り、かつて高坂構外側線が分岐していた高坂駅に至る。高坂駅から掘割区間を抜け、都幾川を渡り、地平区間をしばらく行くと東松山駅に到着する。同駅付近でルートを西に変えたのち、東上線最大の車両基地である森林公園検修区が併設された森林公園駅に至る。

### 森林公園駅 - 小川町駅
車両基地を左手に見ながら進んだ先で関越自動車道と交差すると、つきのわ駅周辺の宅地エリアに入る。次の武蔵嵐山駅周辺も宅地となっているが、同駅から1 kmを過ぎたあたりからはカーブが多くなり、森の中を走行する区間もある。嵐山町と小川町の境界付近、武蔵嵐山駅から約3 kmの地点に嵐山信号場があり、同信号場から先は単線となる。4 kmほど単線区間が続いたのち、オーバークロスしてきた八高線と合流して小川町駅に至る。2023年3月18日のダイヤ改正より、日中を中心にこの区間の4両編成のワンマン列車も設定された。

### 小川町駅 - 寄居駅
小川町駅から寄居駅間は現在では池袋駅 - 小川町駅間と運行系統が分割されており、4両編成のワンマン運転となっている。
小川町駅を出てしばらくは八高線と並行したルートをとるが、東武竹沢駅付近で八高線と分かれ北上する。森林地帯に入り、本田技研工業寄居工場の東側にあるみなみ寄居駅を過ぎると、森林を抜けてまもなく男衾駅に至る。男衾駅を出ると進路を西に変え、鉢形駅の先で荒川を渡り、玉淀駅を経て終点の寄居駅に到着する。寄居駅では東上線は東側から進入するのに対し、八高線は西側から回り込む形となるため、小川町駅とは両線の列車の進行方向が逆となる。

## 運行概況
当線は東京都区部と埼玉県南西部を結ぶ通勤・通学路線として、また、日中の生活路線として機能している。各種別の現行の停車駅は「駅一覧」を参照。
日中の東京地下鉄（東京メトロ）副都心線直通列車（東急電鉄東横線・横浜高速鉄道みなとみらい線直通）が東上本線内を急行運転し、Fライナーを名乗るようになった2016年3月26日ダイヤ改正までは、普通列車（各駅停車）は和光市駅 - 志木駅 - 川越市駅間では東京地下鉄有楽町線・副都心線直通列車を中心に設定されていた。和光市駅 - 志木駅間は都市高速鉄道13号線として計画されていた区間であり、この区間は東上線で唯一の複々線区間であるとともに踏切も一切設置されておらず速達列車は高速運転が可能となっている。また、複々線区間内では時間帯や地下鉄線直通の有無に関係なく普通列車全列車と、速達列車（TJライナー・川越特急・快速急行・快速・急行・準急）のうち地下鉄副都心線直通列車の急行と快速急行は内側の線路を走り、その他の優等列車は外側の線路を走る。なお、8月に朝霞市民まつり「彩夏祭」の花火大会が開催される日には臨時ダイヤで運転するが、その際は会場の最寄りである朝霞駅が非常に混雑するため、旅客の転落防止および通路用として3番線にドア開放した回送列車を留め置くため、その時間帯の上り列車はすべて外側線を使用する。
日中時間帯の川越市駅 - 坂戸駅・森林公園間は、急行と副都心線直通の快速急行が普通（各駅停車）列車の役割を果たす。森林公園駅からは2023年3月18日のダイヤ改正より日中時間帯を中心に運転系統が分断されることとなったため、同駅以北では毎時2本の4両ワンマン列車が各駅に停車する。朝と夕方以降は、早朝と深夜に数本ずつ池袋駅発着の普通列車小川町行きがある。基本的には川越市以北は地下鉄直通の普通列車および準急、急行が普通列車の役割を果たすが、半分以上が森林公園駅発着であり、夕方以降の上り、平日朝8時 - 10時までの上り、土休日8時 - 10時までの上下線の快速急行と夕方以降の下りのTJライナーが森林公園駅 - 小川町駅間の普通列車の役割を果たすために各駅に停車する。

### 運行本数
2025年3月改正ダイヤでの昼間1時間あたりの運行本数は、以下のようになっている。
| 種別＼駅名 | 種別＼駅名             | 池袋          | …             | 成増          | 成増          | 和光市        | 和光市 | …   | 志木 | 志木 | …   | 川越市 | 川越市 | …   | 森林公園 | 森林公園 | … | 小川町 | 小川町 | … | 寄居 |
| ---------- | ---------------------- | ------------- | ------------- | ------------- | ------------- | ------------- | ------ | --- | ---- | ---- | --- | ------ | ------ | --- | -------- | -------- | - | ------ | ------ | - | ---- |
| 運行範囲   | 快速急行 （Fライナー） | 元町・中華街← | 元町・中華街← | 元町・中華街← | 元町・中華街← | 元町・中華街← | 2本    | 2本 | 2本  | 2本  | 2本 | 2本    | 2本    | 2本 | 2本      |          |   |        |        |   |      |
| 運行範囲   | 急行                   | 4本           | 4本           | 4本           | 4本           | 4本           | 4本    | 4本 | 4本  | 4本  | 4本 | 4本    | 4本    | 4本 | 4本      |          |   |        |        |   |      |
| 運行範囲   | 急行                   | 2本           |               |               |               |               |        |     |      |      |     |        |        |     |          |          |   |        |        |   |      |
| 運行範囲   | 準急                   | 2本           | 2本           | 2本           | 2本           | 2本           | 2本    | 2本 | 2本  | 2本  | 2本 | 2本    |        |     |          |          |   |        |        |   |      |
| 運行範囲   | 普通                   | 1本           | 1本           | 1本           | 1本           | 1本           | 1本    | 1本 | 1本  | 1本  | 1本 | 1本    |        |     |          |          |   |        |        |   |      |
| 運行範囲   | 普通                   | 1本           |               |               |               |               |        |     |      |      |     |        |        |     |          |          |   |        |        |   |      |
| 運行範囲   | 普通                   | 6本           |               |               |               |               |        |     |      |      |     |        |        |     |          |          |   |        |        |   |      |
| 運行範囲   | 普通                   | 湘南台←       | 湘南台←       | 湘南台←       | 湘南台←       | 湘南台←       | 1本    | 1本 | 1本  | 1本  | 1本 | 1本    |        |     |          |          |   |        |        |   |      |
| 運行範囲   | 普通                   | 新木場←       | 新木場←       | 新木場←       | 新木場←       | 新木場←       | 2本    | 2本 | 2本  | 2本  | 2本 | 2本    |        |     |          |          |   |        |        |   |      |
| 運行範囲   | 普通                   |               |               |               |               |               |        |     |      |      |     |        |        | 2本 |          |          |   |        |        |   |      |

1. ↑  副都心線内は「（Fライナー）急行」、東急線・みなとみらい線内は「（Fライナー）特急」
2. ↑  副都心線・相鉄線内は「各駅停車」、東急線内は「急行」
3. ↑  有楽町線内は「各駅停車」

### 直通運転
都市高速鉄道13号線は、渋谷 - 池袋 - 小竹向原 - 和光市 - 志木間を結ぶ路線として計画され、これに基づき小竹向原駅 - 和光市駅 - 志木駅間が先行して整備・開業し（小竹向原駅 - 和光市駅: 東京地下鉄、和光市駅 - 志木駅: 東武東上線複々線）、地下鉄8号線（新木場駅 - 有楽町駅 - 池袋駅 - 小竹向原駅）と合わせて有楽町線と呼ばれていた。東上線は、和光市駅から東京メトロ有楽町線ならびに副都心線・東急東横線・横浜高速鉄道みなとみらい線へ相互直通運転を行っており、小竹向原・飯田橋、有楽町、新木場方面（有楽町線）と、新宿三丁目、渋谷、自由が丘、横浜、みなとみらい、元町・中華街方面（副都心線 - 東横線 - みなとみらい線）へ乗り入れている。
また、2023年3月18日より相鉄線との直通運転を行っており、副都心線・東横線を介して日吉駅より新横浜駅、西谷駅、二俣川駅経由で大和・海老名方面（東急新横浜線・相鉄新横浜線・本線）といずみ野・湘南台方面（東急新横浜線・相鉄新横浜線・本線・いずみ野線）へ乗り入れている。
東上線または地下鉄線で人身事故などの輸送障害が発生した場合、直通運転を中止することがある。

#### 車両運用について
東上線から有楽町線および副都心線 - 東横線 - みなとみらい線への相互直通列車について、どの列車がどの車両で運転されるかは『MY LINE 東京時刻表』（交通新聞社）の列車番号欄にて判別ができる。列車番号末尾アルファベットの「S」が東京メトロ車両（8両編成は01S - 19S／10両編成は21S - 91Sの奇数番号）、「T」が東武車両（01T - 25Tの奇数番号）、「K」が東急車両（8両編成は横浜高速車両と共通運用で01K - 33K／10両編成は51K - 64K／ダイヤ乱れの場合は41K - 46K）（「M」が西武車両で02M - 34Mの偶数番号および71M - 75M、「G」が相鉄車両で91G - 95G）となっている。なお、列車番号が6桁の数字で表記されている東横線・みなとみらい線では上3桁が運用番号で、800番台が東武車、700番台が東京メトロ車、000番台が東急・横浜高速車となっており（100番台は西武車、900番台は相鉄車）、例えば「01T」の場合は東横線・みなとみらい線では「801」となる。なお、東京メトロ・東急・横浜高速車は、有楽町線新木場駅やみなとみらい線元町・中華街駅などで折り返す列車が西武有楽町線・池袋線直通列車となる運用が（その逆も）ある。また地下鉄線から東上線に直通する東武車とメトロ10両編成車は、有楽町線（副都心線）から直通してきた列車が、副都心線（有楽町線）に直通先を変更して折り返す運用もある。2023年ダイヤ改正時点では相鉄方面に乗り入れるのは東急車のみとなっているほか、相鉄車は和光市駅発着となり東上線には乗り入れない。2023年ダイヤ改正時点では、東京メトロ車10両1本、東急車10両2本が森林公園での外泊運用があり、東武車の外泊運用は和光市で1本、元住吉で2本存在する。

## 列車種別
現行の停車駅に関しては「駅一覧」の節を参照。以下において「平日」「土休日」はダイヤ設定上の曜日を指す。

### TJライナー

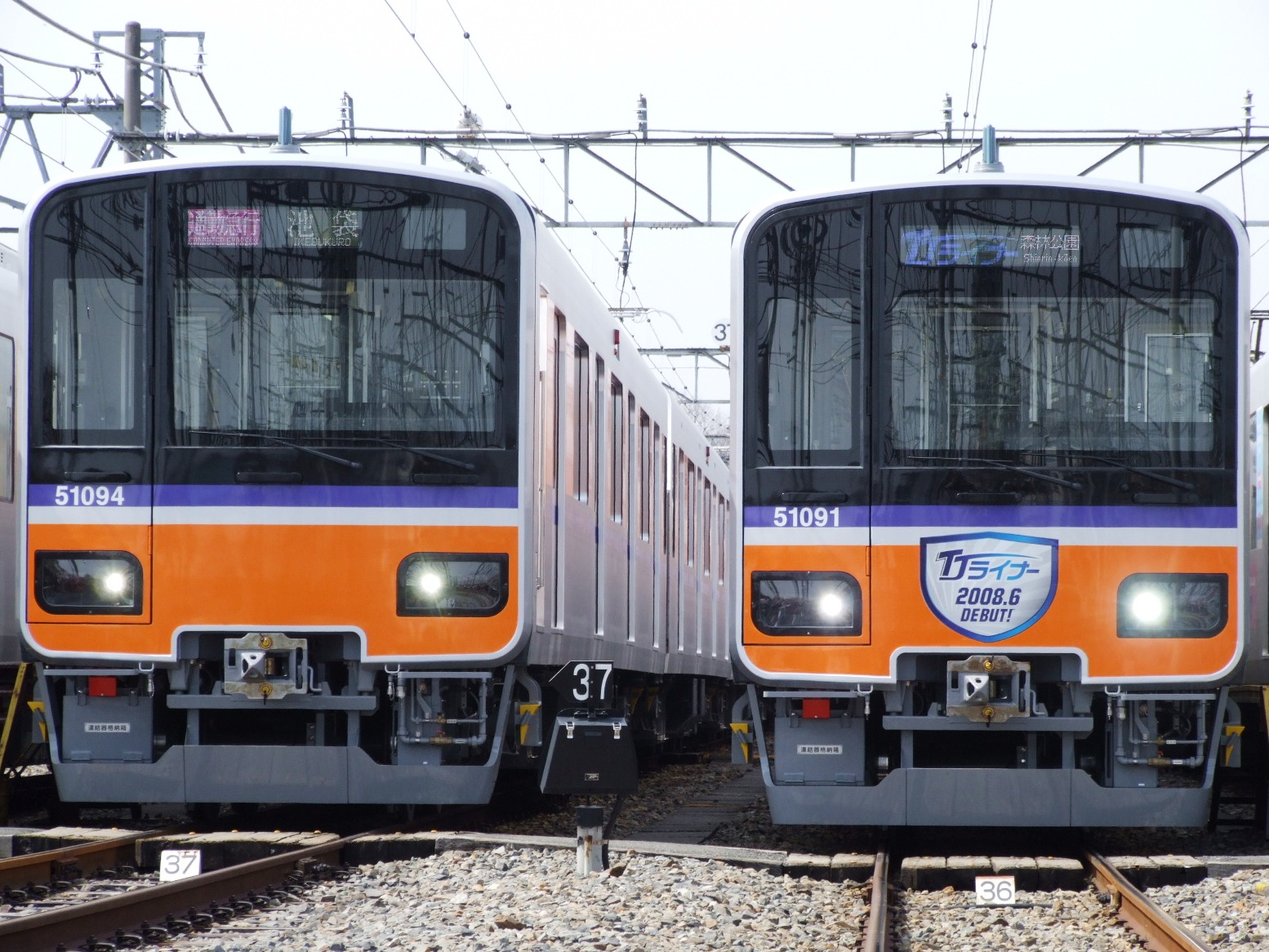
TJライナーでの使用を目的として製造された50090型（2008年3月）

2008年6月14日のダイヤ改正で新設された。シンボルカラー（ロゴマーク）は青を基調とし、停車駅案内におけるラインカラーはオレンジ■。英文表記は「TJ LINER」。ホームライナーのような役割を果たす列車で、ふじみ野駅 - 森林公園駅・小川町駅までの各駅への速達性を高め、かつ「座席定員制」として快適な車内環境を確保する目的で設定された。また、森林公園駅から小川町方面は各駅に停車し、後述の快速急行や快速同様、普通列車の役割を果たす。後述の川越特急・快速急行と共通運用の50090型によるマルチシートをクロスシート状態としての限定運用となっている。
2019年3月16日からは「座席定員制」から「座席指定制」へ移行し、座席指定券購入時に号車番号や座席番号を自由に選択できるようになった。
当初は夕方以降に下り列車のみ平日6本・土休日4本の運行であったが、ダイヤ改正ごとに増便及び上り列車の新設など行い、2023年3月18日のダイヤ改正時点では平日上り5本・下り15本、土休日上り3本・下り11本が運行されている。上り列車は途中駅での降車はできない。
乗車時には座席指定券が必要となり、下り列車では、池袋駅での乗車時は運賃のほか座席指定券370円（2024年3月18日現在）が必要となるが、ふじみ野駅から先は乗車券のみで乗車できる。上り池袋行きは、森林公園駅・東松山駅・坂戸駅・川越駅での乗車時は座席指定券470円、ふじみ野駅での乗車時は370円が運賃と別に必要。なお、座席指定券は池袋駅と、ふじみ野駅 - 玉淀駅および越生線全駅において、下り列車は当日から、上り列車は前日から、チケットレスサービスは1週間前からそれぞれ購入可能。
2023年3月18日ダイヤ改正で平日に下り池袋駅17時発の小川町駅行きが増発、これにより下りTJライナーは全日17時からの運行に統一された。このほか池袋駅0時0分発の森林公園駅行きは23時58分発に時刻変更。平日上り森林公園駅8時53分発を増発。さらに土休日上り森林公園駅発8時31分、8時58分、9時27分発の池袋駅行き3本が新設された。

### 川越特急

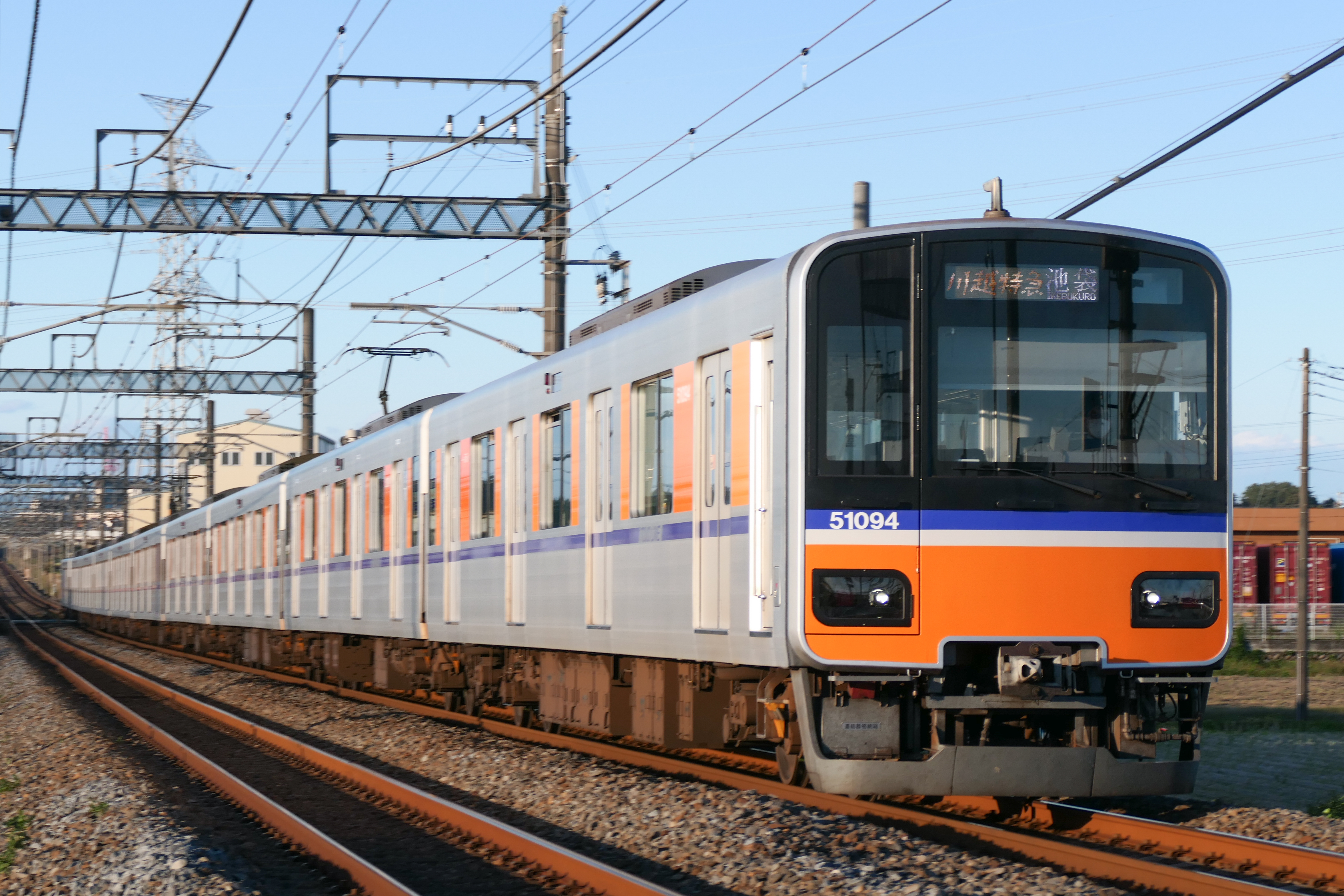
川越特急の運用に就く50090型（2021年10月 東松山駅 - 高坂駅間）

2019年3月16日のダイヤ改正で新設された。シンボルカラーはゴールド色を基調とし、ラインカラーは紫■。英文表記は「Kawagoe Limited Express」。TJライナーと共通運用が組まれるため、50090型のマルチシートをクロスシート状態として運行する。TJライナーとは異なり、座席指定はないため、空席のない場合は立席での乗車にはなるが、乗車券のみで乗車できる。
川越への観光客をターゲットにしており、下り列車は午前中のみ、上り列車は夕方以降の運行となる。2025年3月15日のダイヤ改正時点で、土休日は下り3本・上り10本、平日は下り3本・上り14本が設定されており、平日の下りは池袋10時半発、11時発の2本が森林公園行き、それ以外の下りは小川町行きとなっている。
一部の列車にはコンシェルジュが添乗して川越観光に関する案内を実施するほか、車内放送でも川越観光に関する案内を行う。また、車内チャイムとして川越市出身の作曲家菅野祐悟が作曲した川越特急専用のチャイムが使用されている。
朝霞台駅に停車し、志木駅を通過するが、2023年3月18日改正以前は朝霞台駅を通過、志木駅に停車していた快速急行（後述）と千鳥停車となっていた。

### 快速急行

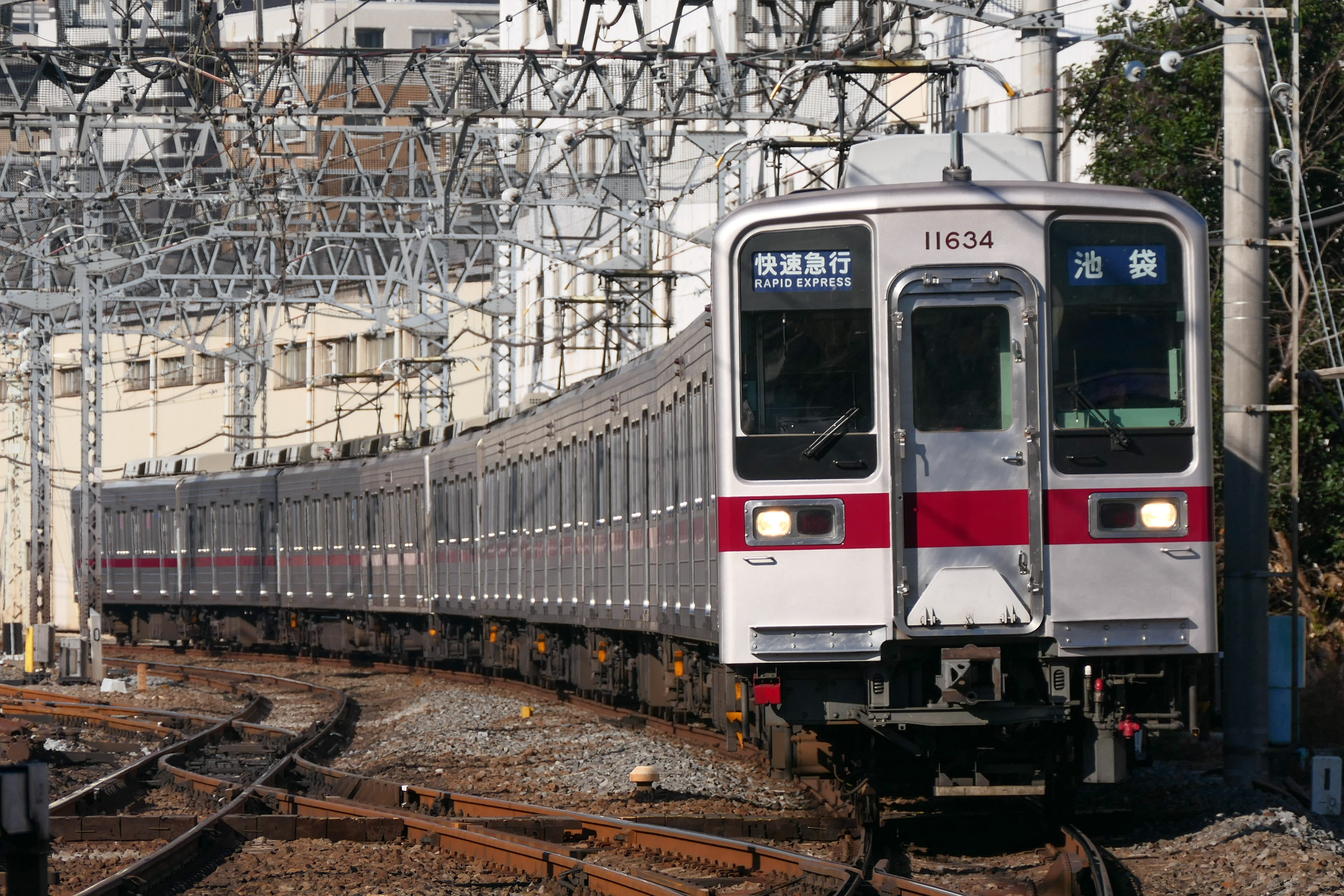
10030型による快速急行。種別は青色で表現される（2019年12月 大山駅 - 下板橋駅間）。

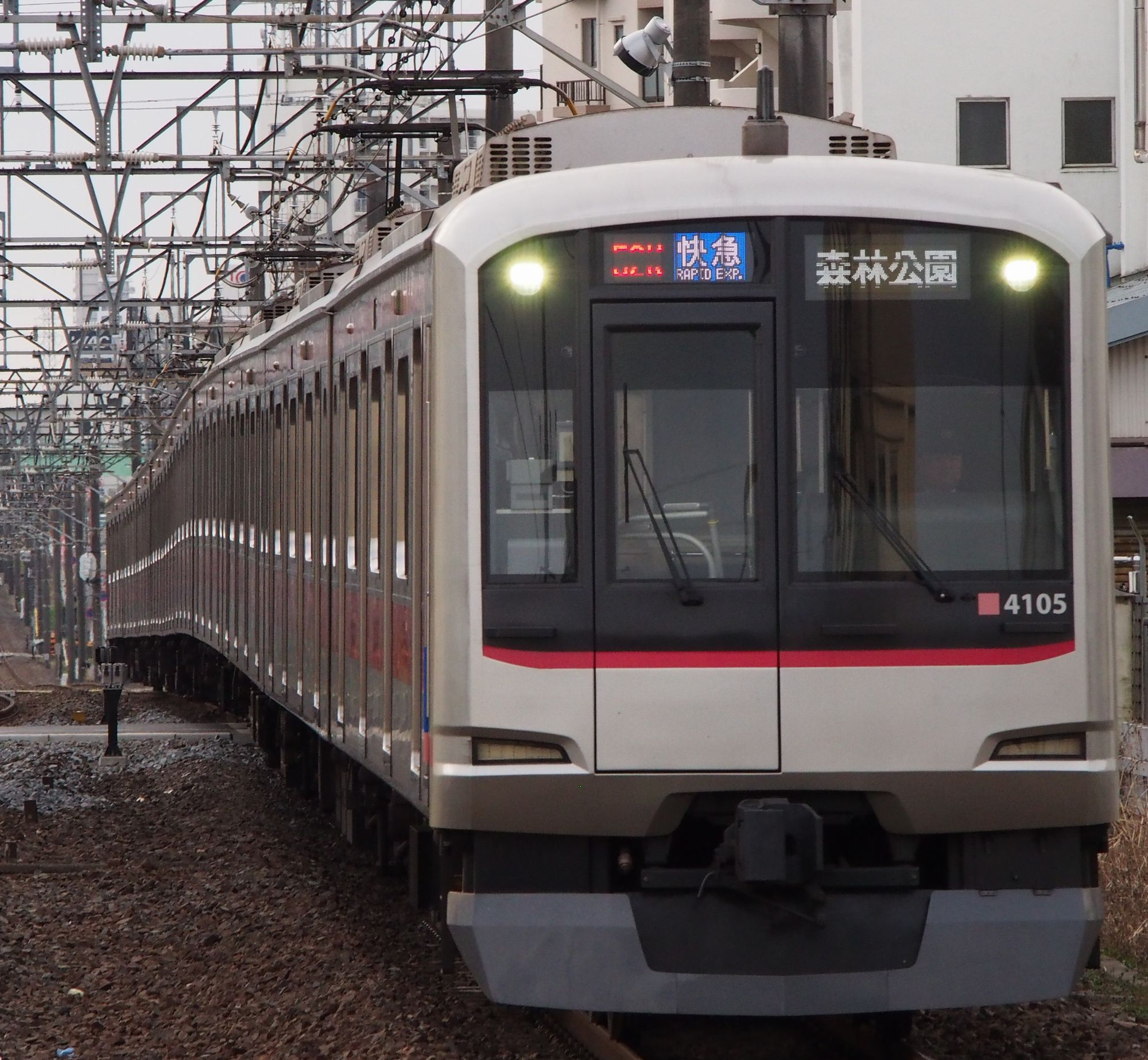
2016年3月26日実施のダイヤ改正で新たに登場した地下鉄線直通の快速急行（2016年3月 鶴瀬駅）

シンボルカラーは青■。英文表記は「Rapid Express」または「Rapid Exp.」。2023年3月18日ダイヤ改正にて停車駅および運行形態が大幅に変更され、志木駅が通過、朝霞台駅に停車、川越市駅 - 小川町駅は各駅に停車するようになり、それ以前の（旧）快速急行（後述）とは性格が大きく変わった。おもに以下の2系統に大別される。
池袋駅 - 小川町駅間系統
2025年3月15日ダイヤ改正時点では平日下り2本、上り3本、土休日下り4本、上り4本が運行されている。平日朝の池袋発下り2本、および夜の池袋行き上り1本は、いずれもTJライナーとして使用する車両の折返し・送り込みを兼ねるため、50090型が限定使用されている。その際はTJライナー同様、座席はクロスシート（進行方向向き）で運用される。それ以外の運用は使用車両を限定せず、50090型が使用される場合もロングシートで運行される。
副都心線直通系統
2023年3月18日ダイヤ改正より日中は30分間隔で元町・中華街駅 - 森林公園駅間で運行されている（一部列車は海老名駅発・菊名駅発・湘南台駅着、小川町駅発着で運行）。
和光市駅上りは準急に、下りは和光市駅で急行、朝霞台駅で準急に接続、小川町駅行きは終点で寄居駅行きに接続する。
ダイヤが大幅に乱れ、運用が変更になる際は、有楽町線新木場駅発着となる場合もある。
東上線快速急行、副都心線急行、東横線・みなとみらい線特急となる列車はFライナーとして運行される。

### 急行

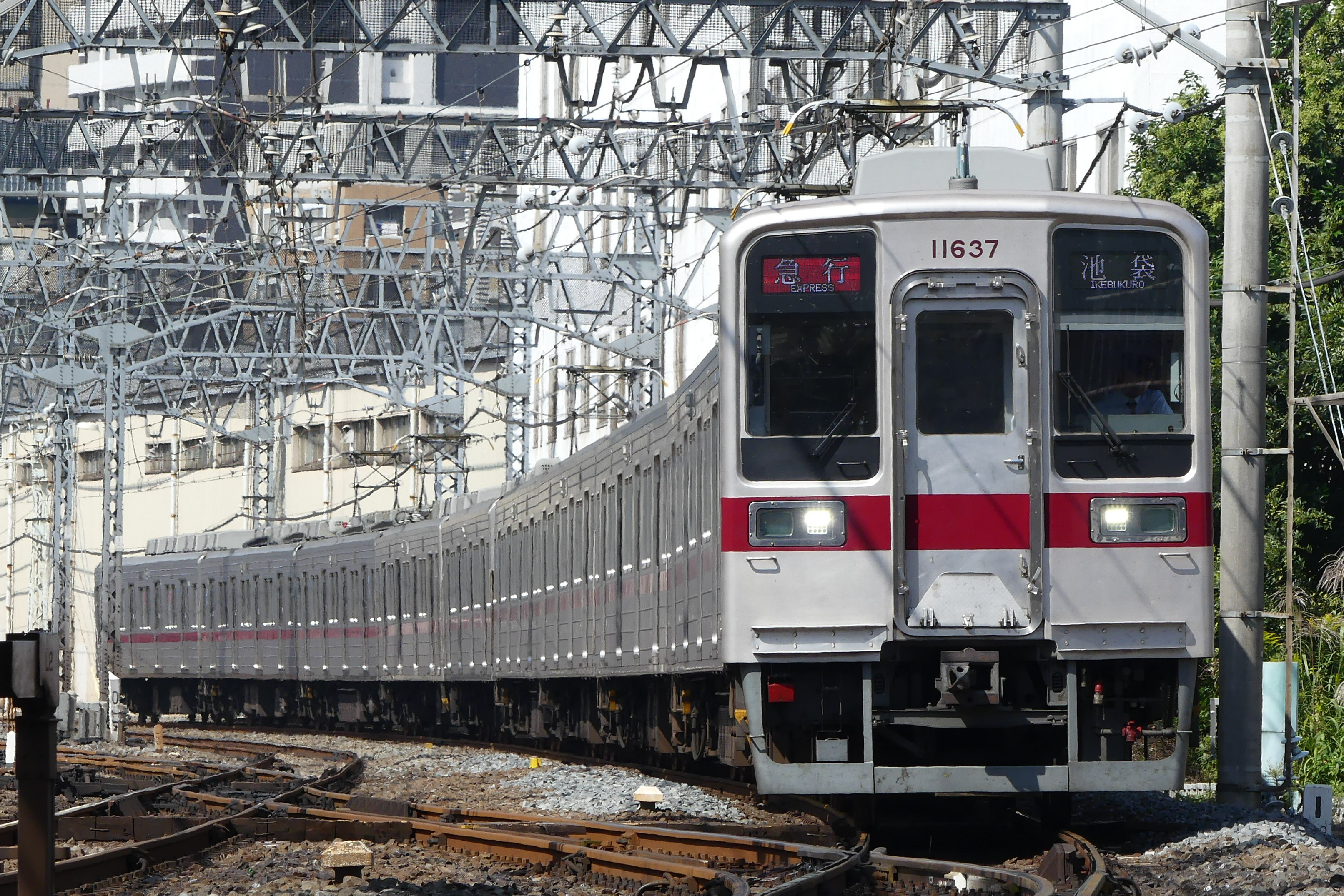
10030型による急行（2019年12月 大山駅 - 下板橋駅間）

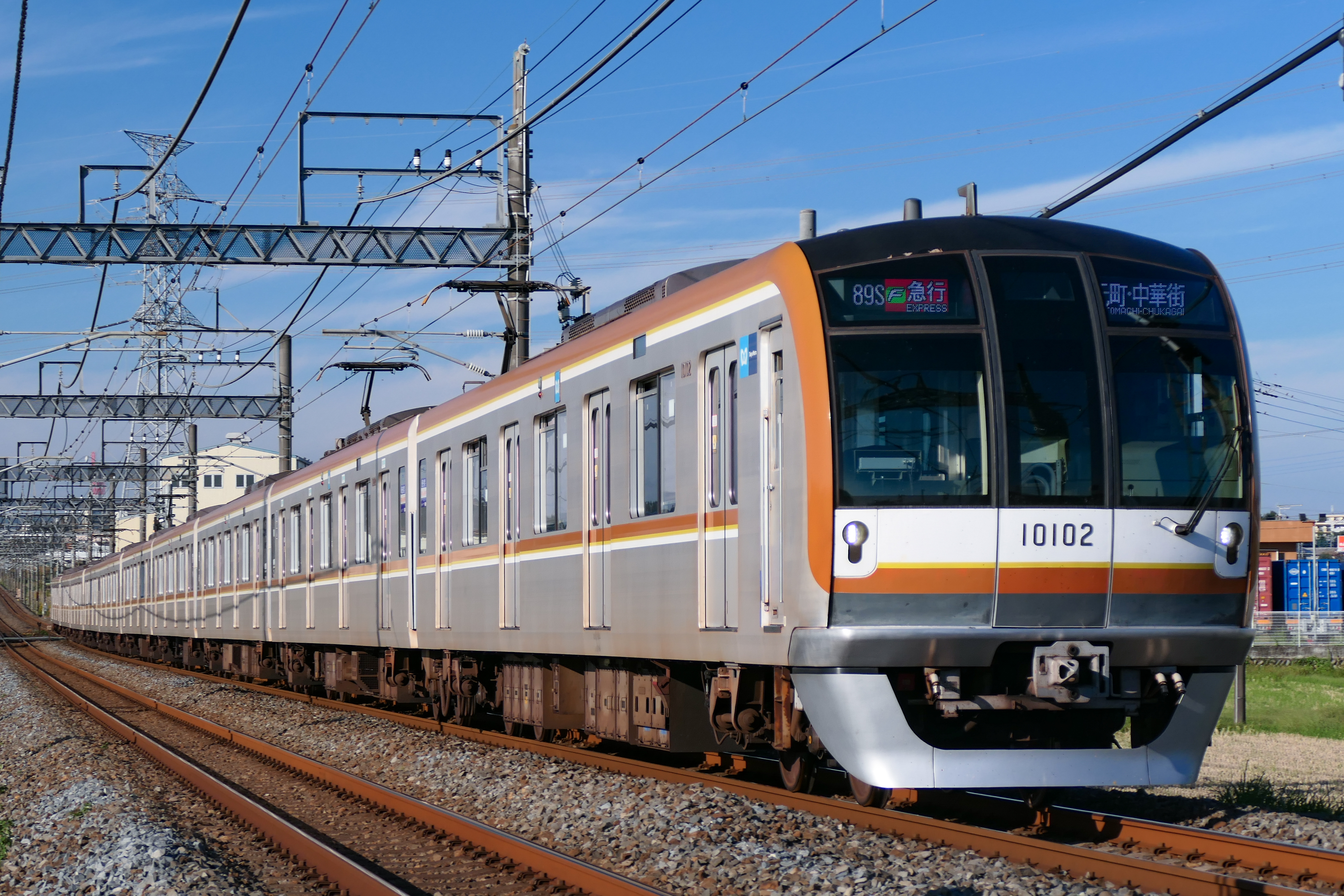
2016年3月26日から2023年3月18日のダイヤ改正まで設定されていた副都心線直通の急行「Fライナー」。東急東横線・みなとみらい線内では「Fライナー特急」に変更される（2021年10月 東松山駅 - 高坂駅間）。

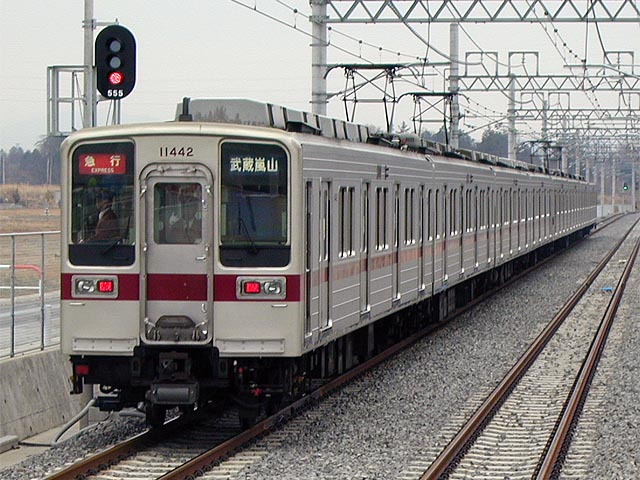
かつて運転されていた武蔵嵐山駅発着の急行。8両編成の運用もあった（2002年3月 つきのわ駅）。

終日設定されている。シンボルカラーは赤■、英文表記は「Express」。以下の2系統に大別される。
池袋駅発着系統
日中時間帯は池袋駅 - 森林公園駅が4本、池袋駅 - 川越市駅が2本設定。川越市駅発は快速急行の直後、着は快速急行の直前を走る。
日中時間帯はふじみ野駅で準急及び普通に接続。上り列車にふじみ野駅でTJライナーと接続する列車、下り列車は午前中と夕ラッシュ時以降に、川越市駅で後発の川越特急とTJライナーの待ち合わせを行う列車があるほか、平日17時 - 20時の27分発の急行は成増駅で後発のTJライナーの通過待ちを行う。平日の場合、終点まで先着、川越市駅でTJライナーと川越特急と接続、成増駅でTJライナーの通過待ちの3パターンがある（土休日は成増通過待ちがないため2パターン）。
2008年6月のダイヤ改正前までは、日中および夜間は15分間隔（1時間に4本）、朝は10分間隔（朝ラッシュ時は下りのみの運行）、夕方は12分間隔（1時間に5本）で運転されていた。
2008年6月のダイヤ改正より、日中は8 - 15分間隔で運転され、日中の1時間に1本の準急を川越市駅より先、小川町方面へ延長し急行としたため急行が1時間に5本（日中）となり、平日朝ラッシュ時間帯の上り急行新設、夕ラッシュ時下りTJライナー新設と相まって川越市駅 - 小川町駅間の各駅利用者の利便性は格段に向上したが、日中1時間に3本に減少した準急依存の志木駅 - 川越駅間の急行通過駅では利便性が低下したほか、ふじみ野駅での緩急接続がなくなったため急行列車の所要時間が池袋駅 - 川越市駅間において1 - 3分ほど増加した。また、この改正では越生線の日中の運転本数は改正前からの毎時4本（15分間隔）のまま存置されたため、日中に池袋駅を毎時0分と13分に発車する急行は、坂戸駅での越生線接続待ち時間がそれぞれ10分、12分となった。
2011年3月のダイヤ改正より、日中は森林公園駅発着が1時間に2本・小川町駅発着が1時間に3本の運転となり、池袋駅 - 森林公園駅間では12分間隔（1時間に5本）の運転となった。また、池袋駅 - 川越駅間の所要時間が2008年6月ダイヤ改正以前と同じ下り30分・上り31分となり、1時間に5本のうち3本がふじみ野駅で、1本が志木駅で緩急接続を行うようになった。
2013年3月のダイヤ改正では、前述の快速の運行開始に伴い15分間隔（1時間に4本）になり、下り列車の池袋駅 - 川越市駅間の所要時間が増加している。また、ほとんどの急行列車がふじみ野駅で緩急接続を行うようになった。なお、日中1時間に4本のうち2本が坂戸駅で越生線と接続している。
2016年3月のダイヤ改正より、副都心線直通の急行を新設したため池袋駅発着の急行は1時間に2本となり、代わりに和光市駅で副都心線直通の急行と接続する準急を新設した。
2025年3月のダイヤ改正より日中時間帯において急行川越市駅発着を新設、急行通過駅において減便となるがふじみ野駅において急行に必ず接続できるダイヤとなる（快速急行通過待ちのみの列車がなくなる）。
副都心線直通系統
2016年3月26日に運行開始。日中の池袋駅発着の1時間に4本のうち森林公園駅発着の2本を元町・中華街駅発着（副都心線・東急東横線・みなとみらい線直通）に置き換える形で設定された。ふじみ野駅で準急に、和光市駅で池袋駅発着の準急に、川越市駅で有楽町線直通の普通列車に接続する。また基本的に和光市駅、森林公園駅まで先着するが、平日上り3本のみ川越市駅で快速急行に接続するほか、土休日上り小川町駅始発の3本は森林公園駅で始発快速急行の発車待ちを行っていた。
2023年3月18日のダイヤ改正よりFライナーは急行から快速急行に変更となり、他の下りの副都心線直通急行は廃止、上りも平日5本（内1本が湘南台行き）、休日3本のみへ縮小された。

#### 運行の変遷
2008年まではラッシュ時は準急・通勤急行のみの運転で、日中のみの運転であったが、ダイヤ改正により通勤急行の一部を置き換え終日運転されるようになる。さらに日中時間帯の準急を1本急行に変更し、毎時5本運転されるようになる。しかしそれにより日中の準急が毎時3本に変更され、等間隔ではないため準急利用者にとっては利便性がかなり悪化した。ただ、当改正により日中の準急は終点まで先着するダイヤになったため、所要時間は短縮された
2011年のダイヤ改正により、日中は12分間隔での運転になり、さらに日中にふじみ野で準急と急行が接続するパターンが復活した。5本運転されるうちの2本が準急に、残りの3本が普通に接続するようになった。
2013年のダイヤ改正により再び15分間隔の運転に戻され、さらに快速が運転されるようになったため川越市駅以北の快速通過駅では減便となった。また、毎時4本運転されるうちの3本が森林公園駅止まりとなり、小川町駅行きの急行は激減し、森林公園駅発着がメインになった。
2016年度までに地下鉄直通列車の速達化（急行運転）が計画され、2016年のダイヤ改正により、副都心線直通の急行が新設され、急行列車「Fライナー」が日中時間帯30分間隔で運転されるようになった。そのため、池袋駅 - 森林公園駅間の毎時2本の急行をFライナーに置き換えた。その補填列車として池袋駅 - 川越市駅間の準急を毎時2本新設、川越市駅止まりだった準急を森林公園駅まで延長し、川越市駅で快速に接続するダイヤになった。このダイヤ改正により、和光市駅 - 川越市駅間の急行・快速通過駅と、川越市駅以北の快速通過駅利用者の日中の利便性が向上した。
2023年3月のダイヤ改正より朝霞駅に停車するようなった。

### 準急

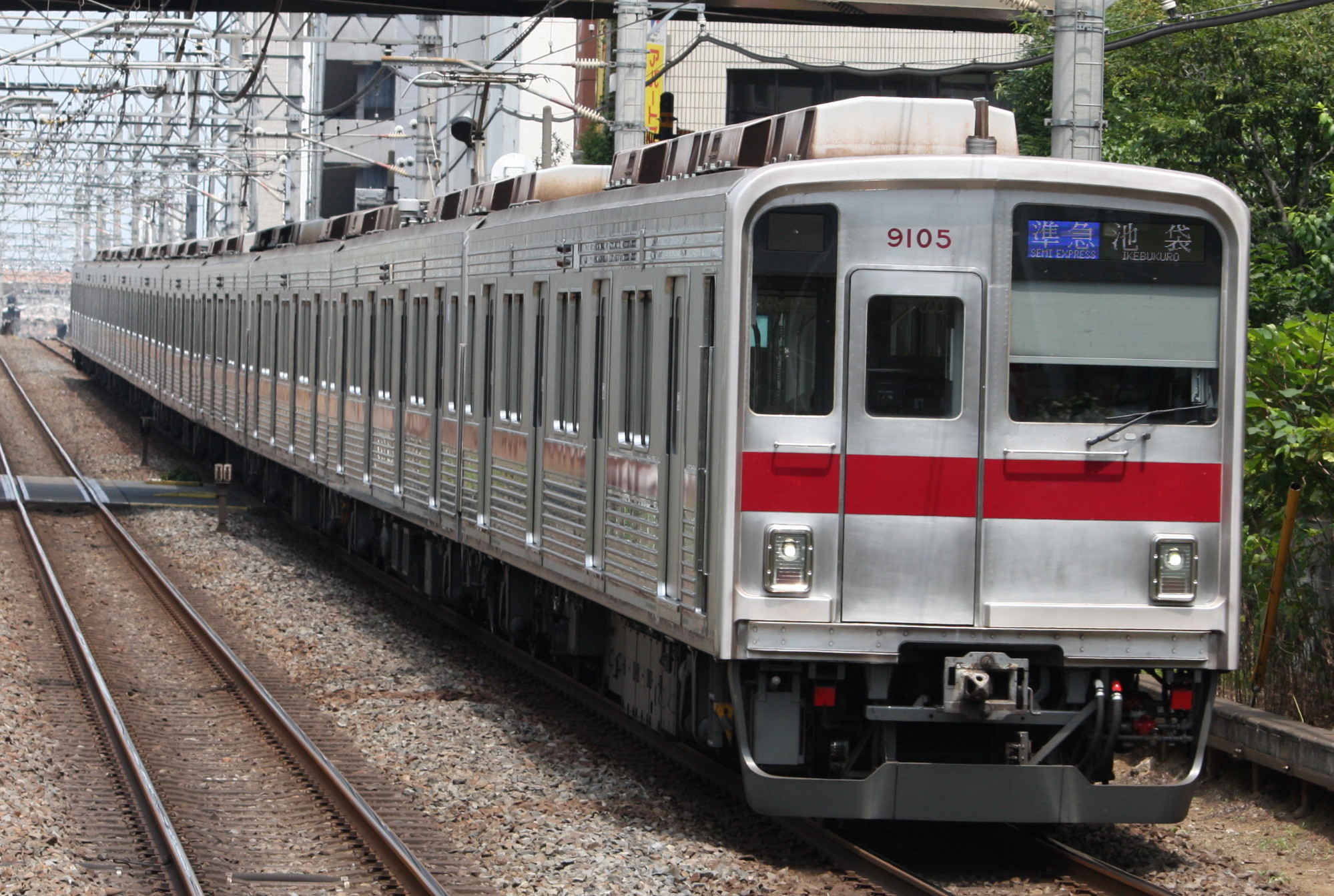
9000系による準急。2013年までは青地となっていた（2008年7月 川越駅）

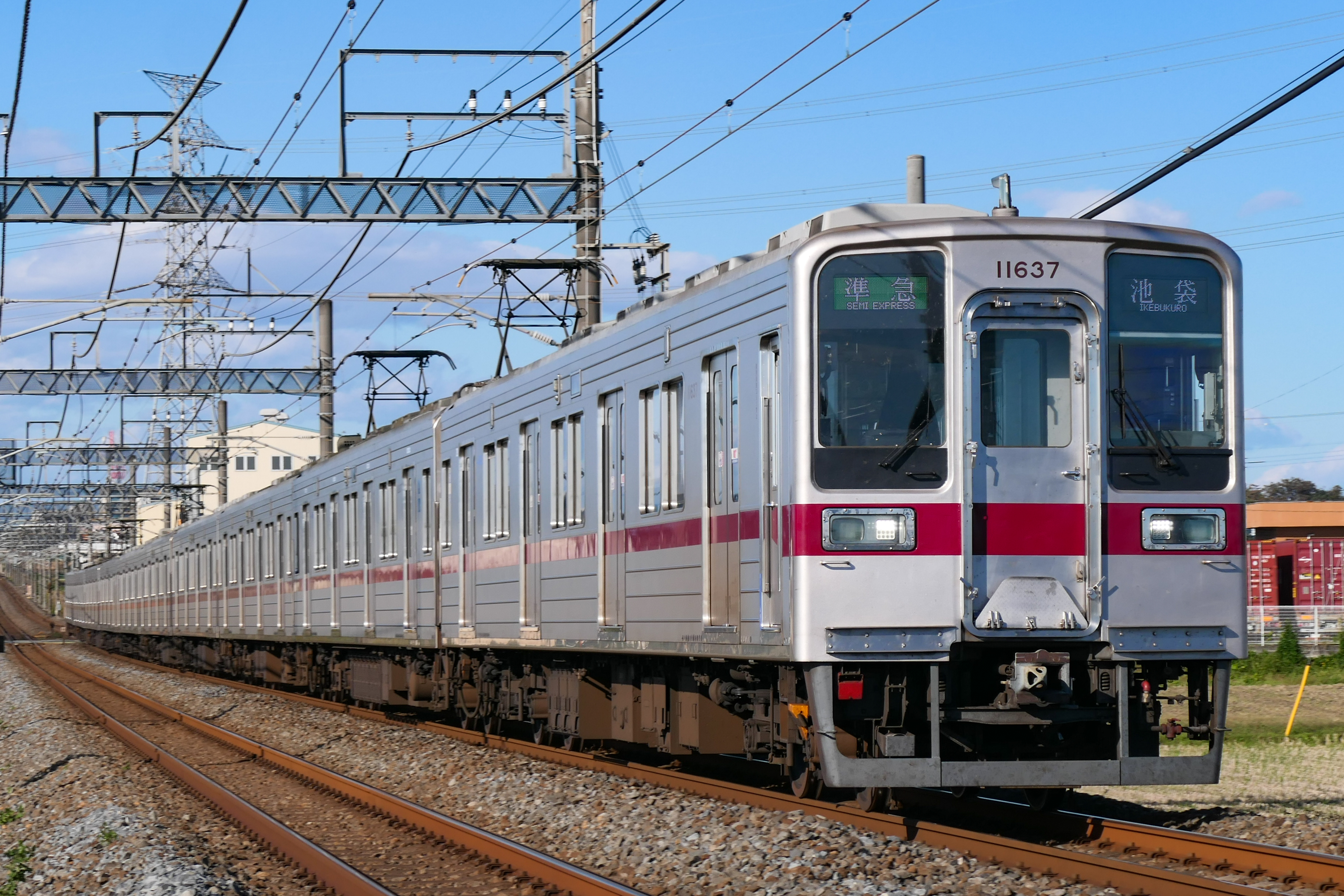
準急は朝夕時間帯に全区間で、日中時間帯は池袋駅 - 川越市駅間で運転されていたが、2016年3月26日のダイヤ改正で森林公園駅発着の準急が日中時間帯にも設定され、終日にわたって運転するようになった（2021年10月 東松山駅 - 高坂駅間）

終日設定されている。シンボルカラーは緑■（2013年3月のダイヤ改正までは青■）、英文表記は「Semi Express」または「Semi Exp.」。運行区間は朝夕が全区間、日中が池袋駅 - 川越市駅間（通過運転区間が池袋駅 - 成増駅間のため地下鉄線直通区間の普通と停車駅に差がなく、有楽町線・副都心線直通の設定はない）。2023年3月18日のダイヤ改正より上板橋駅が停車駅に追加された。
日中は1時間に2本運転。ふじみ野で急行に接続。夕方時間帯にふじみ野駅で急行と快速急行（またはTJライナー）の計2本を待ち合わせる列車や平日に志木駅でTJライナーの通過待ちを行う列車がある。朝時間帯には志木または上板橋駅にてTJライナーの通過待ちを行う上り列車や、休日の午前中には上板橋駅で川越特急の通過待ちを行う下り列車が存在する。
2008年6月13日まで、朝が8 - 10分間隔、日中が15分間隔、夕方が12分間隔、早朝と深夜が5 - 22分間隔だった。また、急行列車の運転時間帯はふじみ野駅で、後発の急行に待避接続するダイヤ設定であったが、翌14日のダイヤ改正以後、日中は1時間に4本から3本に減便されたため、志木駅 - 川越駅間の急行通過駅では減便となった。また、ふじみ野駅での緩急接続もなくなった。
2011年3月のダイヤ改正より、日中はおおむね20分間隔での運転となり、このうち下り列車は、成増駅で急行と緩急接続をする列車・ふじみ野駅で急行と緩急接続をする列車・川越市駅まで先着する列車がそれぞれ1本ずつであり、上り列車は、ふじみ野駅で急行の待ち合わせをする列車が2本・池袋駅まで先着する列車が1本であった。また、平日の夕方ラッシュ時の準急小川町行き4本については、森林公園駅で当駅止まりのTJライナーからの接続を行っていた。
2013年3月のダイヤ改正で、快速列車新設に伴い1時間に2本に減便された。
2016年3月のダイヤ改正2023年ダイヤ改正までは、池袋駅発着の急行（改正前は1時間に4本）のうち2本が副都心線直通となったため、この2本の急行の代わりに副都心線直通系統と和光市駅で接続する準急を1時間に2本設定した。これにより2008年6月の改正前と同じ1時間に4本となった。また、残りの2本が森林公園駅発着となり、川越市駅 - 東松山駅間の快速通過駅では1時間に2本増便となった。森林公園駅発着系統は川越市駅で快速と緩急接続を行うため、快速通過駅の利便性も向上した。さらに上り川越市始発の初電車が普通から格上げされ、池袋駅への到着が5:29と早くなった（この格上げに伴い、平日は志木駅、土休日は成増駅で始発の普通池袋駅行きと接続するようになった）。
2019年3月のダイヤ改正で、志木駅始発が設定された（土休日上り2本のみ）。
2023年3月のダイヤ改正より上板橋駅に停車するようになった。
2025年3月のダイヤ改正より日中の準急は2本に減便、その代わりにふじみ野駅においての快速急行のみの通過待ちがなくなり急行に乗り換えできるダイヤとなる。平日朝夕時間帯において地下鉄直通から準急に変更される列車がある。
かつては朝ラッシュ時間帯の上りの準急がときわ台駅に停車していたことがあった。これは当時、当該時間帯において準急と普通が平行運転を行っていたため、準急は途中駅での時間調整が必要であったためである。1983年改正当時の時刻表には「ときわ台に準急はとまりません」の注意喚起があった。

### 普通

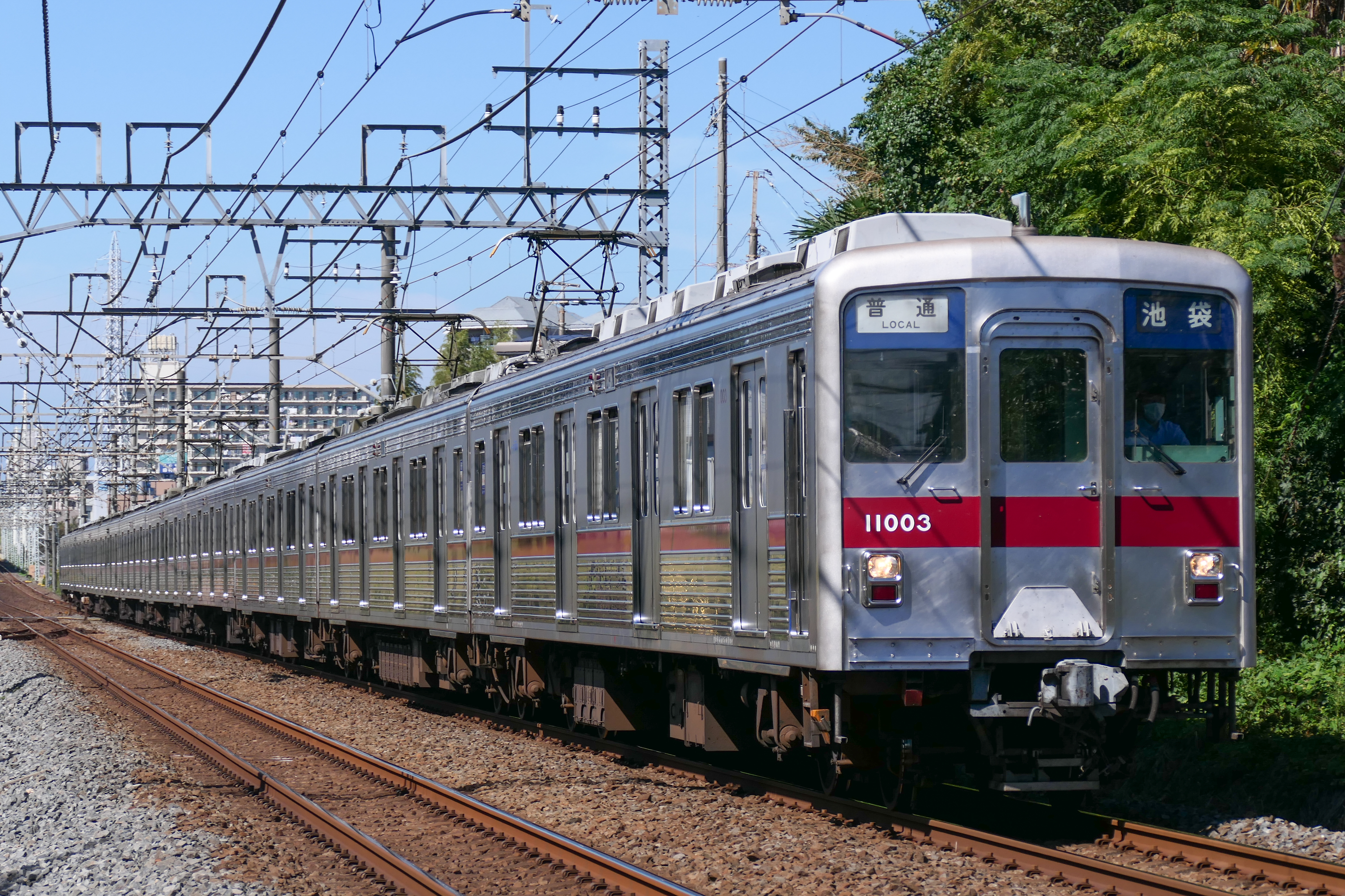
全線で運転される。種別表示は白地に黒文字（2021年10月 柳瀬川駅 - 志木駅間）

終日設定されている。シンボルカラーは黒■、英文表記は「Local」。池袋駅発着系統と地下鉄直通系統、小川町駅（2023年3月18日改正からは森林公園駅）以北の区間運転に分かれる。
池袋駅発着
日中池袋発着は1時間に8本（おおよそ4 - 10分間隔で成増駅発着6本、志木駅発1本、川越市駅発1本）運行されている。川越市駅発着はふじみ野駅で急行と接続（上りは快速急行の通過待ちを行う二重待避）。その他、森林公園駅・小川町駅発着（主に早朝下りと夜間上り）、上福岡駅発着（早朝上りと夜間下りの1往復）、上板橋駅発（平日上り3本と休日上り1本）、小川町および森林公園駅発川越市駅行き（終電上り2本）、成増および志木発小川町行き（下り始発列車）、小川町駅 - 森林公園駅間の区間列車がある。
池袋駅 - 成増駅間では、速達列車運転時間帯のすべての列車が上板橋駅または中板橋駅で次発の速達列車の通過待ち及び準急接続を行う。ただし、平日朝ラッシュ時の上り列車、夕方以降の一部列車（上下線とも）は一列車につき上板橋駅・中板橋駅の両駅で通過待ちをする。TJライナーが発車する直前に池袋駅を発車する普通列車は、中板橋駅でTJライナーと準急もしくは急行の2本の通過待ちを行う。
2008年6月13日までは、日中・夜間は7.5分間隔、夕方は6分間隔で、速達列車の通過待ちはほとんど中板橋駅で行われていた。翌14日の改正以後は、日中に上板橋駅にて速達列車の通過待ちを行う列車が設定された。
2011年3月のダイヤ改正より、日中も、池袋駅 - 成増駅間で速達列車の通過待ちを行わない列車や、急行と準急の2本を待避する列車が設定された。このため、運転間隔が4 - 13分間隔とばらつきが出た。
2013年3月16日のダイヤ改正からは、日中の運転形態が大きく変わり、志木駅発着が消滅し川越市駅発着が設定された。なお、ほとんどの列車の速達列車の通過待ちが上板橋駅で行われるようになったため、成増駅での普通列車・速達列車相互間の乗り換え時間が増加した。
2016年3月のダイヤ改正より、上り列車の速達列車の通過待ちを行う駅が全て中板橋駅に変更になったほか、川越市駅発着の上り列車が成増駅で快速と緩急接続を行うようになった。
2023年3月のダイヤ改正より、日中はほとんどの列車が上板橋駅で急行の通過待ちまたは準急の待ち合わせを行い、川越市駅発着の列車はふじみ野駅で急行の待ち合わせを行うようになった。また、一部の川越市駅行きは志木駅行きに短縮された。
2025年3月ダイヤ改正では、日中の池袋発着の本数は8本に据え置かれたが不等間隔になる。川越市駅始発はふじみ野駅上りにおいては急行と快速急行の2重待避となる。
地下鉄直通列車
森林公園駅・川越市駅・志木駅 - 有楽町線新木場駅またはみなとみらい線元町・中華街駅及び相鉄線方面にも直通する。有楽町線直通列車は全列車が東上線内で「普通」・有楽町線内で「各停（各駅停車）」として全区間各駅に停車する列車のみが運転され、副都心線直通列車は日中は相鉄線の湘南台駅発着、朝夕時間帯は元町・中華街駅発着が中心となる。8両編成の乗り入れは2013年ダイヤ改正以降は平日の朝と夕以降に限定されており土休日ダイヤでは設定されていない（副都心線から直通する8両は志木駅で必ず折り返す）
有楽町線直通
日中は新木場駅 - 川越市駅間で1時間に2本（30分間隔）運転。ふじみ野駅で急行と接続する（下りは快速急行の通過待ちを行う二重待避）。
2008年6月のダイヤ改正で副都心線が開業したことにより、日中の新木場駅 - 川越市駅間は1時間に4本から2本に減便、新線池袋駅 - 志木駅間（1時間に2本）は副都心線渋谷駅発着に置き換えられた。また、有楽町線内の種別に準急が新設されたことにより、有楽町線内「準急」の列車が東上線（東上線内各駅停車）に直通運転していた（平日は有楽町線 → 東上本線の1本のみ、土休日は朝の東上本線 → 有楽町線3本と夕方以降の5往復のみ）。しかし、同年11月のダイヤ改正で有楽町線内「準急」の東上線直通列車が廃止され、すべて有楽町線内各駅停車に置き換えられた。
2011年3月のダイヤ改正では、日中の2008年6月のダイヤ改正による志木駅 - 川越駅間の急行通過駅の減便を補うために、新木場駅 - 川越市駅間の系統を増発し毎時3本で運転されるようになった。このうち、上下1時間に1本はふじみ野駅で、下り1時間に1本は志木駅でそれぞれ急行に接続していた。
2013年3月16日のダイヤ改正より、日中は1時間に2本（30分間隔）の運転となり、土休日における志木駅発着が消滅した。また、平日朝ラッシュ時に豊洲行き（上りのみ）が新設された。
2021年3月13日のダイヤ改正より平日のみ川越市発有楽町線直通普通池袋行き が設定された。
2025年3月ダイヤ改正では、和光市駅 - 川越市駅の先着がなくなり、ふじみ野駅で急行と接続するようになった（下りは快速急行の通過待ちを行う二重待避）、また新木場行きは小竹向原駅での西武線からのFライナーの接続がなくなった。
副都心線直通
日中時間帯は相鉄線方面に乗り入れる列車が川越市駅 - 湘南台駅間で1時間に1本設定されており、川越市駅 - 志木駅間では1時間に1本設定されている普通池袋行きと30分間隔で交互に運転されている。ふじみ野駅で急行と接続を行う（上りは快速急行との二重待避）。小竹向原駅で西武線からのFライナーと接続する（川越市発普通池袋行きから乗り継ぎ和光市駅始発湘南台行きからも接続）。
朝夕時間帯は元町・中華街駅発着も運転される。
2008年6月14日の副都心線開業時のダイヤでは、日中は渋谷駅 - 志木駅間（副都心線内「各駅停車」）で1時間に2本（おおむね30分間隔）、渋谷駅 - 川越市駅間（副都心線内「急行」）で1時間に2本（おおむね30分間隔）が運転されていた。
2010年3月のダイヤ改正までは、原則として志木駅発着は副都心線内「各駅停車」、川越市駅・森林公園駅発着は副都心線内「急行」・「通勤急行」として運転されていたが、この改正以後は、渋谷駅 - 川越市駅・森林公園駅間の全区間を各駅に停車する列車（主にラッシュ時）や、副都心線内「急行」の志木行き（土休日夜）が新設された。
2011年3月のダイヤ改正では、渋谷駅 - 志木駅間（副都心線内「各駅停車」）を1時間に1本減便（これに伴い、新木場駅 - 川越市駅間を1時間に1本増発）。さらに、日中の川越市駅発着のうち、下りの毎時1本がふじみ野駅で急行と緩急接続を行い、上りは毎時1本が志木駅で急行と緩急接続を行うようになった。
2013年3月16日のダイヤ改正から、東横線・みなとみらい線相互直通運転開始により"渋谷行き"が消滅。また、志木駅発着が大幅に削減され、平日のラッシュ時間帯（朝:上下3本、夕:下り7本・上り6本）のみの運転となった。平日において日中帯の東武鉄道の車両は東横線との直通運用がなかった。
2016年3月26日のダイヤ改正以前の副都心線直通列車は、すべて東上線内「普通」であった。
2023年3月18日のダイヤ改正より志木発着列車が土休日に10年ぶりに設定され、相鉄線との直通列車が日中時間帯1時間に1本設定されるようになった。
2025年3月ダイヤ改正では、従来新木場行きが担当していた小竹向原駅での西武線からのFライナーとの接続を行うようになった（もう一方は普通池袋行きからの和光市駅始発湘南台行きとの接続）。
森林公園駅（一部）- 小川町駅 - 寄居駅間
この区間は全列車ワンマン運転を行っており、日中は1時間に2本（30分間隔）で運転されている。
2023年3月18日ダイヤ改正からワンマン運転区間が森林公園駅 - 寄居駅間に拡大された。日中時間帯を中心に4両ワンマン運転車両が新たに森林公園駅 - 小川町駅間も走行するようになるが、同区間は10両編成も引き続き運転される。

### 臨時列車

#### 川越まつり号
東武東上線沿線にある観光地川越で、毎年10月に開催される「川越まつり」に合わせて、2018年（平成30年）10月20日・21日に池袋駅 - 川越市駅間で、初めて運転された。停車駅は、下りは池袋駅・川越駅・川越市駅で、上りは快速急行と同じ停車駅である。

### 過去に存在した種別

#### 特急

##### フライング東上
1949年（昭和24年）から1967年（昭和42年）まで、春と秋の行楽シーズンの休日に行楽列車「フライング東上」が、池袋駅 - 寄居駅間（秩父鉄道線に直通運転していた時は長瀞駅まで運転）で運行されていた。
この愛称はイギリス国鉄（当時）の「フライング・スコッツマン」にあやかったもので、運行開始当初は無料特急として運行された。
「フライングカー」と呼ばれた専用車両は、深紅の塗装（後に黄色の帯が入れられた）で専用のヘッドマークも用意されたほか、音楽を流す放送装置を備えていたため「ミュージックカー」とも称していた。その後、濃い青に黄色の帯の塗装に変更され、程なく日光線の特急で使用された5310系（デハ10系）を使用した。
1954年に特急料金を導入したが、あまり乗車率は良くなく、1956年頃を境に特急料金は廃止され、無料の乗車座席整理券を配布する方式になった。さらに1962年には伊勢崎線急行増発のために5310系は本線へ異動になり、急行に格下げされた末期は8000系などの通勤形電車での運行となった。
2015年11月28日から、東上線全線開通90周年記念として50090系（10両 51092編成）・8000系（4両 8198編成）のそれぞれ1編成ずつを「フライング東上」専用車両使用当時の濃い青と黄帯のカラーとし、当時のヘッドマークを模したヘッドマークを付けて運行していたが、50090系のリバイバルカラー編成は2019年2月12日から川越特急の運行開始を記念する「池袋・川越アートトレイン」に使用されるため 2019年2月7日をもって終了した。

##### 行楽急行・特急
行楽急行として運行開始されたが、1971年の急行設定に伴い、種別を「特急」に変更した。秩父鉄道線への直通運転は通勤車両による運行となった後も1992年まで行われていた（後述）。また、愛称も付けられ、先頭車の前面にはヘッドマークも掲出されていた。なお台形のヘッドマーク掲出は1979年11月改正から1987年11月の方向幕表示変更までの8年間である。また1979年以前の特急は川越駅は通過駅であった。
特急に種別変更後の運行形態は次の通りである。
- 1971年3月1日改正
  - ちちぶ: 池袋駅 - 三峰口駅 … 秩父鉄道線直通
  - ながとろ: 池袋駅 - 長瀞駅 … 秩父鉄道線直通
  - 森林: 池袋駅 - 森林公園駅
  - くろやま: 池袋駅 - 越生駅（坂戸町駅から越生線内は各駅停車）
  - 停車駅: 池袋駅・志木駅・川越市駅・坂戸町駅・東松山駅・森林公園駅・小川町駅・寄居駅
- 1977年10月21日改正
  - ちちぶ: 池袋駅 - 三峰口駅 … 秩父鉄道線直通
  - ながとろ: 池袋駅 - 上長瀞駅 … 秩父鉄道線直通
  - 森林: 池袋駅 - 森林公園駅（2往復）
  - 停車駅: 池袋駅・志木駅・川越市駅・坂戸駅・東松山駅・森林公園駅・小川町駅・寄居駅
- 1979年11月8日改正
  - みつみね: 池袋駅 - 三峰口駅 … 秩父鉄道線直通（休日運転）
  - ながとろ: 池袋駅 - 上長瀞駅 … 秩父鉄道線直通（同上）
  - たまよど: 池袋駅 - 寄居駅（同上）
  - むさしの: 池袋駅 → 森林公園駅、寄居駅 → 池袋駅（同上、2往復）
  - さだみね: 池袋駅 - 小川町駅（平日運転）
  - 停車駅: 池袋駅・志木駅・川越駅・川越市駅・坂戸駅・東松山駅 - 寄居駅間の各駅
- 1983年8月22日改正
  - みつみね: 池袋駅 - 小川町駅 - 三峰口駅 … 秩父鉄道線直通（休日運転）
  - ながとろ: 池袋駅 - 小川町駅 - 上長瀞駅 … 秩父鉄道線直通（同上）
  - むさしの: 池袋駅 → 森林公園駅、小川町駅 → 池袋駅（同上、3往復）
  - さだみね: 池袋駅 - 小川町駅（平日運転）
  - 停車駅: 池袋駅・志木駅・川越駅・川越市駅・坂戸駅・東松山駅 - 寄居駅間の各駅
  - この改正より秩父鉄道線直通は小川町で系統分割。池袋 - 小川町間は8両編成、小川町駅から6両編成の連絡列車に乗り換え。連絡列車は種別サボ表示だった。
- 1987年種別幕の使用開始に際し、種別と愛称を併記する方式に変更。
- 1989年10月24日改正で秩父鉄道線直通が復活し、当該列車は小川町駅 - 寄居駅間は無停車となる。
- 1991年12月9日改正で土曜ダイヤ実施。土曜日の運行形態は下り「むさしの」2本、上り「さだみね」1本。
- 1992年3月29日を以て秩父鉄道直通運転終了。
- 1992年12月1日改正で列車愛称廃止。
- 1998年3月26日改正で志木駅を通過し池袋駅 - 川越駅間を無停車とする一方、小川町駅 - 寄居駅間の各駅に再停車[報道 4]。
- 2005年3月17日改正より土曜・休日のみの池袋駅 - 小川町駅間運転に変更。停車駅に和光市を追加（改正当日は木曜だったため、実際の停車開始は3月19日）するも、ダイヤ見直しにより所要時間の短縮が図られる[広報 2]。
- 2005年3月17日改正
  - 停車駅: 池袋駅・和光市駅・川越駅・川越市駅・坂戸駅・東松山駅 - 小川町駅間の各駅（10両）
- 2008年6月8日をもって特急の運転が終了。
- 2008年6月14日のダイヤ改正により特急の種別が廃止[広報 3]。代わってTJライナー・快速急行を新設。TJライナーはフライング東上以来の有料列車である。

#### （旧）快速急行
シンボルカラーは青■（2013年3月のダイヤ改正までは緑■）。英文表記は「Rapid Express」または「Rapid Exp.」。2008年6月14日のダイヤ改正で新設。この改正で特急が廃止されたため、実質上その後身である。停車駅は池袋駅・和光市駅・志木駅・川越駅・川越市駅・坂戸駅・東松山駅 - 小川町駅間の各駅。主として夕方以降の池袋駅行き上り列車を中心に設定され、 一部を除きTJライナーとして使用する車両の送り込みを兼ねていた。2016年3月26日のダイヤ改正より副都心線直通系統が新設され、土休日のみ午前中に下り3本、夕方に上り2本が設定された。
2023年3月ダイヤ改正にて、運行形態および停車駅が大幅に変更された（前述）。

#### 通勤急行

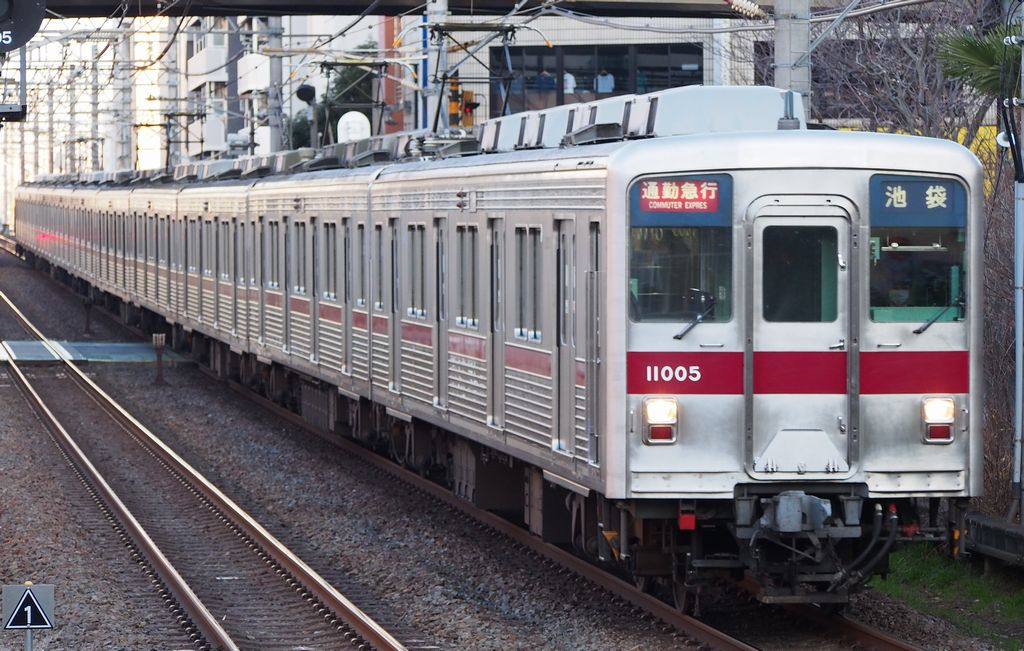
平日朝ラッシュ時に6本運転されていた通勤急行

1987年8月25日のダイヤ改正で新設された種別。2016年2月時点で平日の朝ラッシュ時に上り6本（おおむね15分間隔）のみ設定で、1991年 - 1994年までの土曜ダイヤにも設定されていた。英文表記は「Commuter Express」または「Com. Exp.」。シンボルカラーは桜色■または紫■。2008年以降の平日朝ラッシュ時間帯は急行・通勤急行・準急の3種別を運転し、1つの種別への乗客集中を避け、遅れを生じないようにしていた。4本目と5本目が小川町駅発で、それ以外は森林公園駅発で運行されていた。停車駅は志木駅以北の各駅および和光市駅・成増駅・池袋駅。急行が停車する朝霞台駅を通過するため、代わりに志木駅で普通列車との接続が行えるようになっていた。2016年3月25日限りで運転を終了し、翌日のダイヤ改正をもって廃止となった。東上線からの廃止後も和光市駅3番線における副都心線通勤急行の発車案内や時刻表は桜色もしくは赤地に白文字の表示のままである（副都心線の通勤急行は基本的にオレンジ表示である）。

#### 快速

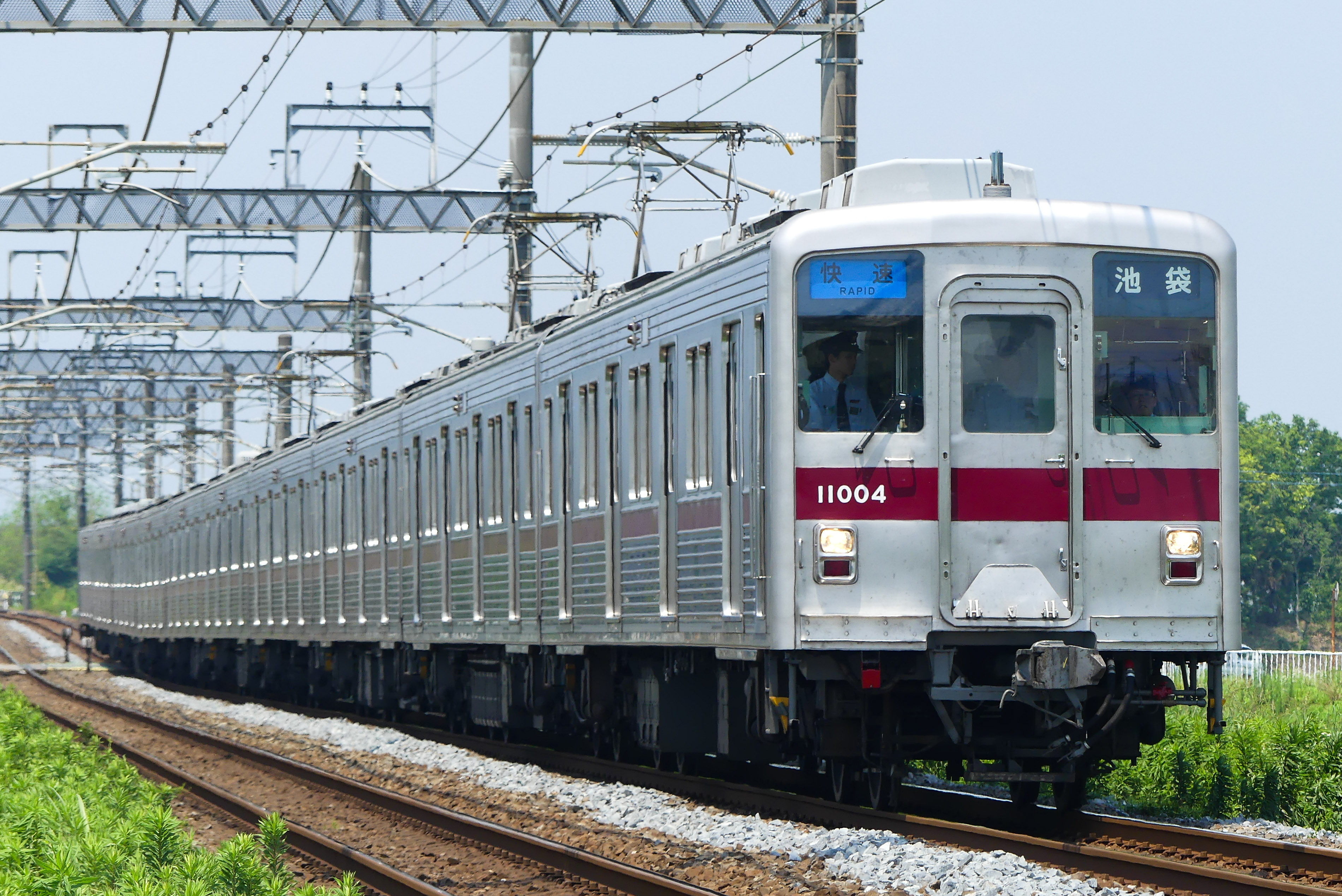
東武10000系10両編成による快速。種別は水色で表現された（2017年7月 霞ヶ関駅 - 川越市駅間）

2013年3月16日のダイヤ改正で新設。シンボルカラーは水色■、英文表記は「Rapid」。快速急行と急行の中間の種別として日中に運行され、日中の最速達列車として運行されていた。全列車が池袋駅発着で運転され、有楽町線・副都心線には乗り入れなかった。2023年のダイヤ改正で廃止された。
停車駅は、快速急行停車駅に成増駅・朝霞台駅・ふじみ野駅・若葉駅を加えたもの（池袋駅 - 川越市駅間の急行停車駅 + 川越市駅 - 小川町駅間の快速急行停車駅 + 若葉駅）で、日中1時間に2本の運行。2013年のダイヤ改正後は急行が日中1時間に4本の運行となることから、和光市駅 - 川越駅間では急行とあわせて速達列車が1時間に1本の増となっていたが、快速通過駅、特に川越市駅 - 東松山駅間の通過駅は減便されたため、後述するFライナー・急行が登場する2016年3月26日のダイヤ改正で、日中の準急の増便を図り通過駅の乗り継ぎを向上させた。
ほとんどの列車が成増駅で普通列車に、ふじみ野駅で川越市駅発着の準急に、川越市駅で森林公園駅発着の準急に、終点の小川町駅で寄居方面行き列車に、上りのみ森林公園駅で同駅始発の急行に接続していた。なお、先を走る急行とは平行運転を行っていたため、下り列車の方が上り列車よりも所要時間が多くかかっていた。また、坂戸駅での越生線との接続は基本的に急行が行っていた。
2016年3月のダイヤ改正から、平日の上り23時台に1本新設された（2021年3月13日ダイヤ改正以降は和光市駅で最終新木場駅行きに接続）。この列車はTJライナー（最終列車）の送り込み運用であるため50090型が限定使用され、上り快速急行と同じく進行方向を向いたクロスシートで運行されていた。また、川越市駅で接続する準急が森林公園駅発着となり緩急接続を行うようになったため、快速通過駅の霞ヶ関駅・鶴ヶ島駅・北坂戸駅・高坂駅利用客の利便性が向上した。
本種別は2013年のダイヤ改正で登場し、日中時間帯に川越市駅以北でも通過運転を行う種別は本種別が初であった。登場時点では日中のみの運転であったが、終日TJライナー、快速急行、快速のいずれかが運転されるようになったため、東松山駅以北の利便性が大きく上昇した。しかし当初は日中は川越市駅以北で準急の運転は行っておらず、さらに快速を登場させるときに日中の急行を毎時一本ずつ置き換えたため快速通過駅では減便になるなどの問題点があった。
その後、2016年のダイヤ改正により、日中の準急の半数が森林公園駅発着となり、川越市駅で本種別と接続するようになった。それにより、川越市駅以北の通過駅を利用する人も本種別を利用できるようになったほか、快速通過駅でも毎時6本の本数が確保されるようになり、利便性が大きく向上した。また、同改正により平日の夕方上りや深夜の上りにも設定されるようになり、運転時間帯も大きく拡大された。

## 過去の直通運転

### 秩父鉄道直通
秩父鉄道秩父本線に直通を開始したのは1949年（昭和24年）4月3日からのことで、当時は準急列車が乗り入れていた。特急「フライング東上」号も長瀞まで直通していた列車もあった。
昭和30 - 40年代には様々な秩父鉄道直通列車が運転され、行楽急行として「みつみね」「ながとろ」「ちちぶ」「うらやま」などの愛称を付けて運転されていた。特急に種別変更後は池袋駅 - 三峰口駅間の「ちちぶ」（後の「みつみね」）、池袋 - 長瀞駅（上長瀞駅）間の「ながとろ」に集約され、さらに1979年改正で休日ダイヤのみの運転に縮小される。また1983年改正では、小川町駅で系統分割が行われる。
しかし、西武鉄道の秩父鉄道乗り入れ開始（当時は野上駅まで）に対抗するため、1989年（平成元年）のダイヤ改正から池袋駅 - 秩父鉄道直通が再開された。
再開にあたり、西武鉄道との対抗上それまで東松山駅以北が各駅停車だった停車駅体制が見直され、小川町駅 - 寄居駅間の途中駅が全駅通過運転となった。なお、この2列車は全区間8000系6両編成で運行され、混雑を緩和するために小川町駅発着の10両編成の急行が数分の間隔で前後に運転された。
そのため、急行の後を追って途中追い抜くことなく運転されたことから、所要時間は急行と大差なかった。また、当時の広報誌『ゆぁ東上』では行楽シーズン時には寄居方に増結を行い森林公園駅で切り離しを行うことがあると書かれていたが、実際には行われていない。
1989年の池袋駅 - 秩父鉄道直通復活時の停車駅は以下の通り。
- 池袋駅 - 志木駅 - 川越駅 - 川越市駅 - 坂戸駅 - 東松山駅 - 森林公園駅 - 武蔵嵐山駅 - 小川町駅 - 寄居駅 -（波久礼駅）- 長瀞駅 - 上長瀞駅 - 皆野駅 - 秩父駅 - 御花畑駅 - 浦山口駅 - 白久駅 - 三峰口駅
  - ※「みつみね」は波久礼駅通過、「ながとろ」は上長瀞駅止まり。

運転時刻は以下の通り。
- みつみね号：池袋駅8:20発 → 三峰口駅10:43着／三峰口駅16:41発 → 池袋駅18:59着
- ながとろ号：池袋駅9:00発 → 上長瀞駅10:48着／上長瀞駅15:10発 → 池袋駅16:59着

しかし、秩父鉄道が東武鉄道と互換性のないATSを導入することになり、特定車両使用の困難さから1992年（平成4年）3月29日をもって秩父鉄道への直通は中止され、「みつみね」と「ながとろ」は愛称名なしの池袋 - 寄居間の特急となった。また、ほぼ同時期に西武鉄道による秩父鉄道乗り入れ列車の運転区間が野上駅から寄居駅に延長されている（その後、2007年（平成19年）3月6日から運転区間が長瀞駅までに短縮されている）。
2007年7月21日に開催された秩父鉄道・東武鉄道合同リレーイベントでは、森林公園駅から寄居駅まで「東武リレー号」を、秩父鉄道では寄居駅 - 三峰口駅間の往復で「SLパレオエクスプレス」（貸切扱い）をそれぞれ運転し、寄居駅での接続体制を取った。

#### 秩父鉄道を介する本線系統との間の回送運転
東上線は本線系統と直接連絡していないため、旅客列車の秩父鉄道直通運転終了後も、本線系統との間において車両回送を行う場合は、引き続き秩父鉄道を介して運転されている。その牽引用として8000系2両編成3本に秩父鉄道のATSを搭載する措置が取られた。

## 過去に計画されていた分岐線および接続線

### 東武西板線
1920年（大正9年）の東武鉄道と東上鉄道の合併を受けて、本線（伊勢崎線など）系統と東上線系統の連絡を図る目的で計画された。1922年（大正11年）に東京府南足立郡西新井村（現・東京都足立区西新井栄町二丁目）西新井駅 - 東京府北豊島郡上板橋村（現・東京都板橋区上板橋二丁目）上板橋駅間11.6 kmについて免許申請を行い、1924年（大正13年）に下付されたが、ごく一部の区間が現在の大師線として開業したほかは実現せず、1932年（昭和7年）以降起業廃止された。
なお、西板線計画時は本線系統の分岐線と位置づけられていたことから、路線群総称としては本線に属する予定であったため、同線は「東武東上線」の路線群には含まれない。

### 東武高島平線
1964年（昭和39年）から1972年（昭和47年）にかけて、都市交通審議会答申に基づく形で、埼玉県北足立郡大和町（現・和光市）大和町駅（現・和光市駅） - 東京都板橋区都営地下鉄6号線志村駅（現・都営地下鉄三田線高島平駅）間に、東武鉄道による新線4.8 kmを建設し、完成後は同線を経由して東急泉岳寺線・池上線経由で当時の東急田園都市線（後の東急大井町線）方面との間で相互直通運転を行うことが計画されていた。同路線ははじめ東上支線、1969年（昭和44年）3月の板橋区住居表示実施による高島平の町名発足、および同年8月に行われた都営地下鉄6号線志村駅の「高島平駅」への改称後は「東武高島平線」の仮称で予定されていた。
1972年（昭和47年）3月1日に運輸大臣へ提出された「都市交通審議会答申第15号」にてこの計画は削除され、建設には至らなかったが、東武鉄道が保有していた地方鉄道敷設免許のうち高島平 - （仮称）三園町（みそのちょう）間1.5 kmについては1973年（昭和48年）4月に東京都へ譲渡され、都営地下鉄6号線高島平駅 - 西高島平駅間として1976年（昭和51年）5月に開通した。
高島平駅ホームが2面4線構造であることは、高島平線計画の名残である。また、T型ATSを東京都交通局と共同で開発していたという記録も残されている。

## 使用車両
東武鉄道が保有する地下鉄有楽町線・副都心線乗り入れ兼用車（9000系、9050系、50070系）と地上運用専用車（8000系、10000系、10030系、30000系、50000系、50090系）のほか、直通先の東京地下鉄が保有すると17000系、10000系、東急電鉄が保有する5000系と5050系、横浜高速鉄道が保有するY500系が使用されている。詳細は後節を参照。
編成両数は、池袋駅 - 小川町駅間では志木駅発着の副都心線直通列車の一部に東京地下鉄・東急電鉄・横浜高速鉄道保有の8両編成の運用がある以外は、すべて10両編成で運行されている。小川町駅 - 寄居駅間はすべて4両編成である。かつては6両編成の運用も存在したが、2005年3月17日のダイヤ改正で池袋駅 - 寄居駅間直通列車が廃止されたことと小川町駅 - 寄居駅間ワンマン運転化に伴い消滅している。
かつて、池袋駅発着の列車にも8両編成列車があったが、2008年6月14日のダイヤ改正で10両編成に統一された。一方、同改正前は東京地下鉄の全編成が10両であったが、改定後は副都心線直通列車に再編成された東京地下鉄7000系および10000系、さらに2013年3月16日のダイヤ改正からは東急5000系・5050系と横浜高速Y500系の8両編成が志木駅 - 和光市駅間で運行されるようになった。この改正で廃止された土休日の志木駅発着の列車は2023年ダイヤ改正で復活する。但し8両編成は従来通り平日朝夕のみとなる。
また東横線・みなとみらい線への乗り入れ開始により、東横線と東京メトロ日比谷線との乗換駅である中目黒駅では、東上線からの直通用車両（9000系・9050系・50070系）が東武伊勢崎線（東武スカイツリーライン）・日光線からの日比谷線直通用車両（70000系）と同一ホームで並ぶ光景が見られるようになった。

### 現用車両

#### 自社車両
全車両が森林公園検修区所属。
- 8000系
  - 森林公園駅 - 寄居駅間および越生線の坂戸駅 - 越生駅間のみで運行。T-DATC導入に伴い、2015年1月17日をもって池袋駅 - 小川町駅間での営業運転からは撤退していたが[49] 、2023年3月18日から森林公園 - 小川町間のワンマン運転開始とともに営業運転が復活した。その間2017年3月5日には、14年ぶりに池袋駅始発越生線直通の臨時「越生観梅号」として、81107編成がT-DATC使用区間を走行している[50]。
- 9000系・9050系
  - 10両固定編成のみの系列であり、主に有楽町線・副都心線に直通する運用に入るが（相鉄方面には2023年ダイヤ改正時点では乗り入れない）、東上線池袋駅 - 小川町駅間のみを走る地上運用にも入ることがある。試作車の9101Fは2023年10月16日をもって廃車[51]。量産車も新型車両への置き換え計画が2024年に発表され2025年に新型車両が90000系と発表され2026年以降に導入することが発表され、今後有楽町線・副都心線方面乗り入れを終了する予定である[52][広報 20]。
- 10000型・10030型・10050型
  - 東上線系統には10000型が10両単独で10両編成を組む。10030型と10050型には10両・6両・4両の各固定編成があり、10両単独または6両+4両の組み合わせで10両編成を組んでいる。すべて池袋駅 - 小川町駅間で運用される。かつて4両+4両や8両固定による8両編成や8両+2両の10両編成、4両・6両・8両固定が単独運用されていた。2008年ダイヤ改正で東上線池袋口の全列車10両編成化に伴い、伊勢崎線系統から2両固定編成を転属させて完全10両化を行ったが、30000系の配置などに伴い2012年からT-DATCへの対応工事をしていない編成が伊勢崎線や野田線へ転属している。
- 30000系
  - 2011年から一部編成が伊勢崎線系統から東上線へ転属しており、2023年時点で全ての30000系が東上線に転属している。東上線への転属の際、6両編成と4両編成を連結して10両固定編成にする工事が行われており、池袋駅 - 小川町駅間で運用される[53][54]。
- 50000系
  - 10両固定編成のみの系列であり、池袋駅 - 小川町駅間の運用に使用される。第2編成以降は副都心線直通運転に向けた準備工事が施工されているが[注 22]、現時点で地下鉄対応の機器は搭載されていない[56]。
- 50070型
  - 10両固定編成のみの系列であり、主に有楽町線・副都心線に直通する運用に入るが（9000系統同様相鉄方面には2023年ダイヤ改正時点では乗り入れない）、東上線池袋駅 - 小川町駅間のみを走る地上運用にも入ることがある。
- 50090型
  - 10両固定編成のみの系列であり、単独で池袋駅 - 小川町駅間の運用に充当されている。夕方以降は主にTJライナーや送り込みの上り快速急行・川越特急で運用されるが、他の時間帯は普通・急行などの他の種別にも使用される。クロスシートとロングシートとに転換できるマルチシートを備えており、両列車が共通運用である川越特急・TJライナーと、その送り込みとなる夕方の上り快速急行ではクロスシート、それ以外はロングシートで運行される。

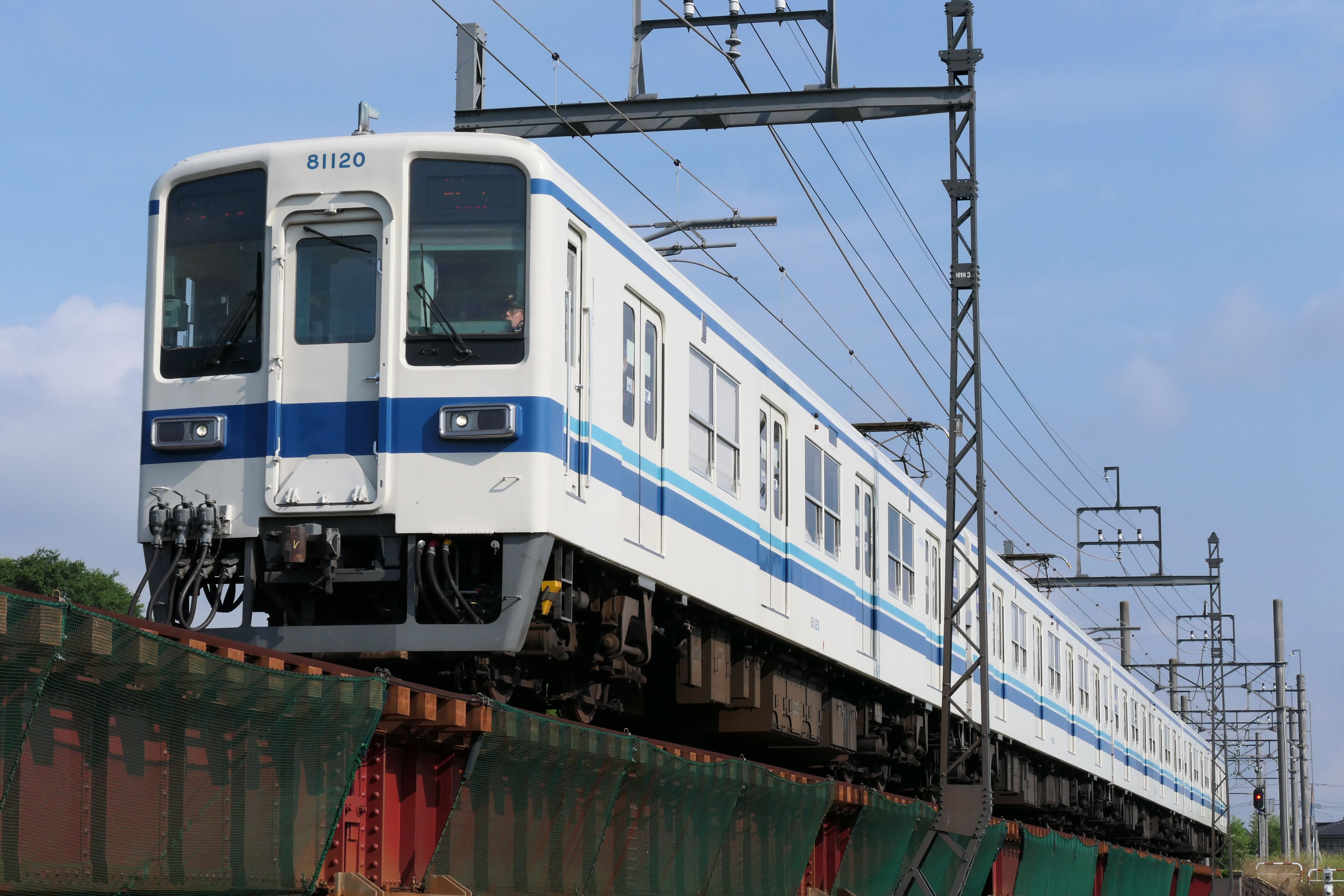
東武8000系（更新車）
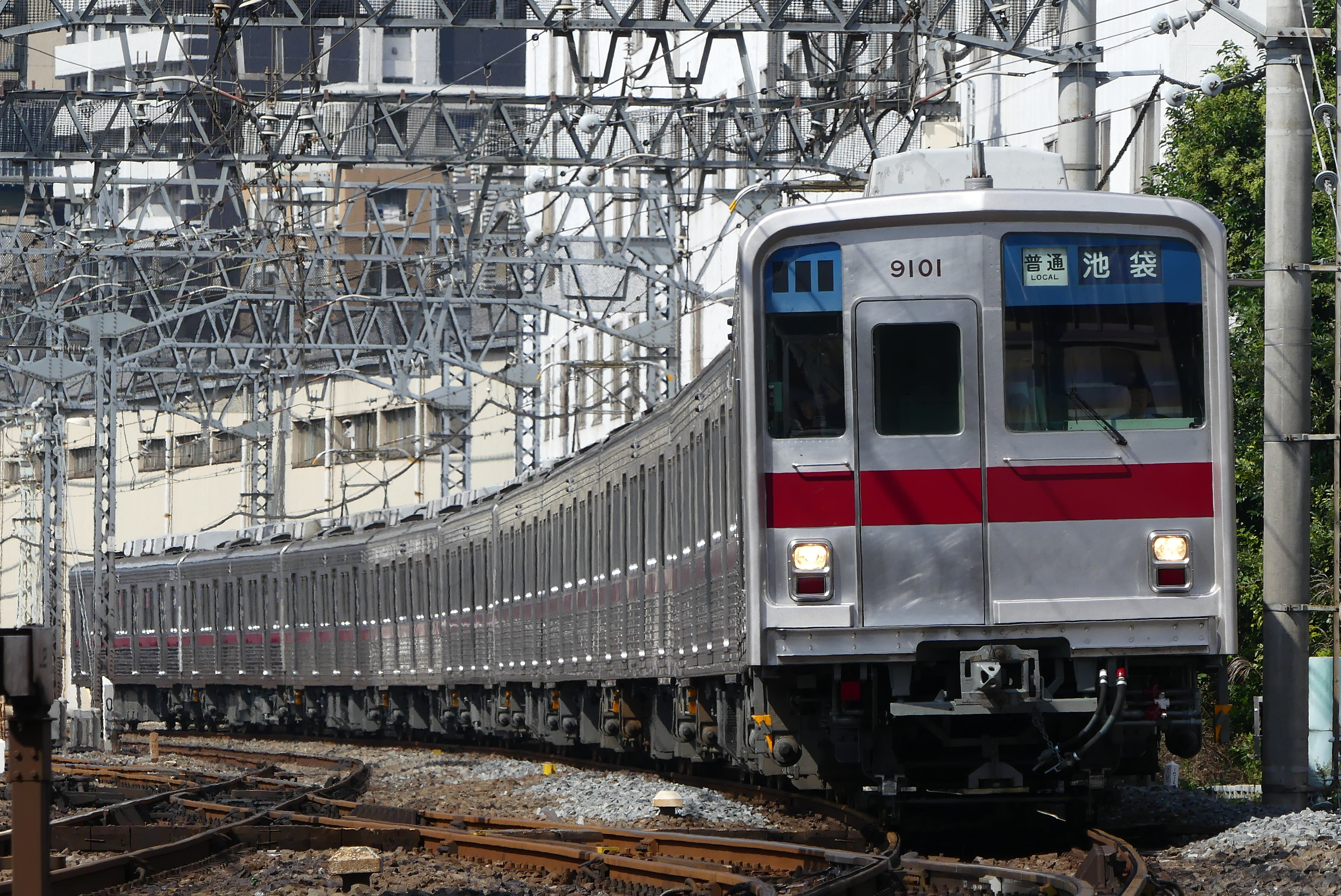
東武9000系（地上線専用車）
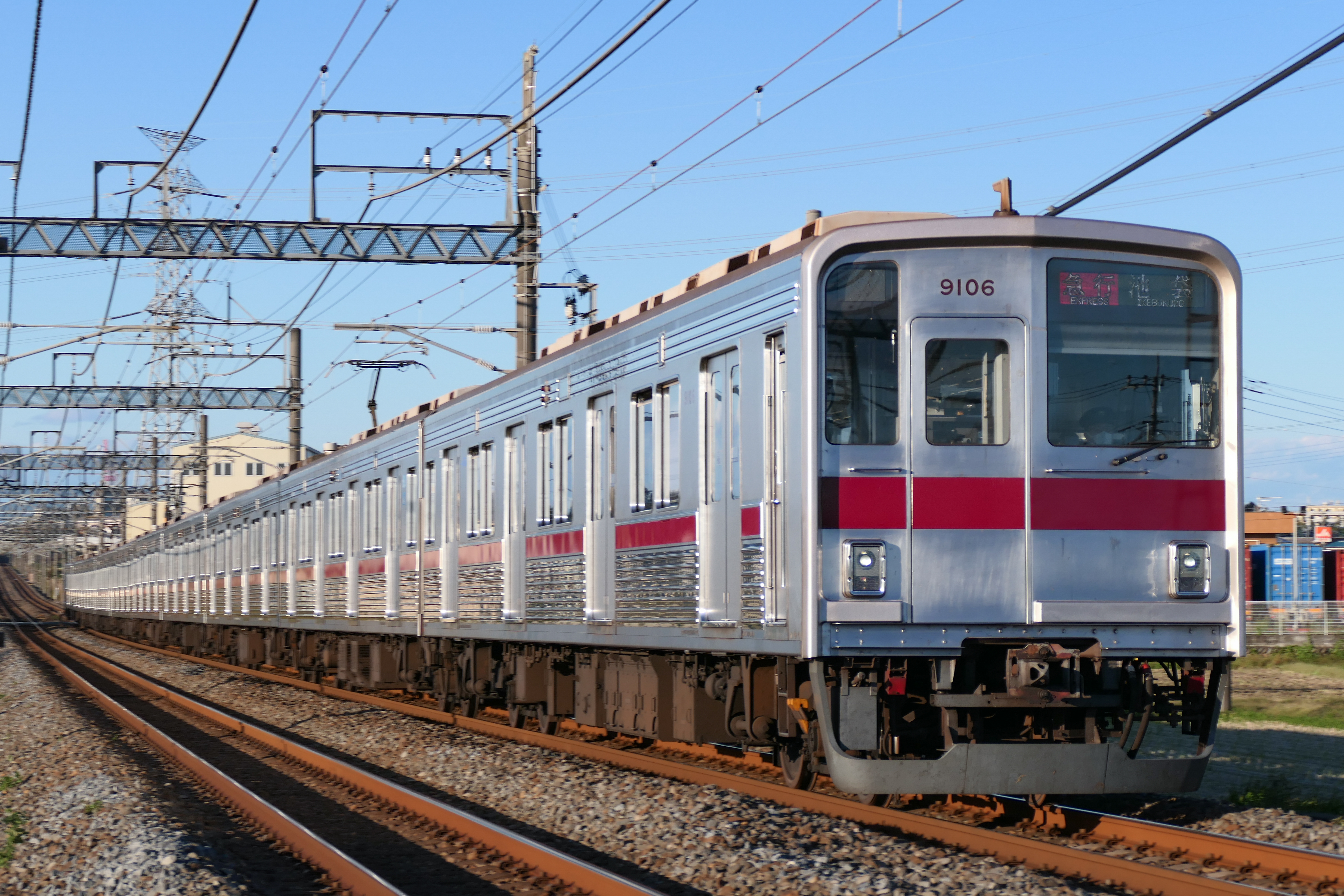
東武9000系（地下鉄対応車）
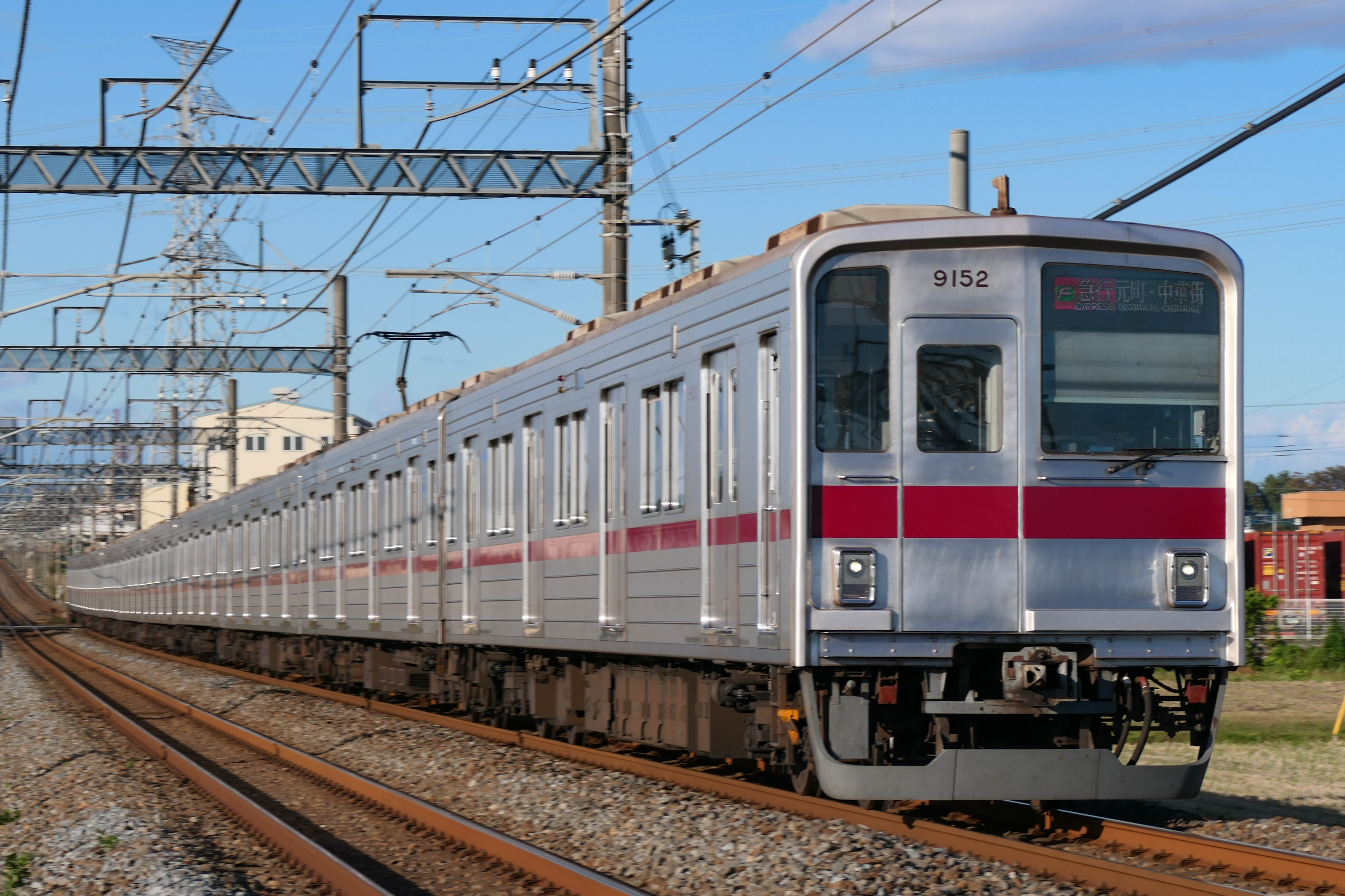
東武9050系
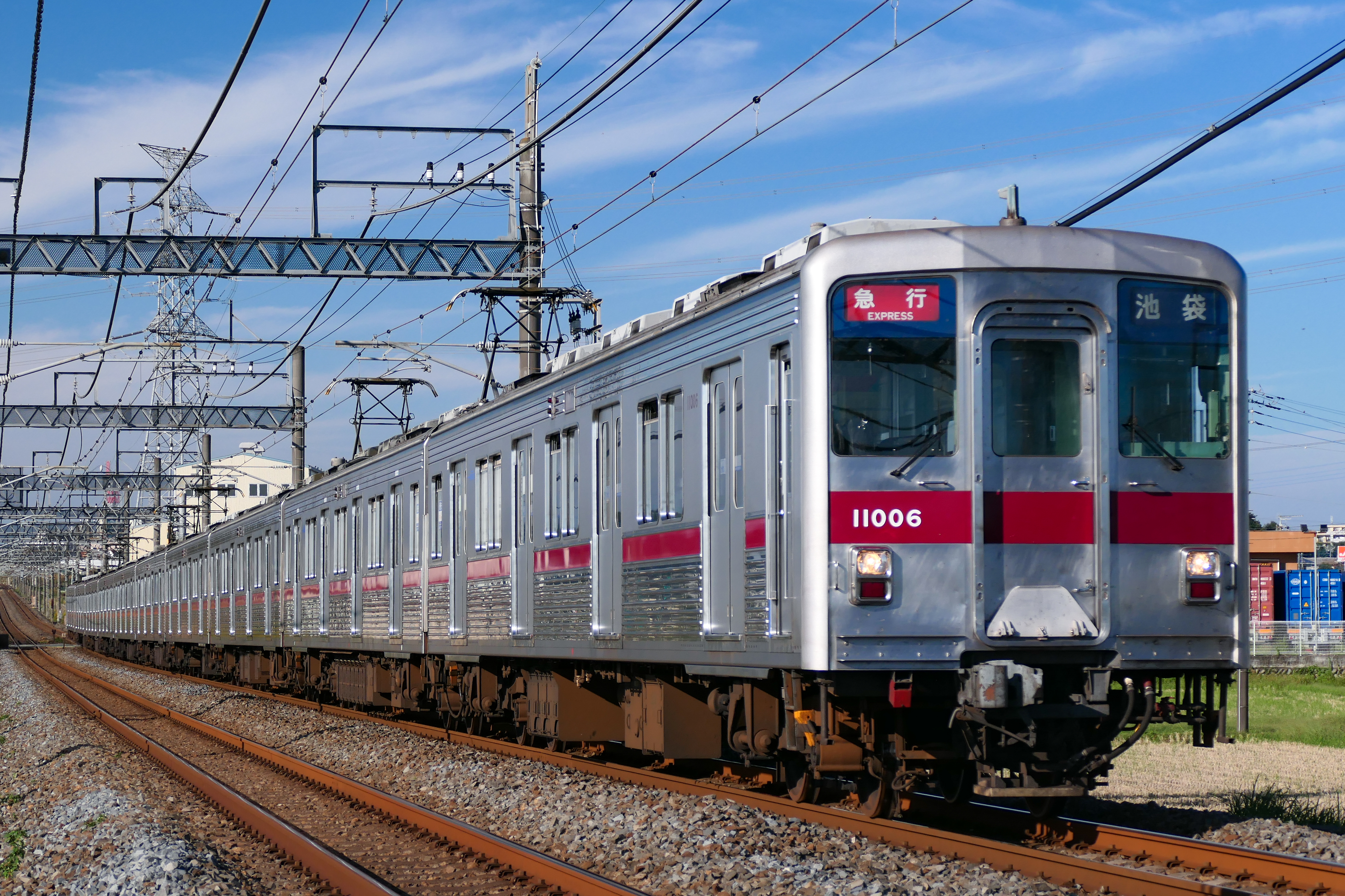
東武10000型
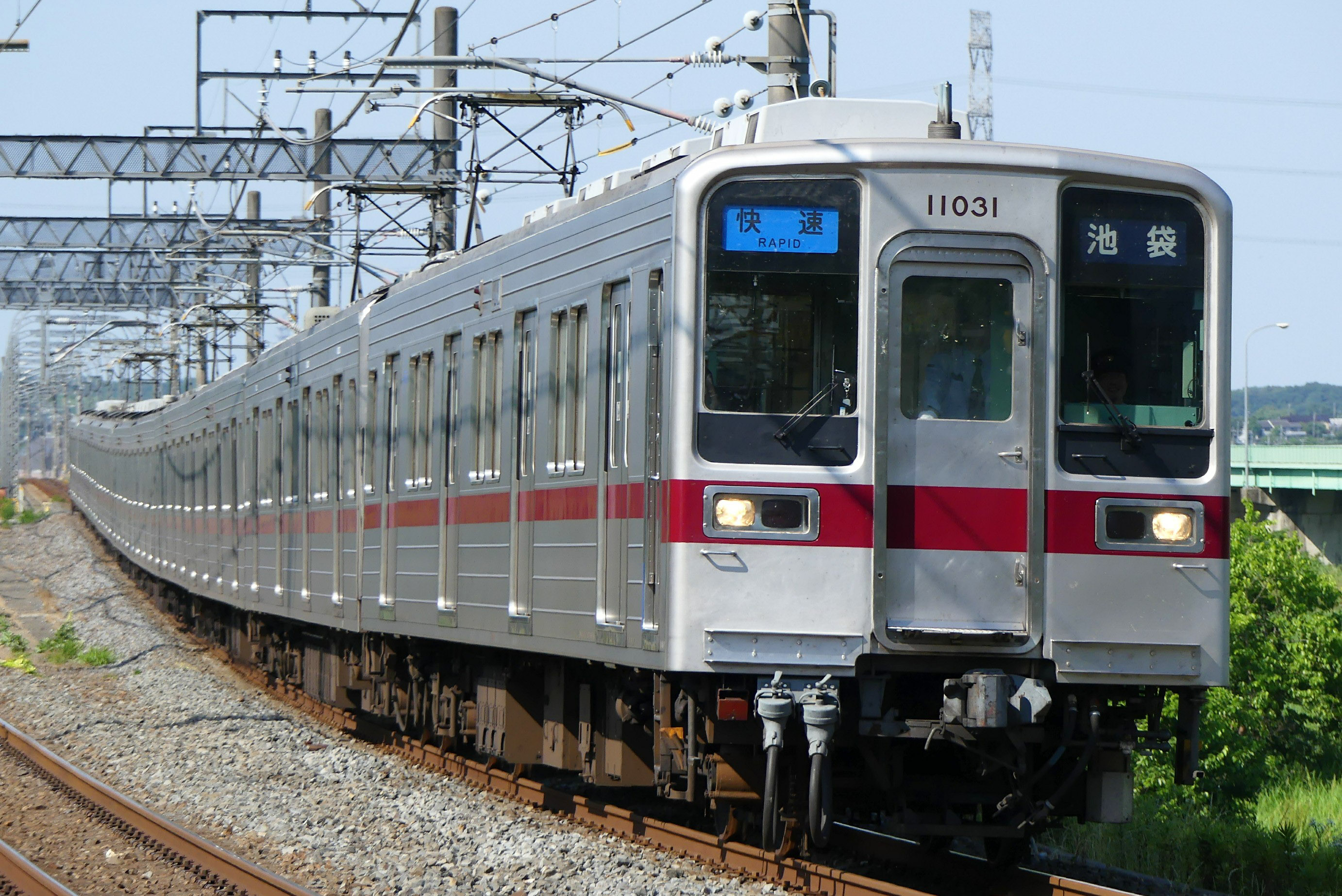
東武10030型
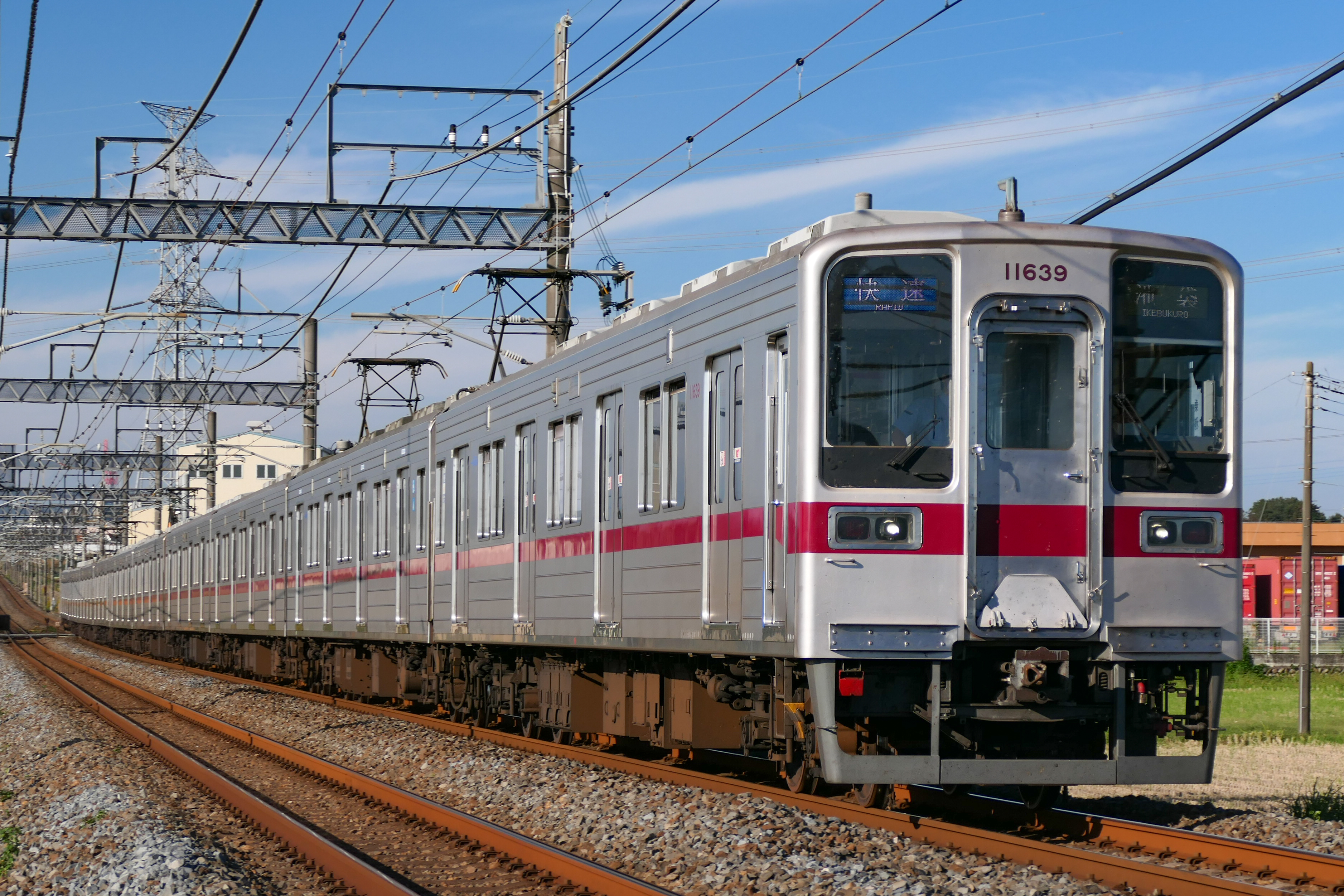
東武10030型（更新車）
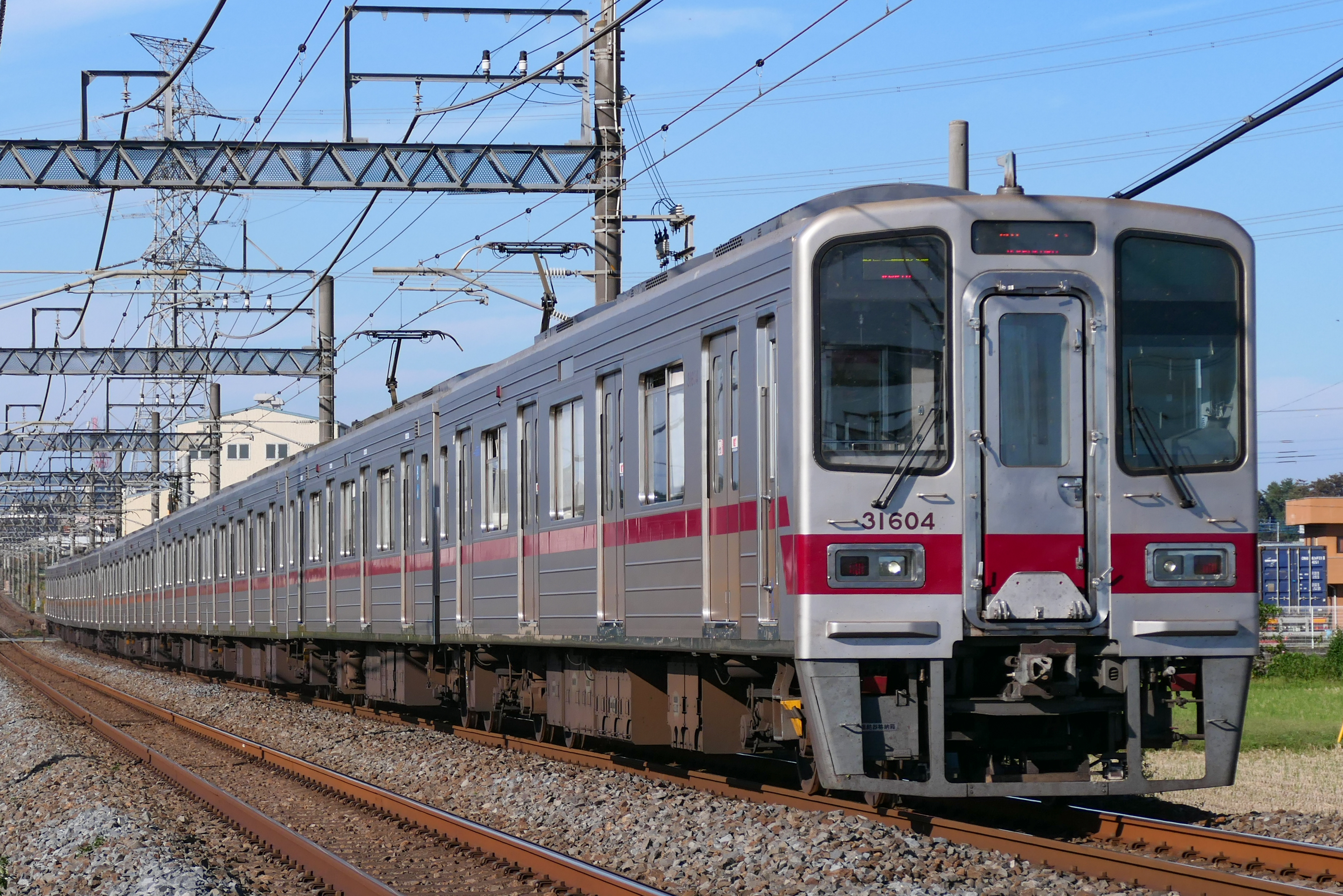
東武30000系
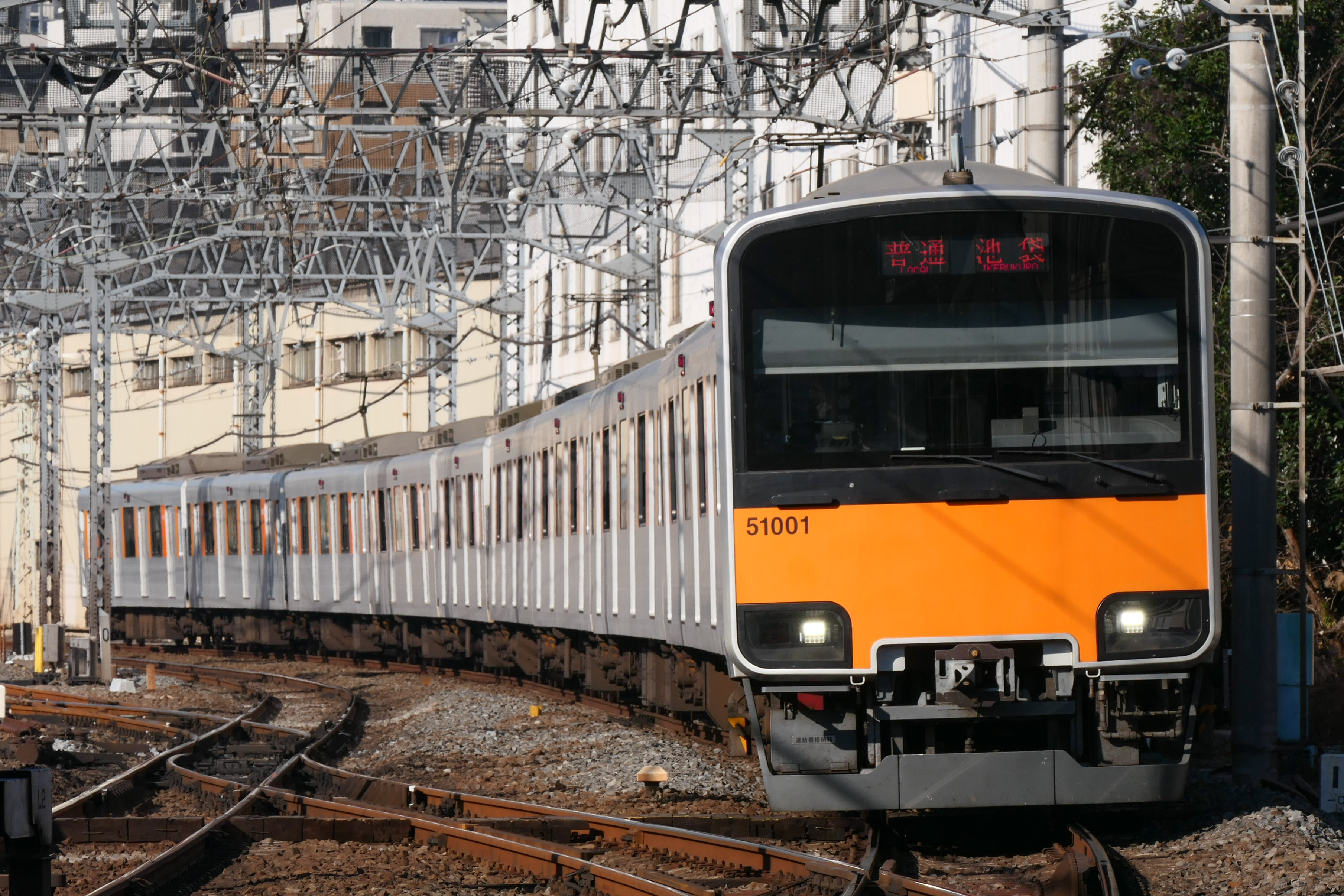
東武50000型
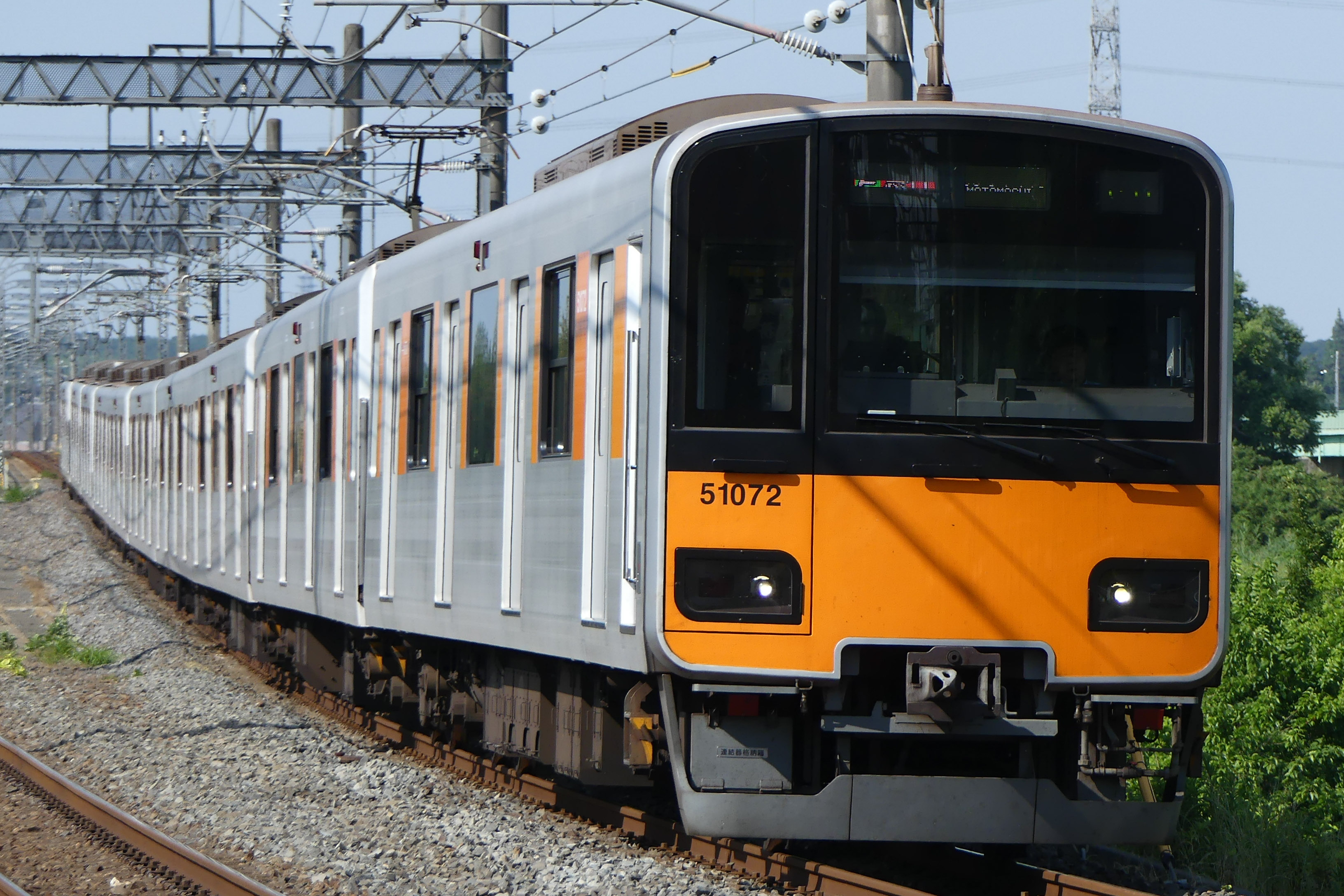
東武50070型
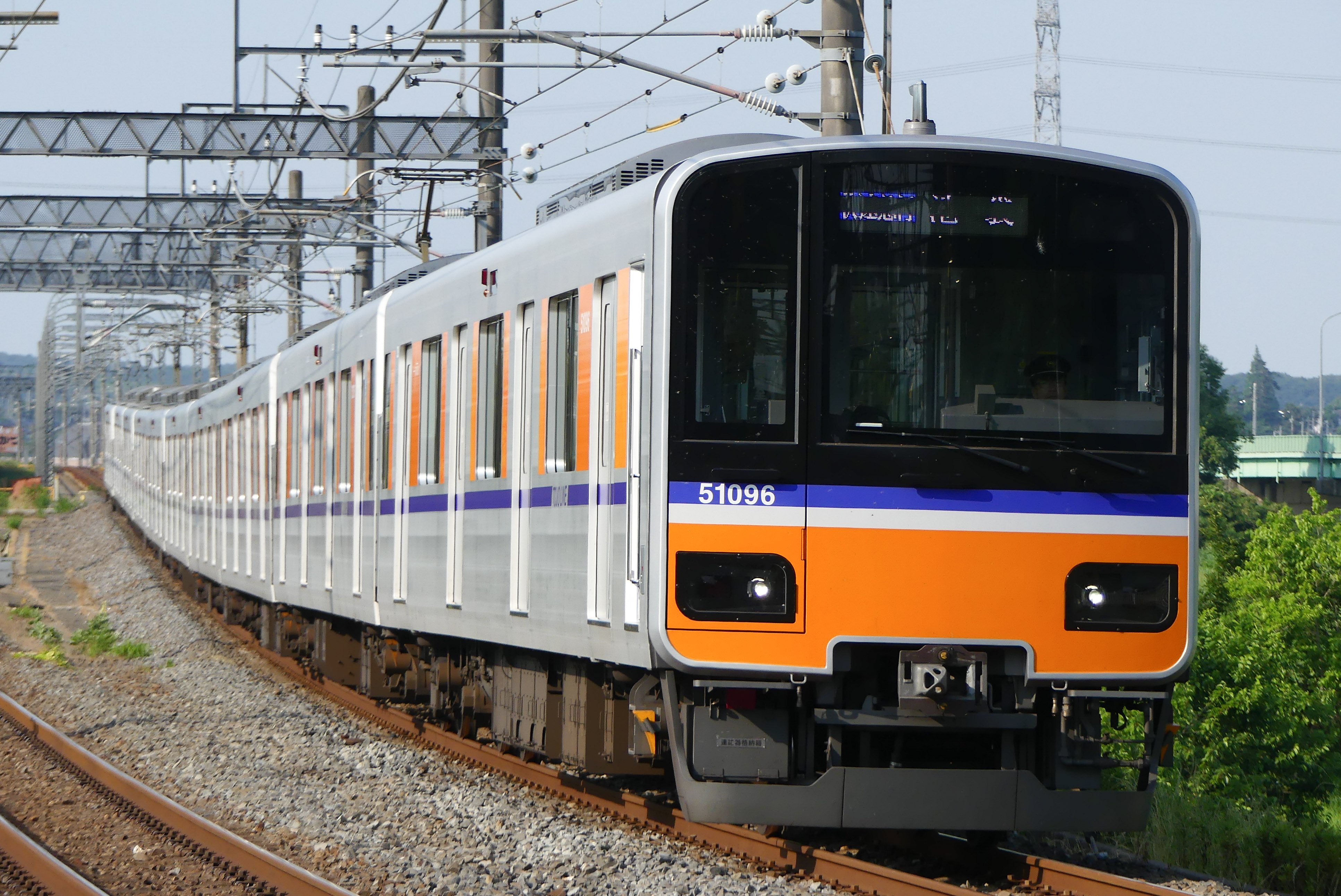
東武50090型

#### 乗り入れ車両
東京メトロ車両（和光検車区所属）
- 17000系
- 10000系
  - 上記2形式は東京メトロ有楽町線・副都心線からの乗り入れ車両であり、10両編成と8両編成がある。
  - 10両編成は有楽町線直通と副都心線直通（主に副都心線内急行・通勤急行）で使用され小川町駅まで乗り入れる。なお、Yマークの付いたゴールド帯の7000系は有楽町線直通のみで使用された（改造や廃車により現存しない）。
  - 8両編成は副都心線直通（副都心線内各駅停車）で使用され、志木駅まで乗り入れる。
  - 東上線のほか、同じく有楽町線・副都心線と相互直通運転を行う西武有楽町線・西武池袋線にも乗り入れており、東上線直通列車の折り返しが西武線直通列車（またはその逆）となる運用もある。
  - なお、同社の車両の森林公園駅までの定期乗り入れは2008年6月のダイヤ改正で朝の上りと夜の下りに設定されたものの、2011年3月のダイヤ改正で消滅した。そして2016年3月のダイヤ改正より再び乗り入れるようになった。定期乗り入れがない間は走行キロ数調整のための精算運転のため臨時に乗り入れるのみであった。2019年3月のダイヤ改正より小川町までの定期乗り入れを開始した。

東急電鉄車両（元住吉検車区所属）
- 5000系・5050系
- Y500系（横浜高速鉄道所有車）
  - 2013年3月16日の東京メトロ副都心線と東急東横線の直通運転開始に伴い東上線での本格的な営業運転を開始。それ以前には、2012年9月10日より東急電鉄から東武鉄道に一部編成が貸し出されて営業運転に入っていた[57]。
  - 5050系のうち10両編成（4000番台）は相鉄線方面および小川町まで乗り入れ、それ以外は8両編成のため、志木まで乗り入れる。

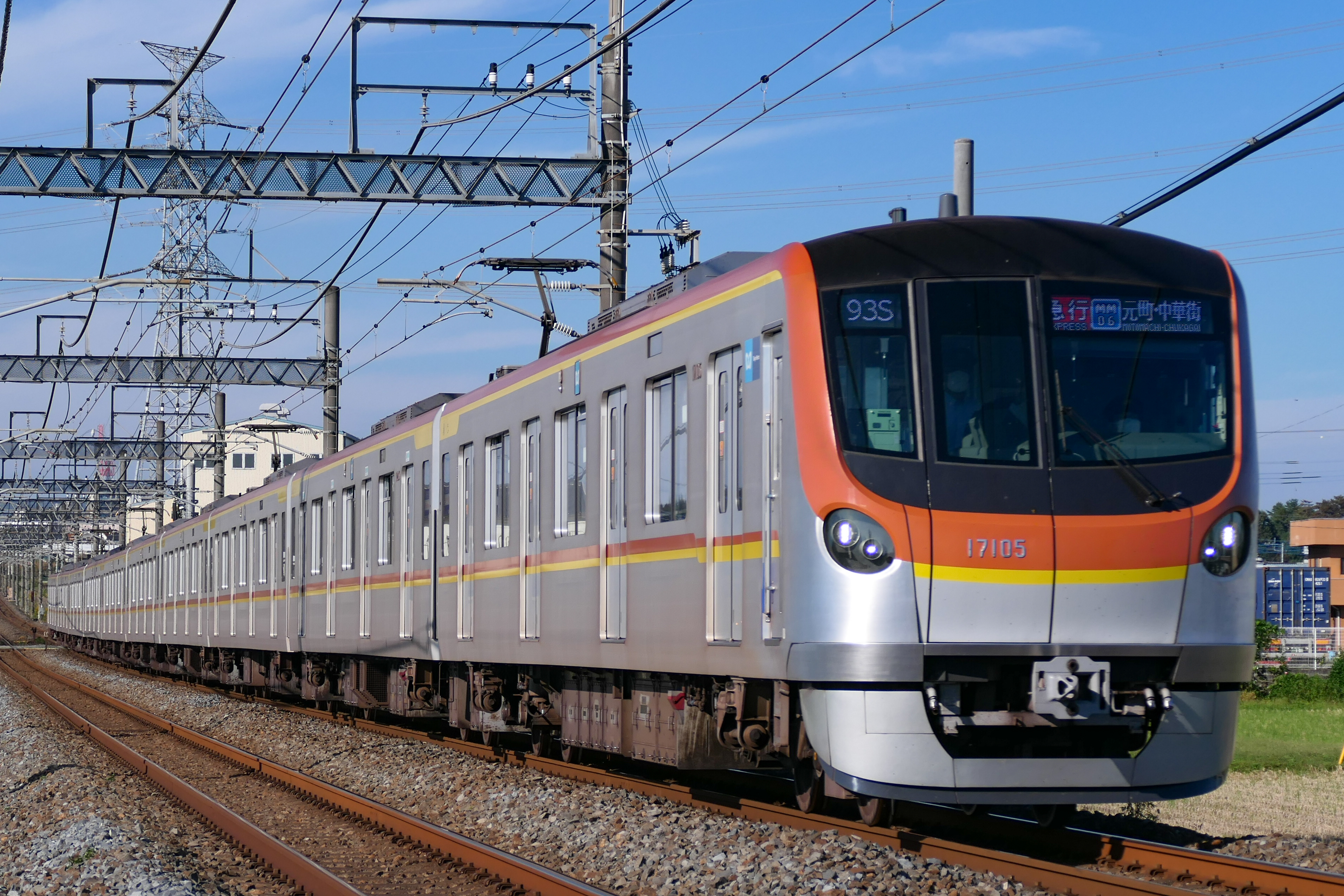
東京メトロ17000系
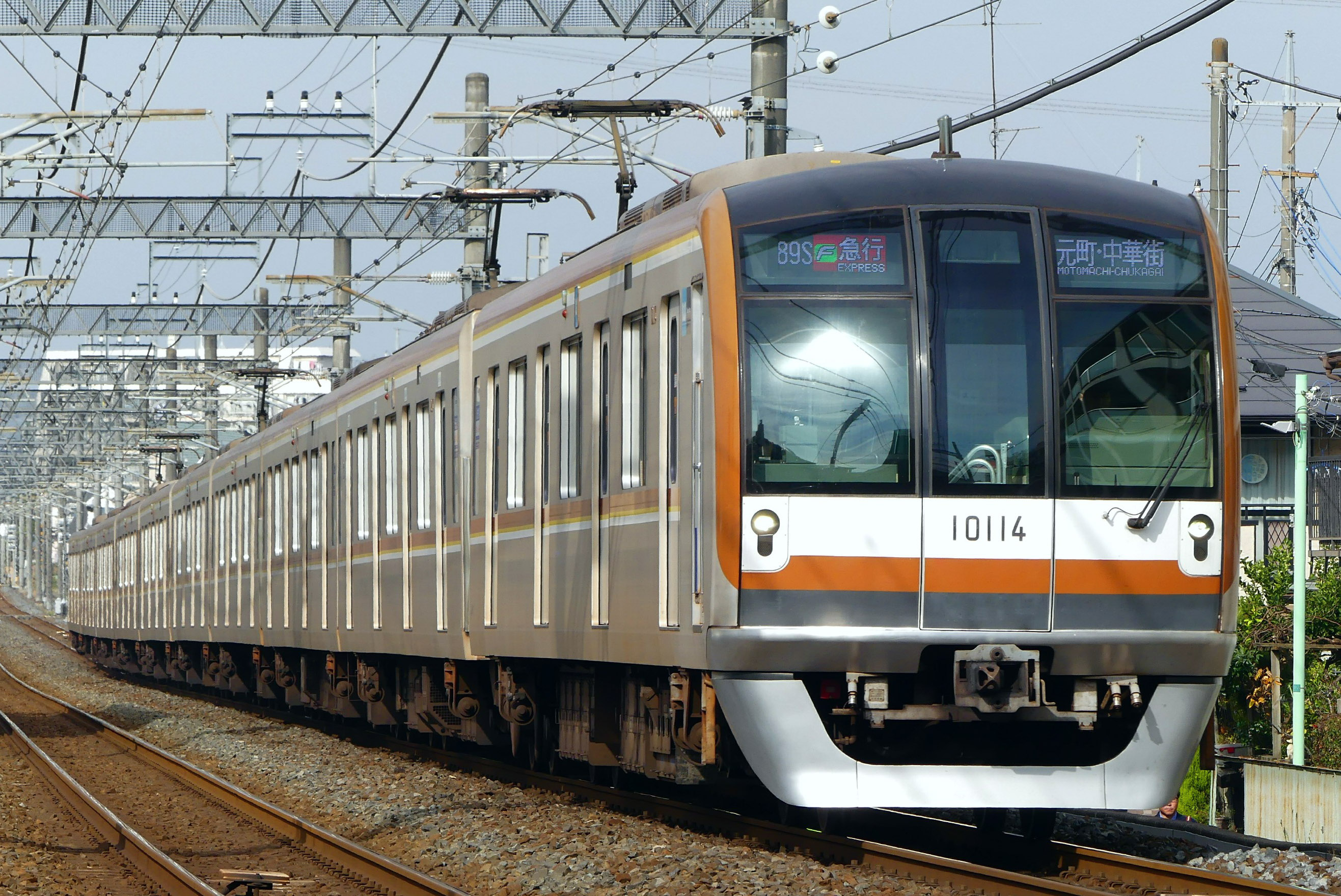
東京メトロ10000系
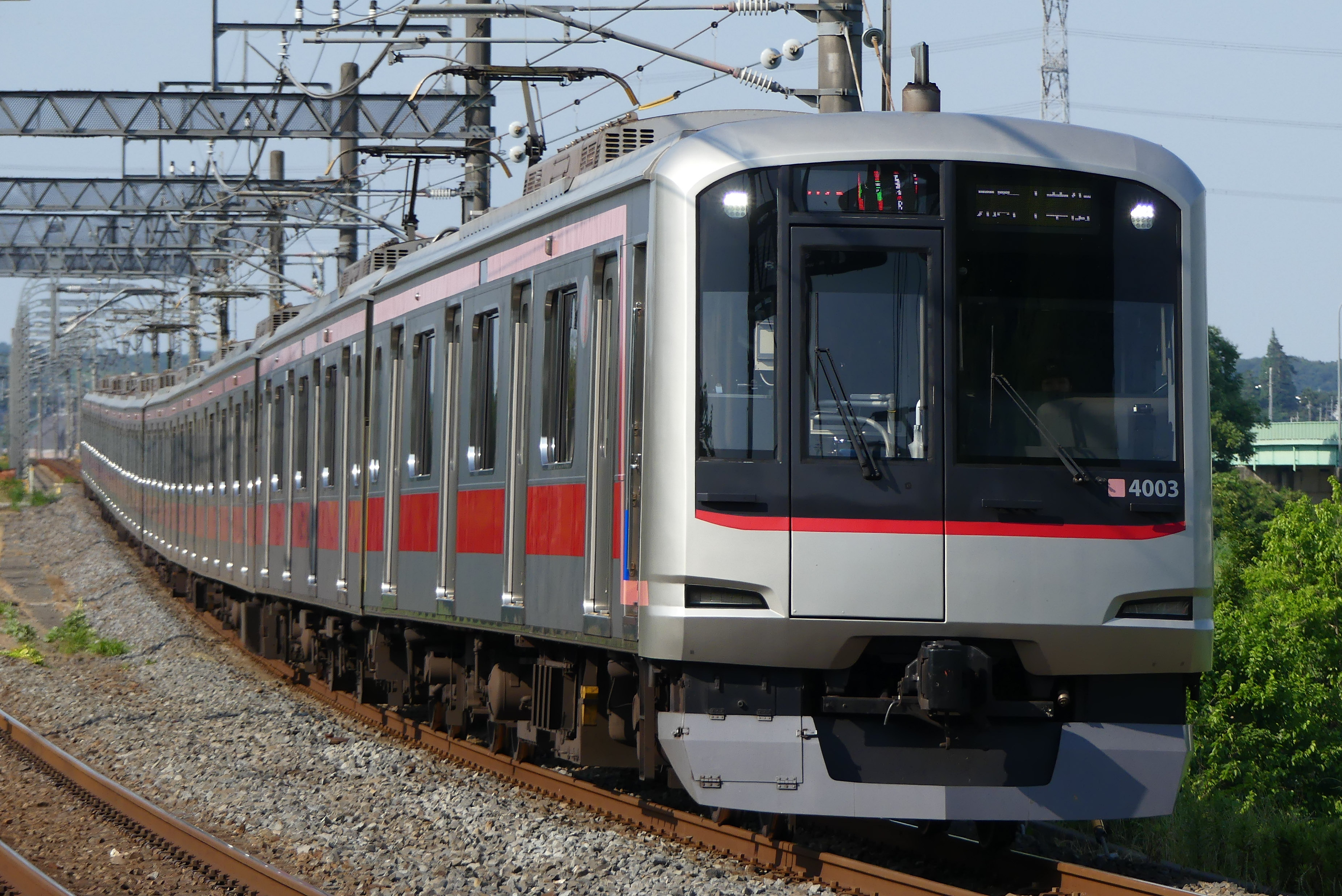
東急5050系
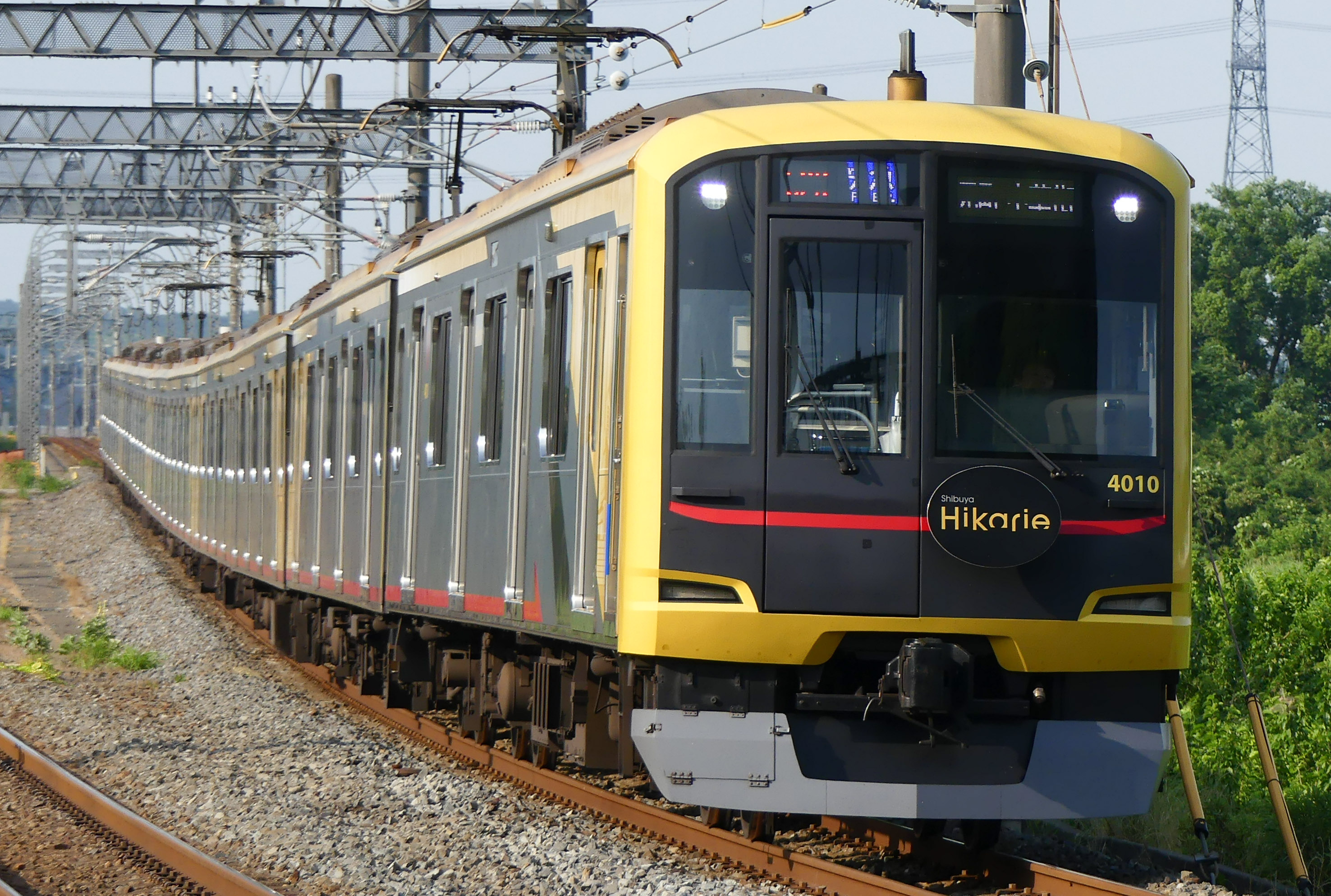
東急5050系「Shibuya Hikarie号」

西武鉄道車両（6000系・40000系）および相模鉄道車両（20000系）は東京メトロ線を和光市駅まで乗り入れるが、T-DATCなどを搭載していないため東上線には入線できない。同様に東武鉄道の車両も西武線および相鉄線には、同線の保安システムを持たないため入線不可能である。

### 導入予定の車両
- 90000系
  - 9000系・9050系は経年劣化に伴い、新型車両への更新が検討されており、2024年4月30日発表の設備投資計画において、置き換えが発表された[58][広報 21]。2025年3月26日には9000系および9050系の置き換え用として90000系を2026年以降に導入することが発表された。7編成70両が新造される[広報 20]。

### 過去の車両
当線の開業時から1986年まで使用されていた機関車および貨車は省略している。

#### 自社車両
- 3000系
- 5000系・5050系
- 6000系（団体列車としての運用のみ。本線所属車両が東上線に入線したきわめて珍しい事例）
- 7300系
- 7800系
- モハ5310形・クハ350形（行楽特急「フライング東上」）

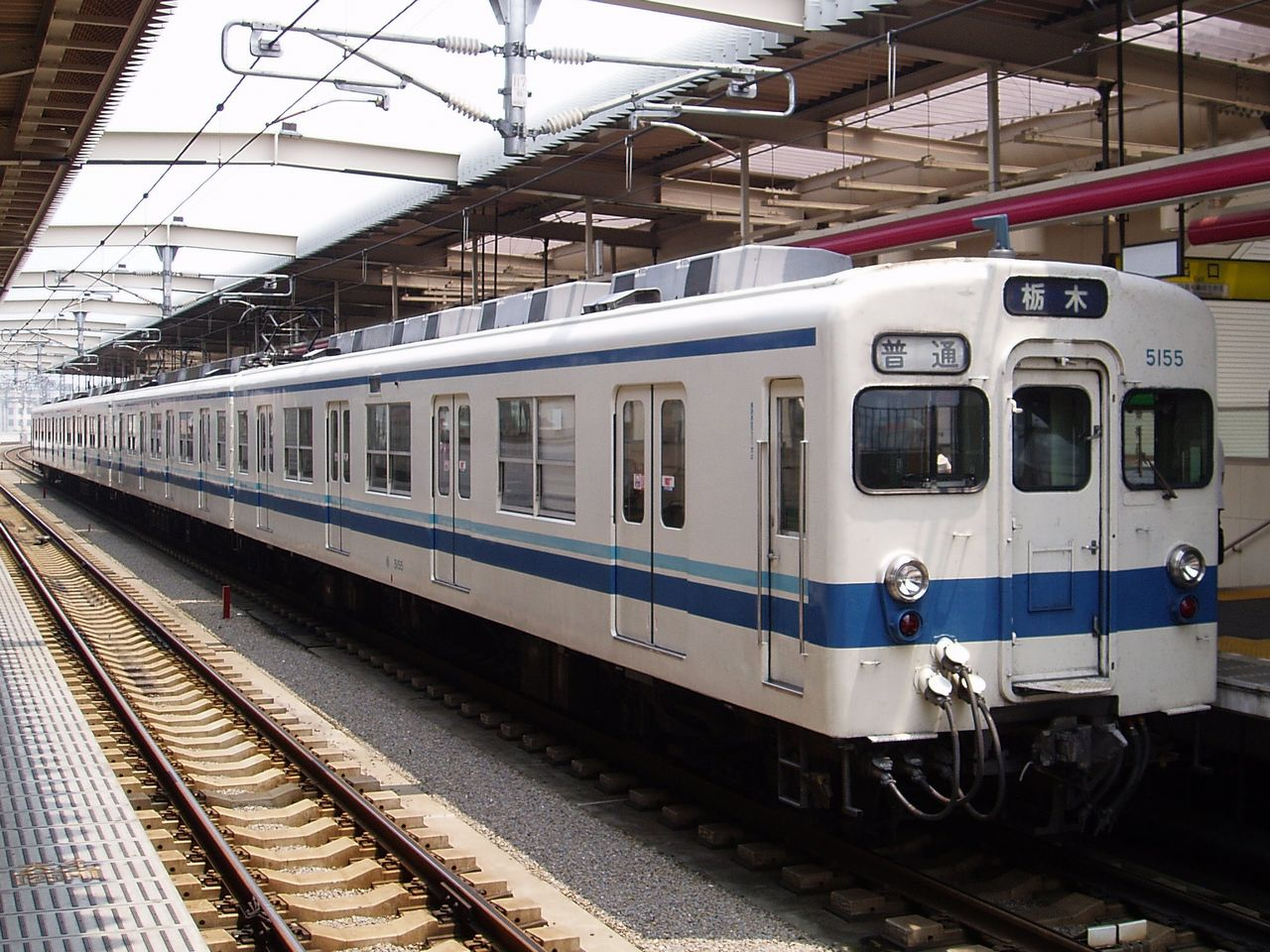
東武5000系
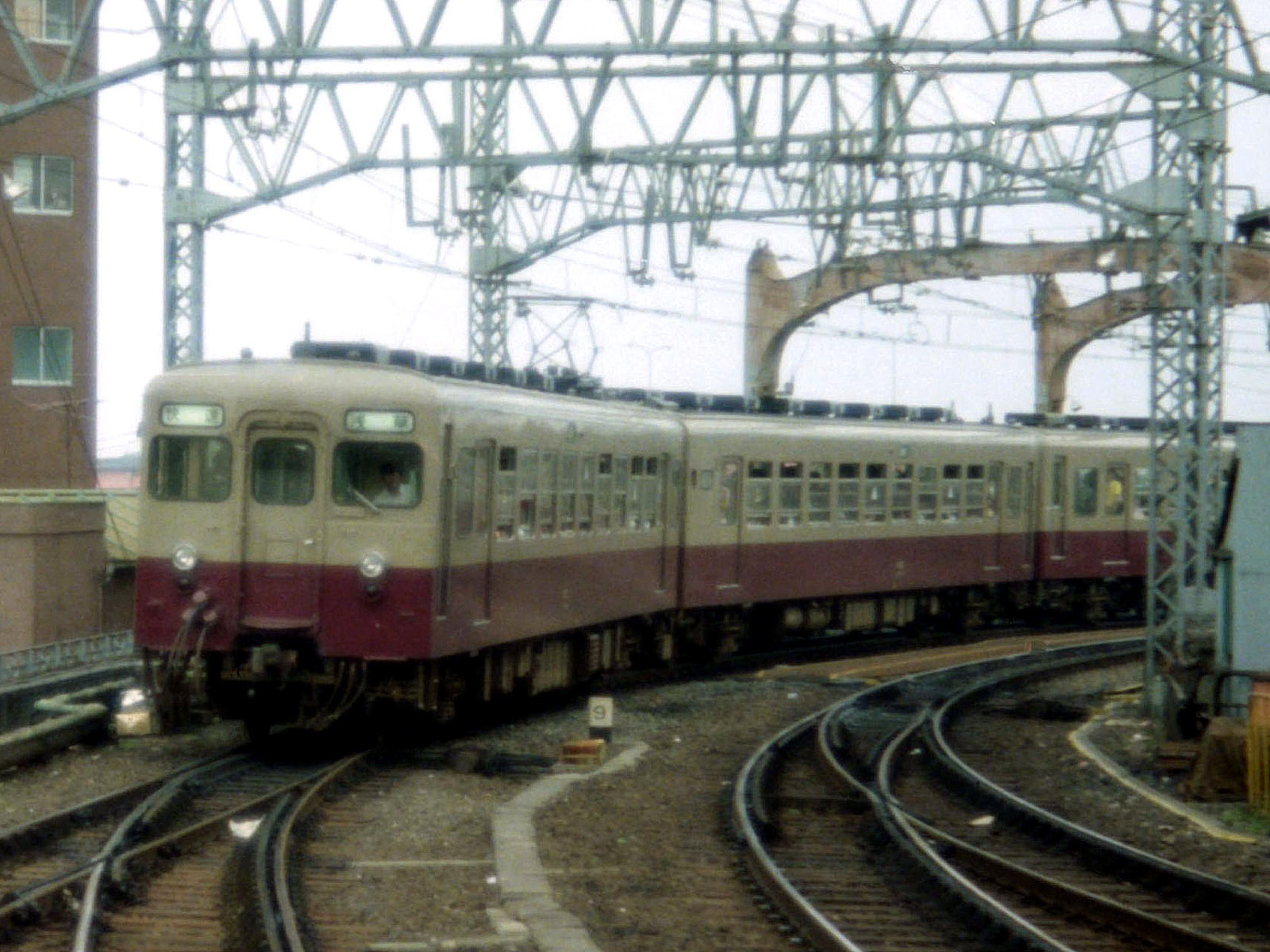
東武6000系
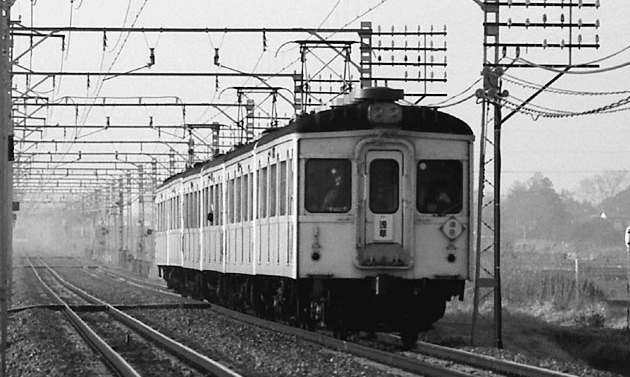
東武7300系
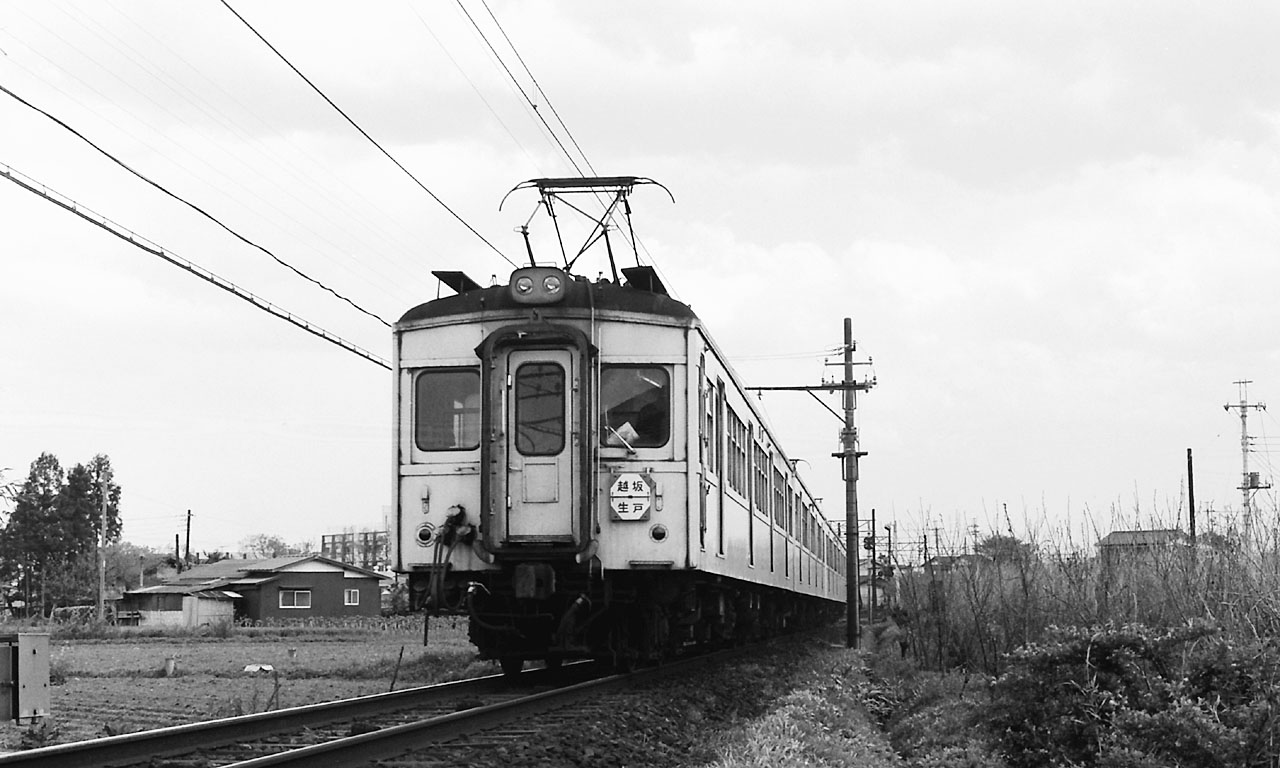
東武7800系

#### 乗り入れ車両
- 東京メトロ07系：東京メトロ有楽町線からの乗り入れ車両。現在は東西線に転用されたため、当路線には入線しない。
- 東京メトロ7000系：2022年4月に営業運転終了[広報 22]。

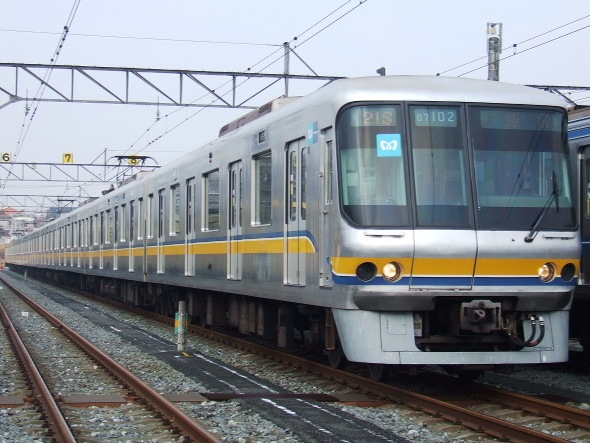
東京地下鉄07系
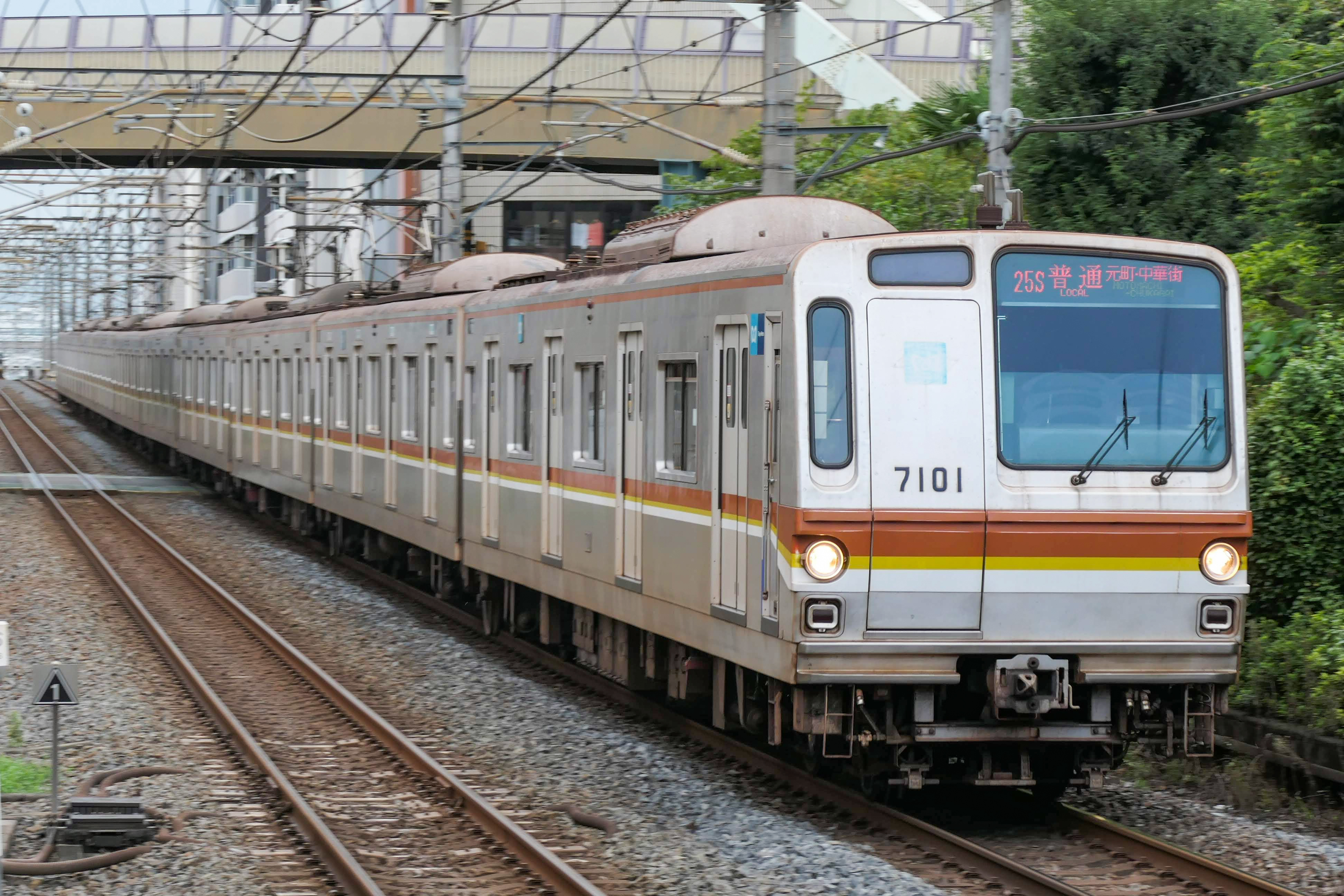
東京メトロ7000系

## 女性専用車
以下の列車に女性専用車が設定されている。なお、東上線池袋駅発着と地下鉄線直通列車では設定時間帯が異なっている。
- 平日朝7:20 - 9:25に池袋駅へ到着する急行・準急列車の進行方向最後尾1号車。実施区間は全区間。普通とTJライナーは対象外。
- 平日初発 - 9:30に和光市駅へ到着する地下鉄・東急線直通の全列車（普通含む）の進行方向最後尾1号車。東急新横浜線経由で相鉄線に直通する列車は新横浜駅まで、その他の列車は全区間で実施するが、9:30の時点で一斉に終了する。

## データ

### 路線データ
- 路線距離：75.0 km
- 軌間：1067 mm
- 複線区間：
  - 池袋駅 - 和光市駅間 12.5 km
  - 志木駅 - 嵐山信号場間 42.3 km
- 複々線区間：和光市駅 - 志木駅間 5.3 km
- 単線区間：嵐山信号場 - 寄居駅間 14.9 km
- 電化区間: 全線（直流1,500 V）
- 最高速度: 105 km/h[1]
- 閉塞方式
  - 池袋駅 - 小川町駅間：車内信号閉塞式
  - 小川町駅 - 寄居駅間：自動閉塞式
- 保安装置
  - 池袋駅 - 小川町駅間：T-DATC
  - 小川町駅 - 寄居駅間：東武形ATS

キロポストは下板橋駅から寄居駅に向かって純粋に数字が増えていく。0キロポスト自体は下板橋留置線にある。下板橋駅から池袋駅方面のキロポストは後から開業したため、マイナス表示になっている。

### 利用状況
2023年度の朝ラッシュ時最混雑区間は北池袋駅 → 池袋駅間であり、ピーク時（7:40 - 8:40）の混雑率は126%である。
有楽町線が営団成増駅まで開業した1983年度以降は、成増駅 - 池袋駅間で当路線と競合する形となり、190%を下回った。和光市駅まで延伸開業した1987年度以降は混雑率が180%前後で推移したが、輸送力の増強と輸送人員の減少により、1999年度以降は150%を下回った。副都心線が全線開業した2008年度は、東上線池袋方面の本数を削減した反動で混雑率が146%に上昇したが、輸送人員の減少により2009年度以降は140%程度で推移している。
急行と準急は全体的に混雑率が高い。和光市駅到着時点で後方車両が混雑する傾向があり、池袋駅到着時点で車両位置に関わらず混雑率が高くなる。池袋駅を8:00 - 8:30頃に到着する列車が最も混雑するが、ふじみ野駅で急行に接続しない準急は特に混雑する。一方で、普通列車は全体的に混雑率が低い。
2008年度の一日平均通過人員は池袋駅 - 北池袋駅間が497,425人であり、東上線で最も多い。池袋駅は東上線で最も乗降人員が多い駅であるが、東京メトロ副都心線が開業した2008年度以降は一日平均乗降人員が50万人を下回っている。埼玉県との都県境を跨ぐ成増駅 - 和光市駅間で357,715人まで減少するが、和光市駅を介して有楽町線・副都心線との相互直通運転が行われているため、複々線区間となる和光市駅 - 朝霞駅間は456,731人に増加する。複々線区間の北端にあたる朝霞台駅 - 志木間が430,430人、川越市内の中心市街地にある川越駅 - 川越市駅間で225,543人、若葉駅 - 坂戸駅間で142,453人であり、川越駅より下り方も東京圏の通勤路線として機能している。坂戸駅で越生線と接続するため、坂戸駅 - 北坂戸駅間の一日平均通過人員は102,970人に減少する。
東上線で最も駅間距離が長く、比企丘陵を横断する武蔵嵐山駅 - 小川町間（7.0 km）で18,485人まで減少し、池袋駅 - 北池袋駅間の5%未満となる。小川町駅より先は一日平均通過人員が9,000人を下回り、最も一日平均通過人員が少ない玉淀駅 - 寄居駅間が5,443人で、池袋駅 - 北池袋駅間の1%程度となる。
近年の輸送実績を下表に記す。表中、最高値を赤色で、最高値を記録した年度以降の最低値を青色で、最高値を記録した年度以前の最低値を緑色で表記している。
| 年度               | 最混雑区間（北池袋駅 → 池袋駅間）輸送実績 | 最混雑区間（北池袋駅 → 池袋駅間）輸送実績 | 最混雑区間（北池袋駅 → 池袋駅間）輸送実績 | 最混雑区間（北池袋駅 → 池袋駅間）輸送実績 | 特記事項                                                                                |
| 年度               | 運転本数：本                              | 輸送力：人                                | 輸送量：人                                | 混雑率：%                                 | 特記事項                                                                                |
| ------------------ | ----------------------------------------- | ----------------------------------------- | ----------------------------------------- | ----------------------------------------- | --------------------------------------------------------------------------------------- |
| 1955年（昭和30年） | 16                                        | 7,313                                     | 17,700                                    | 242                                       |                                                                                         |
| 1960年（昭和35年） | 24                                        | 14,796                                    | 33,784                                    | 228                                       |                                                                                         |
| 1961年（昭和36年） | 26                                        | 16,800                                    | 42,203                                    | 252                                       |                                                                                         |
| 1962年（昭和37年） | 26                                        | 17,940                                    | 38,766                                    | 208                                       |                                                                                         |
| 1963年（昭和38年） | 25                                        | 18,460                                    | 43,500                                    | 236                                       |                                                                                         |
| 1964年（昭和39年） | 25                                        | 18,738                                    | 49,175                                    | 262                                       |                                                                                         |
| 1965年（昭和40年） | 25                                        | 20,180                                    | 52,807                                    | 262                                       | 1965年5月2日、川越市駅 - 坂戸町駅間複線化                                               |
| 1966年（昭和41年） | 26                                        | 21,684                                    | 53,282                                    | 246                                       |                                                                                         |
| 1967年（昭和42年） | 27                                        | 23,520                                    | 55,040                                    | 234                                       | 1967年9月9日、坂戸町駅 - 高坂駅間複線化                                                 |
| 1968年（昭和43年） | 27                                        | 24,360                                    | 55,823                                    | 229                                       | 1968年9月6日、高坂駅 - 東松山駅間複線化                                                 |
| 1969年（昭和44年） | 27                                        | 24,360                                    | 53,729                                    | 221                                       |                                                                                         |
| 1970年（昭和45年） | 27                                        | 24,300                                    | 52,437                                    | 215                                       |                                                                                         |
| 1971年（昭和46年） | 27                                        | 24,360                                    | 54,246                                    | 223                                       |                                                                                         |
| 1972年（昭和47年） | 27                                        | 24,840                                    | 52,407                                    | 211                                       |                                                                                         |
| 1973年（昭和48年） | 27                                        | 24,840                                    | 53,569                                    | 216                                       |                                                                                         |
| 1974年（昭和49年） | 27                                        | 25,668                                    | 58,293                                    | 227                                       |                                                                                         |
| 1975年（昭和50年） | 27                                        | 25,668                                    | 56,493                                    | 220                                       |                                                                                         |
| 1976年（昭和51年） | 27                                        | 27,048                                    | 56,183                                    | 208                                       |                                                                                         |
| 1977年（昭和52年） | 27                                        | 28,704                                    | 61,329                                    | 214                                       | 1977年10月21日、東松山駅 - 森林公園駅間複線化                                           |
| 1978年（昭和53年） | 27                                        | 30,360                                    | 59,428                                    | 196                                       |                                                                                         |
| 1979年（昭和54年） | 27                                        | 32,568                                    | 59,304                                    | 182                                       |                                                                                         |
| 1980年（昭和55年） | 27                                        | 32,568                                    | 61,502                                    | 189                                       |                                                                                         |
| 1981年（昭和56年） | 27                                        | 33,120                                    | 62,188                                    | 188                                       |                                                                                         |
| 1982年（昭和57年） | 27                                        | 33,120                                    | 63,069                                    | 190                                       |                                                                                         |
| 1983年（昭和58年） | 26                                        | 32,016                                    | 57,669                                    | 180                                       | 1983年6月24日、有楽町線営団成増駅 - 池袋駅間開業                                        |
| 1984年（昭和59年） | 26                                        | 32,016                                    | 59,330                                    | 185                                       |                                                                                         |
| 1985年（昭和60年） | 26                                        | 33,672                                    | 60,189                                    | 179                                       | 1985年9月30日、川越線電化・埼京線との直通運転開始                                       |
| 1986年（昭和61年） | 26                                        | 33,672                                    | 59,070                                    | 175                                       |                                                                                         |
| 1987年（昭和62年） | 26                                        | 33,672                                    | 59,597                                    | 177                                       | 1987年8月25日、有楽町線直通運転開始、和光市駅 - 志木駅間複々線化                        |
| 1988年（昭和63年） | 24                                        | 31,740                                    | 58,996                                    | 186                                       |                                                                                         |
| 1989年（平成元年） | 25                                        | 33,396                                    | 59,629                                    | 179                                       |                                                                                         |
| 1990年（平成02年） | 25                                        | 33,396                                    | 61,228                                    | 183                                       |                                                                                         |
| 1991年（平成03年） | 26                                        | 35,052                                    | 63,520                                    | 181                                       |                                                                                         |
| 1992年（平成04年） | 26                                        | 35,052                                    | 63,775                                    | 182                                       |                                                                                         |
| 1993年（平成05年） | 27                                        | 37,260                                    | 63,369                                    | 170                                       | 1993年12月6日、西武新宿線特急「小江戸」運転開始                                         |
| 1994年（平成06年） | 27                                        | 37,260                                    | 61,447                                    | 165                                       |                                                                                         |
| 1995年（平成07年） | 27                                        | 37,260                                    | 61,861                                    | 166                                       |                                                                                         |
| 1996年（平成08年） | 27                                        | 37,260                                    | 60,423                                    | 162                                       |                                                                                         |
| 1997年（平成09年） | 27                                        | 37,260                                    | 58,871                                    | 158                                       |                                                                                         |
| 1998年（平成10年） | 27                                        | 37,260                                    | 56,357                                    | 151                                       |                                                                                         |
| 1999年（平成11年） | 27                                        | 37,260                                    | 55,381                                    | 149                                       |                                                                                         |
| 2000年（平成12年） | 27                                        | 37,260                                    | 55,209                                    | 148                                       |                                                                                         |
| 2001年（平成13年） | 27                                        | 37,260                                    | 54,831                                    | 147                                       | 2002年3月26日、森林公園駅 - 武蔵嵐山駅間複線化                                          |
| 2002年（平成14年） | 27                                        | 37,260                                    | 53,050                                    | 142                                       |                                                                                         |
| 2003年（平成15年） | 27                                        | 37,260                                    | 52,179                                    | 140                                       |                                                                                         |
| 2004年（平成16年） | 27                                        | 37,260                                    | 51,630                                    | 139                                       | 2005年3月17日、武蔵嵐山駅 - 嵐山信号場間複線化                                          |
| 2005年（平成17年） | 27                                        | 37,260                                    | 50,817                                    | 136                                       |                                                                                         |
| 2006年（平成18年） | 27                                        | 37,260                                    | 50,199                                    | 135                                       |                                                                                         |
| 2007年（平成19年） | 27                                        | 37,260                                    | 50,749                                    | 136                                       |                                                                                         |
| 2008年（平成20年） | 24                                        | 33,120                                    | 48,261                                    | 146                                       | 2008年6月14日、副都心線直通運転開始                                                     |
| 2009年（平成21年） | 24                                        | 33,120                                    | 45,600                                    | 138                                       |                                                                                         |
| 2010年（平成22年） | 24                                        | 33,120                                    | 45,179                                    | 136                                       | 東日本大震災発生年度                                                                    |
| 2011年（平成23年） | 24                                        | 33,120                                    | 44,606                                    | 135                                       |                                                                                         |
| 2012年（平成24年） | 24                                        | 33,120                                    | 45,337                                    | 137                                       | 2013年3月16日、快速運転開始、副都心線を経由して東急東横線・みなとみらい線直通運転開始   |
| 2013年（平成25年） | 24                                        | 33,120                                    | 45,394                                    | 137                                       |                                                                                         |
| 2014年（平成26年） | 24                                        | 33,120                                    | 45,275                                    | 137                                       |                                                                                         |
| 2015年（平成27年） | 24                                        | 33,120                                    | 45,566                                    | 138                                       | 2016年3月25日、通勤急行廃止                                                             |
| 2016年（平成28年） | 24                                        | 33,120                                    | 45,559                                    | 138                                       |                                                                                         |
| 2017年（平成29年） | 24                                        | 33,120                                    | 45,537                                    | 137                                       |                                                                                         |
| 2018年（平成30年） | 24                                        | 33,120                                    | 45,023                                    | 136                                       | 2019年3月16日、川越特急運転開始                                                         |
| 2019年（令和元年） | 24                                        | 33,120                                    | 44,728                                    | 135                                       |                                                                                         |
| 2020年（令和02年） | 24                                        | 33,120                                    | 31,035                                    | 94                                        |                                                                                         |
| 2021年（令和03年） | 24                                        | 33,120                                    | 32,481                                    | 98                                        |                                                                                         |
| 2022年（令和04年） | 24                                        | 33,120                                    | 35,129                                    | 106                                       | 2023年3月18日、快速廃止、副都心線・東急東横線を経由して東急新横浜線・相鉄線直通運転開始 |
| 2023年（令和05年） | 22                                        | 30,360                                    | 38,159                                    | 126                                       |                                                                                         |

## 駅一覧
- 普通列車は全駅に停車する（表中省略）。
- 有楽町線に直通する列車は和光市駅 - 森林公園駅間の各駅に停車。副都心線・東急東横線・みなとみらい線・東急新横浜線・相鉄線に直通する列車には、東上線内急行あるいは快速急行（愛称：Fライナー）で運転する列車がある。
- 上りTJライナーは、池袋駅以外の停車駅では乗車扱いのみとなり、降車はできない。
- 当線の駅番号（駅ナンバリング）は2012年3月17日導入[広報 23]。2020年10月31日のみなみ寄居駅開業時に男衾駅 - 寄居駅の駅番号を変更した[広報 13]。
- 接続路線の ( ) 内の英数字はその路線での駅番号を表す。

凡例
- 停車駅 … ●: 停車、▽: 下り列車のみ停車、｜・↓: 通過（↓：矢印の方向のみ運転）
- 線路 … ||：複線区間、∧∧：ここより下は複々線、||||：複々線区間、∨∨：ここより下は複線、∨：ここより下は単線、◇・｜：単線区間（◇：列車交換可能、｜：列車交換不可）

| 駅番号       | 駅名                                       | 駅間 営業キロ | 累計 営業キロ | 準急 | 急行 | 快速急行 | 川越特急 | ＴＪライナー | 接続路線・備考 | 線路 | 所在地 | 所在地 | 所在地 |
| ------------ | ------------------------------------------ | ------------- | ------------- | --- | --- | --- | --- | --- | --- | --- | --- | --- | --- |
| TJ-01        | 池袋駅                                     | -             | 0.0           | ● | ● | ● | ● | ● | 東日本旅客鉄道： 埼京線 (JA 12)・ 湘南新宿ライン (JS 21)・ 山手線 (JY 13) 東京地下鉄： 丸ノ内線 (M-25)・ 有楽町線 (Y-09)・ 副都心線 (F-09) 西武鉄道： 池袋線 (SI01) | \|\| | 東京都 | 豊島区 | 豊島区 |
| TJ-02        | 北池袋駅                                   | 1.2           | 1.2           | ｜ | ｜ | ｜ | ｜ | ｜ | | \|\| | 東京都 | 豊島区 | 豊島区 |
| TJ-03        | 下板橋駅                                   | 0.8           | 2.0           | ｜ | ｜ | ｜ | ｜ | ｜ | 東日本旅客鉄道： 埼京線 (板橋駅:JA 13)（徒歩連絡） 都営地下鉄： 三田線 (新板橋駅:I-17) （徒歩連絡） | \|\| | 東京都 | 豊島区 | 豊島区 |
| TJ-04        | 大山駅                                     | 1.0           | 3.0           | ｜ | ｜ | ｜ | ｜ | ｜ | | \|\| | 東京都 | 板橋区 | 板橋区 |
| TJ-05        | 中板橋駅                                   | 1.0           | 4.0           | ｜ | ｜ | ｜ | ｜ | ｜ | | \|\| | 東京都 | 板橋区 | 板橋区 |
| TJ-06        | ときわ台駅                                 | 0.7           | 4.7           | ｜ | ｜ | ｜ | ｜ | ｜ | | \|\| | 東京都 | 板橋区 | 板橋区 |
| TJ-07        | 上板橋駅                                   | 1.3           | 6.0           | ● | ｜ | ｜ | ｜ | ｜ | | \|\| | 東京都 | 板橋区 | 板橋区 |
| TJ-08        | 東武練馬駅 （大東文化大学前）              | 1.4           | 7.4           | ｜ | ｜ | ｜ | ｜ | ｜ | | \|\| | 東京都 | 板橋区 | 板橋区 |
| TJ-09        | 下赤塚駅                                   | 1.5           | 8.9           | ｜ | ｜ | ｜ | ｜ | ｜ | | \|\| | 東京都 | 板橋区 | 板橋区 |
| TJ-10        | 成増駅                                     | 1.5           | 10.4          | ● | ● | ｜ | ｜ | ｜ | | \|\| | 東京都 | 板橋区 | 板橋区 |
| 直通運転区間 | 直通運転区間                               | 直通運転区間  | 直通運転区間  | 有楽町線 新木場駅まで 副都心線・ 東急東横線経由 みなとみらい線 元町・中華街駅まで 副都心線・ 東急東横線・ 東急新横浜線・ 相鉄新横浜線経由 相鉄本線 海老名駅、 いずみ野線 湘南台駅まで （副都心線内では急行・通勤急行、東横線・みなとみらい線内では特急・通勤特急・急行、相鉄線内では特急・通勤特急となる列車もある） | 有楽町線 新木場駅まで 副都心線・ 東急東横線経由 みなとみらい線 元町・中華街駅まで 副都心線・ 東急東横線・ 東急新横浜線・ 相鉄新横浜線経由 相鉄本線 海老名駅、 いずみ野線 湘南台駅まで （副都心線内では急行・通勤急行、東横線・みなとみらい線内では特急・通勤特急・急行、相鉄線内では特急・通勤特急となる列車もある） | 有楽町線 新木場駅まで 副都心線・ 東急東横線経由 みなとみらい線 元町・中華街駅まで 副都心線・ 東急東横線・ 東急新横浜線・ 相鉄新横浜線経由 相鉄本線 海老名駅、 いずみ野線 湘南台駅まで （副都心線内では急行・通勤急行、東横線・みなとみらい線内では特急・通勤特急・急行、相鉄線内では特急・通勤特急となる列車もある） | 有楽町線 新木場駅まで 副都心線・ 東急東横線経由 みなとみらい線 元町・中華街駅まで 副都心線・ 東急東横線・ 東急新横浜線・ 相鉄新横浜線経由 相鉄本線 海老名駅、 いずみ野線 湘南台駅まで （副都心線内では急行・通勤急行、東横線・みなとみらい線内では特急・通勤特急・急行、相鉄線内では特急・通勤特急となる列車もある） | 有楽町線 新木場駅まで 副都心線・ 東急東横線経由 みなとみらい線 元町・中華街駅まで 副都心線・ 東急東横線・ 東急新横浜線・ 相鉄新横浜線経由 相鉄本線 海老名駅、 いずみ野線 湘南台駅まで （副都心線内では急行・通勤急行、東横線・みなとみらい線内では特急・通勤特急・急行、相鉄線内では特急・通勤特急となる列車もある） | 有楽町線 新木場駅まで 副都心線・ 東急東横線経由 みなとみらい線 元町・中華街駅まで 副都心線・ 東急東横線・ 東急新横浜線・ 相鉄新横浜線経由 相鉄本線 海老名駅、 いずみ野線 湘南台駅まで （副都心線内では急行・通勤急行、東横線・みなとみらい線内では特急・通勤特急・急行、相鉄線内では特急・通勤特急となる列車もある） | 有楽町線 新木場駅まで 副都心線・ 東急東横線経由 みなとみらい線 元町・中華街駅まで 副都心線・ 東急東横線・ 東急新横浜線・ 相鉄新横浜線経由 相鉄本線 海老名駅、 いずみ野線 湘南台駅まで （副都心線内では急行・通勤急行、東横線・みなとみらい線内では特急・通勤特急・急行、相鉄線内では特急・通勤特急となる列車もある） | 有楽町線 新木場駅まで 副都心線・ 東急東横線経由 みなとみらい線 元町・中華街駅まで 副都心線・ 東急東横線・ 東急新横浜線・ 相鉄新横浜線経由 相鉄本線 海老名駅、 いずみ野線 湘南台駅まで （副都心線内では急行・通勤急行、東横線・みなとみらい線内では特急・通勤特急・急行、相鉄線内では特急・通勤特急となる列車もある） | 有楽町線 新木場駅まで 副都心線・ 東急東横線経由 みなとみらい線 元町・中華街駅まで 副都心線・ 東急東横線・ 東急新横浜線・ 相鉄新横浜線経由 相鉄本線 海老名駅、 いずみ野線 湘南台駅まで （副都心線内では急行・通勤急行、東横線・みなとみらい線内では特急・通勤特急・急行、相鉄線内では特急・通勤特急となる列車もある） | 有楽町線 新木場駅まで 副都心線・ 東急東横線経由 みなとみらい線 元町・中華街駅まで 副都心線・ 東急東横線・ 東急新横浜線・ 相鉄新横浜線経由 相鉄本線 海老名駅、 いずみ野線 湘南台駅まで （副都心線内では急行・通勤急行、東横線・みなとみらい線内では特急・通勤特急・急行、相鉄線内では特急・通勤特急となる列車もある） |
| TJ-11        | 和光市駅                                   | 2.1           | 12.5          | ● | ● | ● | ｜ | ｜ | 東京地下鉄： 有楽町線 (Y-01)・ 副都心線 (F-01) （両線とも川越市・森林公園方面から直通運転：上記参照） | ∧∧ | 埼玉県 | 和光市 | 和光市 |
| TJ-12        | 朝霞駅                                     | 1.5           | 14.0          | ● | ● | ｜ | ｜ | ｜ | | \|\|\|\| | 埼玉県 | 朝霞市 | 朝霞市 |
| TJ-13        | 朝霞台駅                                   | 2.4           | 16.4          | ● | ● | ● | ● | ｜ | 東日本旅客鉄道： 武蔵野線（北朝霞駅:JM 28） | \|\|\|\| | 埼玉県 | 朝霞市 | 朝霞市 |
| TJ-14        | 志木駅                                     | 1.4           | 17.8          | ● | ● | ｜ | ｜ | ｜ | | ∨∨ | 埼玉県 | 新座市 | 新座市 |
| TJ-15        | 柳瀬川駅                                   | 1.5           | 19.3          | ● | ｜ | ｜ | ｜ | ｜ | | \|\| | 埼玉県 | 志木市 | 志木市 |
| TJ-16        | みずほ台駅                                 | 1.3           | 20.6          | ● | ｜ | ｜ | ｜ | ｜ | | \|\| | 埼玉県 | 富士見市 | 富士見市 |
| TJ-17        | 鶴瀬駅                                     | 1.4           | 22.0          | ● | ｜ | ｜ | ｜ | ｜ | | \|\| | 埼玉県 | 富士見市 | 富士見市 |
| TJ-18        | ふじみ野駅 （文京学院大学前）              | 2.2           | 24.2          | ● | ● | ｜ | ｜ | ● | | \|\| | 埼玉県 | 富士見市 | 富士見市 |
| TJ-19        | 上福岡駅                                   | 1.7           | 25.9          | ● | ｜ | ｜ | ｜ | ｜ | | \|\| | 埼玉県 | ふじみ野市 | ふじみ野市 |
| TJ-20        | 新河岸駅                                   | 2.4           | 28.3          | ● | ｜ | ｜ | ｜ | ｜ | | \|\| | 埼玉県 | 川越市 | 川越市 |
| TJ-21        | 川越駅                                     | 2.2           | 30.5          | ● | ● | ● | ● | ● | 東日本旅客鉄道：■川越線 | \|\| | 埼玉県 | 川越市 | 川越市 |
| TJ-22        | 川越市駅                                   | 0.9           | 31.4          | ● | ● | ● | ● | ▽ | 西武鉄道： 新宿線（本川越駅:SS29）（徒歩連絡） | \|\| | 埼玉県 | 川越市 | 川越市 |
| TJ-23        | 霞ヶ関駅 （東京国際大学前）                | 3.4           | 34.8          | ● | ● | ● | ｜ | ｜ | | \|\| | 埼玉県 | 川越市 | 川越市 |
| TJ-24        | 鶴ヶ島駅                                   | 2.2           | 37.0          | ● | ● | ● | ｜ | ｜ | | \|\| | 埼玉県 | 鶴ヶ島市 | 鶴ヶ島市 |
| TJ-25        | 若葉駅                                     | 1.9           | 38.9          | ● | ● | ● | ｜ | ｜ | | \|\| | 埼玉県 | 坂戸市 | 坂戸市 |
| TJ-26        | 坂戸駅                                     | 1.7           | 40.6          | ● | ● | ● | ● | ● | 東武鉄道： 越生線 | \|\| | 埼玉県 | 坂戸市 | 坂戸市 |
| TJ-27        | 北坂戸駅                                   | 2.1           | 42.7          | ● | ● | ● | ｜ | ｜ | | \|\| | 埼玉県 | 坂戸市 | 坂戸市 |
| TJ-28        | 高坂駅 （大東文化大学 東松山キャンパス前） | 3.5           | 46.2          | ● | ● | ● | ｜ | ｜ | | \|\| | 埼玉県 | 東松山市 | 東松山市 |
| TJ-29        | 東松山駅                                   | 3.7           | 49.9          | ● | ● | ● | ● | ● | | \|\| | 埼玉県 | 東松山市 | 東松山市 |
| TJ-30        | 森林公園駅                                 | 2.7           | 52.6          | ● | ● | ● | ● | ● | 車両基地所在駅 | \|\| | 埼玉県 | 比企郡 | 滑川町 |
| TJ-31        | つきのわ駅                                 | 2.8           | 55.4          | ● | ● | ● | ● | ▽ | | \|\| | 埼玉県 | 比企郡 | 滑川町 |
| TJ-32        | 武蔵嵐山駅                                 | 1.7           | 57.1          | ● | ● | ● | ● | ▽ | | \|\| | 埼玉県 | 比企郡 | 嵐山町 |
|              | （嵐山信号場）                             | -             | 60.1          | ｜ | ｜ | ｜ | ｜ | ↓ | 営業キロは概算 | ∨ | 埼玉県 | 比企郡 | 嵐山町 |
| TJ-33        | 小川町駅                                   | 7.0           | 64.1          | ● | ● | ● | ● | ▽ | 東日本旅客鉄道：■八高線 | ◇ | 埼玉県 | 比企郡 | 小川町 |
| TJ-34        | 東武竹沢駅                                 | 3.0           | 67.1          | | | | | | | ◇ | 埼玉県 | 比企郡 | 小川町 |
| TJ-35        | みなみ寄居駅 〈ホンダ寄居前〉              | 1.8           | 68.9          | | | | | | | ｜ | 埼玉県 | 大里郡 寄居町 | 大里郡 寄居町 |
| TJ-36        | 男衾駅                                     | 1.9           | 70.8          | | | | | | | ◇ | 埼玉県 | 大里郡 寄居町 | 大里郡 寄居町 |
| TJ-37        | 鉢形駅                                     | 2.7           | 73.5          | | | | | | | ◇ | 埼玉県 | 大里郡 寄居町 | 大里郡 寄居町 |
| TJ-38        | 玉淀駅                                     | 0.9           | 74.4          | | | | | | | ｜ | 埼玉県 | 大里郡 寄居町 | 大里郡 寄居町 |
| TJ-39        | 寄居駅                                     | 0.6           | 75.0          | | | | | | 秩父鉄道：秩父本線 (CR20) 東日本旅客鉄道：■八高線 | ◇ | 埼玉県 | 大里郡 寄居町 | 大里郡 寄居町 |

1. ↑  公式な乗換駅として案内されていないが、駅改札口に板橋駅までの地図が掲出されている。
2. ↑  公式な乗換駅として案内されていないが、駅改札口に新板橋駅までの地図が掲出されている。
3. ↑  東武練馬駅の前後でわずかに練馬区（北町）を通過する。
4. ↑  公式な乗換駅として案内されていないが、駅改札口に本川越駅までの地図が掲出されている。

### 廃駅・廃信号場
- 西山信号所（現・池袋駅 - 北池袋駅間、1947年5月1日 - 1964年9月14日）
- 金井窪駅（現・下板橋駅 - 大山駅間、1931年9月27日 - 1945年4月15日）
- 水谷信号所（現・みずほ台駅、1927年2月1日 - 1938年6月1日）
- みずほ台信号所（現・みずほ台駅、1951年9月1日 - 1954年6月26日）
- ききょう原信号所（現・ふじみ野駅、1951年9月1日 - 1954年3月1日）
- 田面沢駅（現・川越市駅 - 霞ヶ関駅間、1914年5月1日 - 1916年10月27日）
- 入間川水泳場駅（現・川越市駅 - 霞ヶ関駅間、1920年7月11日 - 1951年8月20日、夏季のみの臨時駅）

### 過去の接続路線
- 東武啓志線：上板橋 - 練馬倉庫 - 啓志（グラントハイツ）間 6.3 km
  - 日本が太平洋戦争に敗れ、米軍を中心とした連合国軍の占領下に置かれたことを受け、米軍は関係者とその家族を居住させる住宅地を接収地に建設した。その住民の交通の便を図るため、上板橋からグラントハイツ（現在の光が丘）に向けて建設された路線。「啓志」という名称は当時のグラントハイツ建設工事責任者のケーシー中尉の名から取られた。グラントハイツは東武練馬駅が最寄りであったが、敗戦前に上板橋から東京第一陸軍造兵廠練馬倉庫（現在の陸上自衛隊練馬駐屯地）付近まで既に敷設されていた引き込み線の延長で対応したため、上板橋駅が起点となった。1959年（昭和34年）7月に廃止され[45]、1960年代に線路設備が撤去された。上板橋駅付近の廃線跡には、東武鉄道が1972年（昭和47年）に分譲マンションを建設している[67]。
- 埼玉県営鉄道霞ヶ関砂利線：的場（現・霞ヶ関）- 入間川[注 23]間 2.4 km 
  - 元は入間川砂利株式会社が建設した専用鉄道、軌間762mmの軽便線。1920年（大正9年）7月20日に全通した。1923年（大正12年）県営砂利事業開始のために埼玉県に譲渡された。1957年（昭和32年）に廃止されたと推定される[68][69]
- 東武高坂構外側線（日本セメント東松山専用鉄道高本線・秩父鉱業東松山鉱業所専用線）：高坂 - 葛袋 - 高本間 5.5 km 高坂構外側線跡（現存しない）

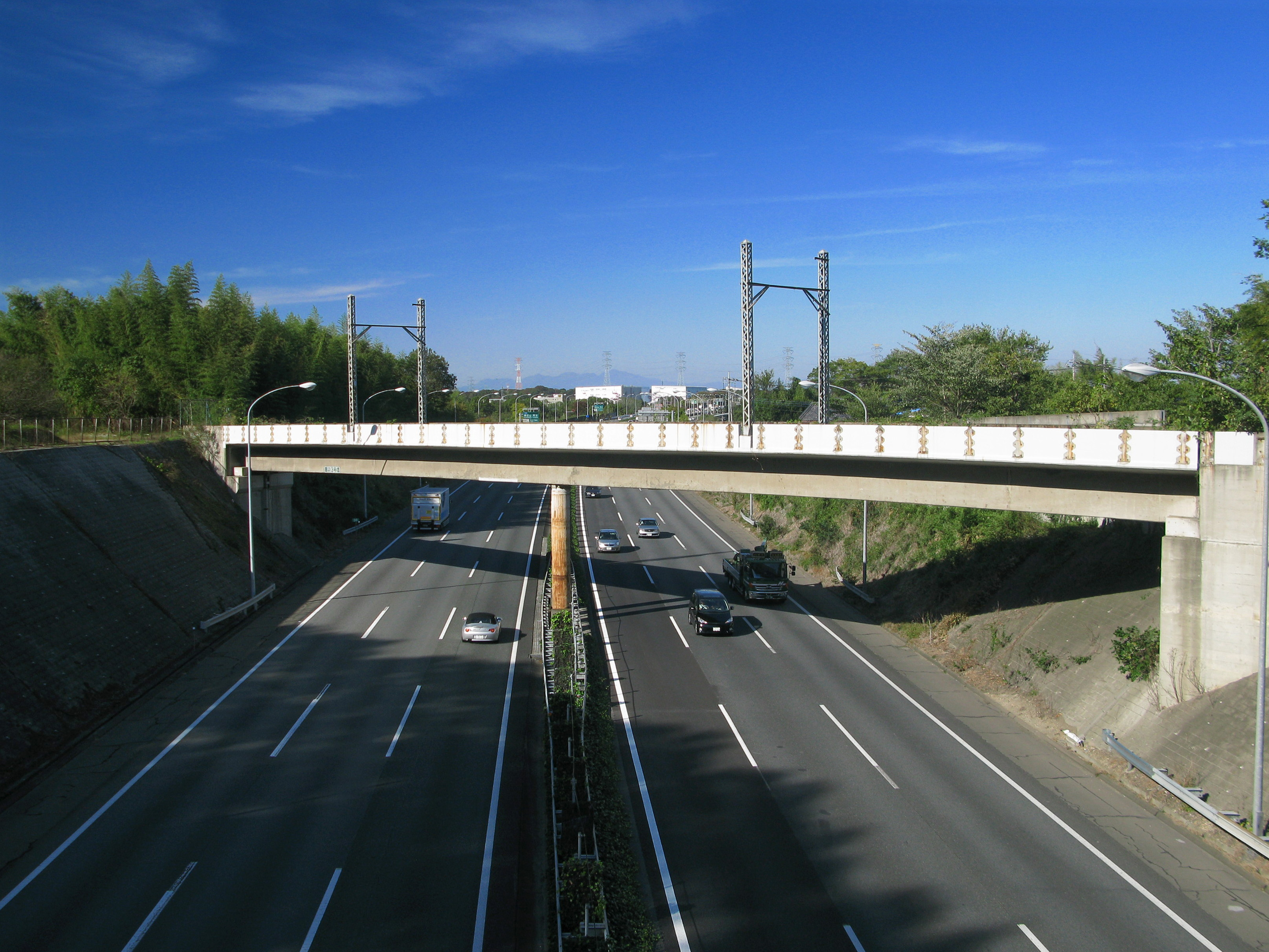
高坂構外側線跡（現存しない）

  - 貨物専用線。1955年（昭和30年）10月に開通。後年電化されたが、1984年（昭和59年）8月1日に全線廃止された。関越自動車道の高坂SA - 東松山IC間にかかる架線柱の残された橋が残存していたが、2013年（平成25年）6月3日から4日にかけて撤去された[広報 24]。
- 東武根古屋線：小川町 - 大河 - 槻川 - 根古屋間 4.3 km
  - 石灰石運搬用の貨物線。1926年（大正15年）9月5日に開通し、1967年（昭和42年）4月1日に廃止となった。

## 企画乗車券
東上線では下記の企画乗車券を発売している。
- 東上東京メトロパス
- 小江戸川越クーポン
- おごせ散策きっぷ
- 埼玉県民の日フリー乗車券
- 東上線1日フリー乗車券
- 東上横浜ベイサイドきっぷ
- 東武鉄道×秩父鉄道SAITAMAプラチナルート乗車券

このほか、東上線サイクリングクーポンを2015年12月まで、日光・鬼怒川リレーきっぷ・東上東急線トライアングルチケットを2019年9月まで発売していた。

## 現業部門「東上業務部」とその廃止
かつて、東上線を担当する現業部門として、本社鉄道事業本部の直下に「東上業務部」が置かれていた。東上業務部は営業・運転・運行管理などの部署と駅務・乗務員を持ち、車両・施設系（保線・工務・電気）を除く現業部門は本線のそれとは別個の組織となっていた。その背景は、元々別会社（本線系統が本社で、東上線は東上鉄道）が建設した路線であり、特に、東上線は東武鉄道内で唯一山手線と池袋というターミナルで接続する路線であることで、否応にも「他者」の目を強く意識し「普通の鉄道」として振舞わなければならないことが挙げられる。また、組織上、東上業務部と本線の部署とは、業務をする場所が離れていることもあり人事交流がほとんどなく、営業や接客面について本社は東上業務部に対して不干渉で、そのため、東上線ではまるで別会社であるかのような独立色を強く打ち出せた。一例としては、本線系統の優等列車愛称が単純化された1970年代以降においても、東上線の休日の行楽特急の愛称はバラエティーに富んでいて、森林公園・小川町・寄居方面行きの「むさしの」「さだみね」「たまよど」、秩父鉄道に乗り入れていた「ながとろ」「みつみね」、越生行きでは「くろやま」「第1かまきた」など、列車ごとに愛称が付けられていた。また記事冒頭に掲出した「東武東上線」のエンブレムを作成したのも東上業務部であった。一方、東上線内で東上業務部が管轄しない施設には森林公園検修区（本社車両部所属）、川越工場（現・廃止、かつては車両部南栗橋車両管理区の管轄下）、川越工務管理所、川越電気管理所（両者とも本社施設部）、診療所川越分院（本社人事部所属）があり、東上線自体が本社から独立した存在というわけでもなかった。
2015年7月1日付で東武鉄道社内の業務組織一部改正に伴い、東上業務部は廃止され、運行管理部門については、本線系統と同じ鉄道事業本部の直下の運輸部内の東上運行管理所に移管、営業関連部門については、本社鉄道事業本部営業部に輸送企画課、営業推進課、お客様サービス課およびエリア別に支社を新たに新設、その新設支社の一つである東上営業支社に移管された。なお、同時に本線系統でも、スカイツリーライン営業支社、アーバンパークライン営業支社、北関東営業支社が新設・移管されている。2021年6月23日時点で、本社鉄道事業本部の営業関連部門は、営業統括部の直下に営業部があり、その傘下に東上営業支社や本線系統の支社がある組織になっていたが、2022年4月1日付で東上営業支社を含む営業支社は廃止された。

## 今後の予定

### ホームドアの整備
2018年度の設備投資計画によれば、ホームドアを2020年度末までに池袋駅（5番ホームは固定柵）・和光市駅・朝霞駅・志木駅・川越駅、2021年度以降に北池袋 - 成増間各駅・朝霞台駅・ふじみ野駅・上福岡駅に整備する予定としている。その後、鉄道駅バリアフリー料金制度を利用して、2025年度までに東武練馬駅・下赤塚駅・成増駅に、2025年度から2028年度までに下板橋駅・ときわ台駅・上板橋駅に、2029年度から2035年までに北池袋駅から川越市駅までの残りの駅、2036年以降、霞ヶ関駅から森林公園駅までに設置を行う予定である。

### 連続立体交差事業
板橋区内には、2020年度時点で東上線の踏切が36カ所あり、ほとんどが所謂「開かずの踏切」であり、踏切での事故も毎年発生しており、地元は東上線の連続立体交差事業による踏切解消を要望している。この事業は、道路と鉄道を連続的に立体交差化することで交通渋滞や踏切事故、鉄道による地域の分断を解消し、街の一体化を確保する目的で行われる。
2019年時点、板橋区の大山駅付近（大山金井町・山手通り交差地点付近 - 大山駅 - 仲町）約1.6 kmについて、立体化される都市計画道路補助第26号線とともに連続立体交差事業（鉄道高架化）の事業化を行う計画が進められている。構造形式は高架式（かさ上式）および地表式で、高架化後も大山駅は相対式ホーム2面2線となる予定。本事業に伴い、対象区間に存在する踏切8ヶ所が撤去される。事業主体は東京都で、2021年度に都市計画事業の認可を取得し、2030年度の完了を想定している。
「東京都踏切対策基本方針」 において、ときわ台駅 - 上板橋駅付近間を高架化する計画が「鉄道立体化の検討対象区間」に位置づけられている。この区間は板橋区が「大山駅付近」の事業の進捗状況を見極めながら、さらに都市計画道路補助第86号線及び第244号線の整備計画と同時に調査するとしている。

### 池袋駅拡張計画
東武池袋駅では、2017年に発表された東武鉄道の中期経営計画で、西口の再開発事業と併せて3面3線から2面4線への拡張が計画されている。